# Carlos II de Navarra

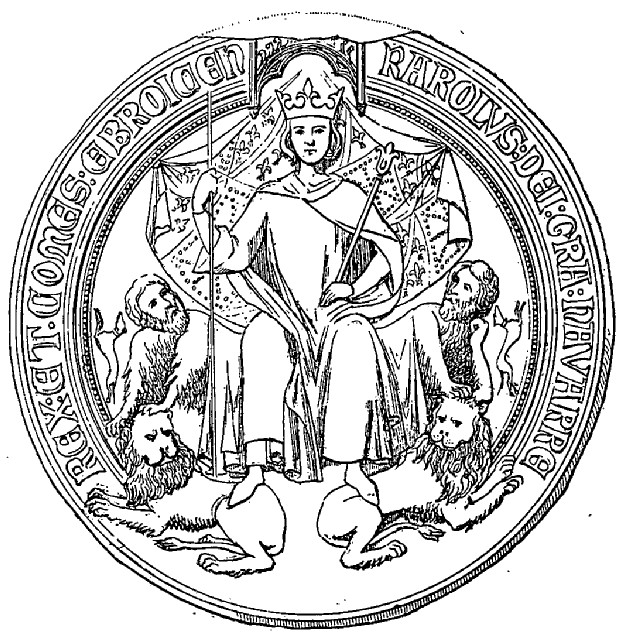
Leyenda: "Karolus Dei gratia Navarre rex et comes Ebroicen[sis]" (trad. «Carlos, por la gracia de Dios, rey de Navarra y conde de Evreux»)

Carlos II de Navarra (Évreux, 10 de octubre de 1332-Pamplona, 1 de enero de 1387) conocido también como Carlos II de Évreux o, más posteriormente a su época, calificado como Carlos el Malo, fue rey de Navarra, conde de Évreux (23 de septiembre de 1343-1378 —fecha de incautación del condado por el rey Carlos V de Francia—) y señor de Montpellier (1365-1387). Era hijo de Felipe de Évreux, III de Navarra, y de Juana II de Navarra, hija del rey de Francia y de Navarra, Luis X el Hutin. Estuvo casado con Juana de Valois, hija y hermana de los reyes de Francia Juan II y Carlos V respectivamente.
En el estudio del reinado son varios los investigadores que aciertan a visualizar, y establecer, dos fases o etapas distintas en la vida y reinado de Carlos II en torno al año 1361-1362: una etapa francesa, donde el monarca presta atención preferente a los asuntos franceses, y una etapa navarra, donde sus estancias en el reino peninsular son más largas y se ocupa de las cuestiones internas y externas del reino. El cambiar su foco de atención de unos dominios a otros no supone despreocuparse de aspectos propios de los otros: en todo momento mantendrá, directa o indirectamente, la atención sobre todo e, incluso, tal atención sirve de trasfondo en muchas de sus decisiones.
Y ¿por qué 1361? Carlos II decide, tras varios años de ausencia, volver a Navarra. Tras la tregua en la Guerra de los Cien Años (Tratado de Bretigny) se genera una creciente inseguridad en Francia con las grandes compañías deambulando libremente. También la presión de la Corona francesa sobre sus posesiones normandas esquilmará la disposición de recursos económicos para retomar sus reivindicaciones dinásticas y territoriales. Pero quizá haya un punto de inflexión en su trayectoria vital: antes de embarcar en Cherburgo redacta de su primer testamento. Probablemente en lo personal, la razón de peso pudiera ser, entre otras, el nacimiento en Mantes su heredero Carlos, futuro Carlos III (22 de julio).

Ciudadanos de Tournai enterrando víctimas de la peste negra. Miniatura de Pierart dou Tielt, c. 1353.

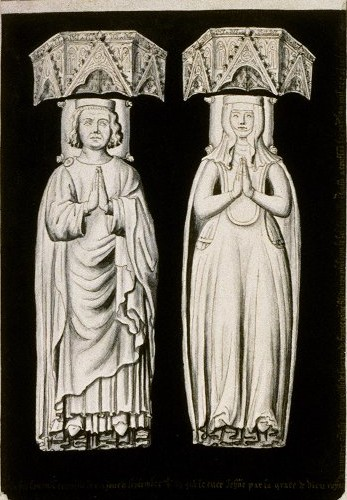
Dibujo de los sepulcros de Felipe III y Juana II en la basílica de Saint-Denis por Roger de Gaignières. Solamente reposan allí los restos de la reina. Felipe III descansa en la Catedral de Pamplona (España).

## Introducción: Europa y Navarra a mediados delsigloXIV
A nivel y dentro de la historia de Navarra, especialmente en su configuración como reino, «el siglo XIV, particularmente en el período comprendido entre 1328 y 1404, puede considerarse sin ningún género de dudas como la época de mayor proyección internacional del reino navarro.» En este contexto histórico «tanto diplomática como militarmente, el peso, relevancia y capacidad de influencia del pequeño reino pirenaico serán patentes y manifiestos en buena parte de Europa a lo largo de la centuria. Pero probablemente la presencia de contingentes armados navarros a lo largo y ancho de la geografía europea sea uno de los símbolos más palmarios de esta relevancia internacional, con tropas que, procedentes principalmente del reino, operarán desde las costas normandas del Canal de La Mancha hasta los campos de Algeciras, y desde Murviedro hasta la costa albanesa y la península del Peloponeso, de manera más o menos estable según las ocasiones y jugando, en todo caso, un papel clave en los conflictos europeos de manera especialmente activa en la segunda mitad del siglo XIV.»

En regard de la France, ou de l'Aragon ou de la Castille, les Etats limitrophes, le petit royaume de Navarre serait quantité négligeable. Cependant il a les traits et la structure d'un Etat digne de ce nom, lorsqu'en 1328 le conseil de France le donne à sa légitime héritière Jeanne de France, fille de Louis X le Hutin, petite-fille de Jeanne de Champagne-Navarre. La Navarre est traversée par les soldats enrôlés par les princes ibériques, comme par les marchands et les pèlerins qui empruntent le col de Roncevaux.
Comparado con Francia, Aragón o Castilla, los estados vecinos, el pequeño reino de Navarra era insignificante. Sin embargo, tenía las características y la estructura de un Estado digno de ese nombre, cuando en 1328 el Consejo de Francia lo entregó a su legítima heredera Juana de Francia, hija de Luis X le Hutin, nieta de Juana de Champaña-Navarra. Navarra está atravesada por soldados alistados por príncipes íberos, así como por comerciantes y peregrinos que toman el paso de Roncesvalles.
Béatrice Leroy, 1985

### Cambios dinásticos en Francia y en Navarra: derechos al trono
El 1 de febrero de 1328 tanto el trono francés como el navarro, unidos bajo la misma autoridad, se hallaban vacíos. La muerte de Luis X de Francia, I de Navarra (1316) dejaba un efímero heredero, Juan I de Francia y de Navarra, el Póstumo, que en pocos días también desaparecía. Desde Hugo Capeto, en el año 987, no se había planteado un problema sucesorio similar. A pesar de que Luis tuvo más descendientes, Juana II de Navarra, ninguno de sus hermanos, Felipe V de Francia y II de Navarra (1316-1322) y Carlos IV de Francia y I de Navarra (1322-1328), cedieron el paso al trono a su sobrina, aún menor por entonces, y se sucedieron en el mismo. Al morir ambos sin descendientes varones se extinguía la línea masculina de la dinastía capeta. Por ello se abría una crisis sucesoria inédita hasta la fecha y que, a la larga, las distintas soluciones aplicadas serían razones de fondo para alimentar el conflicto de la Guerra de los Cien Años que sumiría a media Europa occidental en un siglo de guerras. Esta situación belicosa se verá acompañada de epidemias, crisis alimentarias, etc. que servirán, al mismo tiempo, para retroalimentar la situación. Además, esta cuestión sucesoria no afectaba solamente a los reinos de Francia o de Navarra sino que también incumbía al reino de Inglaterra, con importantes posesiones continentales, y al ducado de Borgoña.
El historiador español, José María Lacarra, en 1973 explicaba esta situación así:

De acuerdo con las ideas de la época el trono correspondía a Juana II, la hija de Luis el Hutin, que había sido postergada por sus tíos Felipe y Carlos. Desde que las monarquías habían dejado de ser electivas y se afianza el sistema hereditario vemos desarrollarse toda una política de alianzas selladas con lazos matrimoniales, que den cauce a posibles uniones de Estados. Hemos tenido ocasión de verlo a lo largo de esta historia. Sólo el Imperio, que era electivo, escapaba a las mujeres. Pero en Francia no había reinado hasta la fecha ninguna mujer. El rey de Francia aparecía como «el emperador en su reino», y no reconocía ningún superior en el orden temporal. La trasmisión masculina se impuso, aunque esta decisión sumiría al país en largas guerras civiles.
José María Lacarra de Miguel

En este párrafo, y siguientes, de su libro Historia política del Reino de Navarra, no se hace mención alguna a la existencia de una ley sálica en este momento de la historia de Francia. En realidad tal alusión será realizada unos años más tarde, en 1358, cuando sea «invocada expresamente para justificar el despojo de Juana» de igual modo que se insinuaría más tarde su bastardía en base al escándalo de la torre de Nesle en que su madre se vio envuelta. Con todo, Juana había nacido varios años antes de aquellos hechos. Colette Beaune lo afirma rotundamente: «la ley sálica no fue invocada ni en 1315 ni en 1328, a la llegada de los Valois.» No obstante, como apunta el historiador Michael Jones se sentaron las bases para su implementación unos años más tarde. En cambio, en estas fechas «François de Meyronnes ya había escrito un tratado sobre la lex voconia, que excluía a las mujeres de la sucesión, consagrando los principios fundamentales adoptados más adelante en el siglo para justificar la práctica real en Francia.»

#### Tratado de Vincennes (17 de julio de 1316)
Recién fallecido Luis X, su esposa Clemencia de Hungría estaba encita y cabía la posibilidad del nacimiento de un varón heredero. Con todo, a pesar de esa posibilidad, en Vincennes, el 17 de julio de 1316, Eudes IV, duque de Borgoña, en nombre de su madre, Inés de Francia, duquesa de Borgoña, su sobrina, Juana II de Navarra, que apenas tenía cinco años, y en su nombre, firma un tratado con Felipe V nombrando a este regente del reino, con unos términos según los cuales Juana heredaría, tan pronto como fuera mayor de edad para contraer matrimonio, el reino de Navarra y los condados de Champaña y Bría, a condición de que renunciara al resto del reino de Francia y a los derechos de sucesión de su padre. Cuando en noviembre Clemencia dio a luz un hijo, Juan I, rápidamente fue proclamado rey aunque murió cinco días después. Aunque «Juana debería haber heredado entonces el reino de Francia, el conde de Poitiers, Felipe, tuvo más apoyo político y se hizo proclamar rey. Entonces comenzó el interludio de los Reyes Malditos.»

#### Otros candidatos
La cuestión radicaba en saber si la corona se trasmitía sólo por línea de varón, o si las hijas, en caso de tener hijos varones, podían trasmitir a éstos unos derechos que ellas no estaban en condiciones de ejercitar. En este caso había tres candidatos: Eduardo III de Inglaterra, como nieto de Felipe IV de Francia (su madre era hija del monarca); el conde Felipe de Valois y el conde Felipe de Evreux, ambos nietos por línea paterna de Felipe III de Francia.
Si se aceptaba la trasmisión de derechos por vía femenina, el heredero era el rey de Inglaterra; si sólo se aceptaba la vía masculina, el heredero legítimo era Felipe VI de Valois, como descendiente de un hermano mayor. Felipe de  Evreux, el tercer pretendiente, descendía de un hermano menor aunque podía alegar en su favor estaba casado con la hija de Luis X, Juana II de Navarra, por lo que sus vínculos con la línea dinástica principal de los Capetos eran dobles. Incluso cabía una tercera opción caso de aceptarse la sucesión femenina: todavía estaba Juana, hija mayor de Felipe V de Francia, casada con Eudes IV, duque de Borgoña.
Como el duque de Borgoña, Eudes IV, apoyaba decididamente los derechos de Juana II de Navarra, concluyó el 27 de marzo de 1317 un nuevo tratado con Felipe V en el que se concertó el matrimonio de Felipe de Évreux con ella. El matrimonio se celebró el 18 de junio de 1318 cuando Felipe tenía doce años y Juana tan sólo nueve años.

Blasón armero de Carlos II de Navarra, conde de Evreux y señor de Montpellier.

Todo esta maraña de linajes y derechos dinásticos serán fundamentales en el futuro devenir de los acontecimientos y ayudan a explicar idas y venidas de alianzas entre los distintos protagonistas, en especial de Carlos de Evreux-Navarra, futuro conde y rey, que describía así su prestigiosa ascendencia:

Des fleurs de lys de tous côtés.
De flores de lis por todos lados.
Carlos de Évreux-Navarra

### Hambre, peste e impuestos
A mediados del siglo XIV Navarra era un reino de poco más de 12 000 km2, que basaba su riqueza en la producción de metales (cobre, plomo).En 1347 una crisis de subsistencias azotó el reino;«los años previos había llovido en exceso y las cosechas eran escasas.» Al año siguiente, en 1348, era la peste negra, «que despobló las naciones» la que azotó fuertemente en Europa donde había producido una gran mortandad. Una de las víctimas fue la propia reina de Navarra, Juana II, que, residente entonces en Conflans, fallecía el 6 de octubre de 1349. En Navarra no fue una excepción. Hacia esas fechas se habían contabilizado unos 40 000 fuegos (hogares, es decir, una población estimada de unos 280 000 habitantes); «en unos meses la peste acabó con 140 000 personas, la mitad del reino. En algunas merindades (Estella, Tudela) las estimaciones apunta a dos tercios de la población. Los últimos coletazos se fechan en 1350. Por esta razón a muchos pueblos se les condonaba la pecha anual o había que rebajarla. En circunstancias normales, la cuarta parte del presupuesto son gastos de guerra (caballerías, gajes a los sargentos de armas, alcaides y mesnadas, reparación de castillos. Pocos años antes, el 26 de septiembre de 1343, había fallecido el rey consorte, Felipe III, en Jerez de la Frontera, durante el sitio de Algeciras.
Con todo, el aparato administrativo implantado en Navarra por la Casa de Evreux, «para aumentar la capacidad recaudadora de la hacienda», se dejaba notar en los registros archivísticos del reino: «Con el siglo XIV, la documentación medieval navarra de valor estadístico entra en su época de mayor esplendor.» Con todo, hasta la segunda mitad del siglo la información recopilada no abarcará a todo el territorio aún.

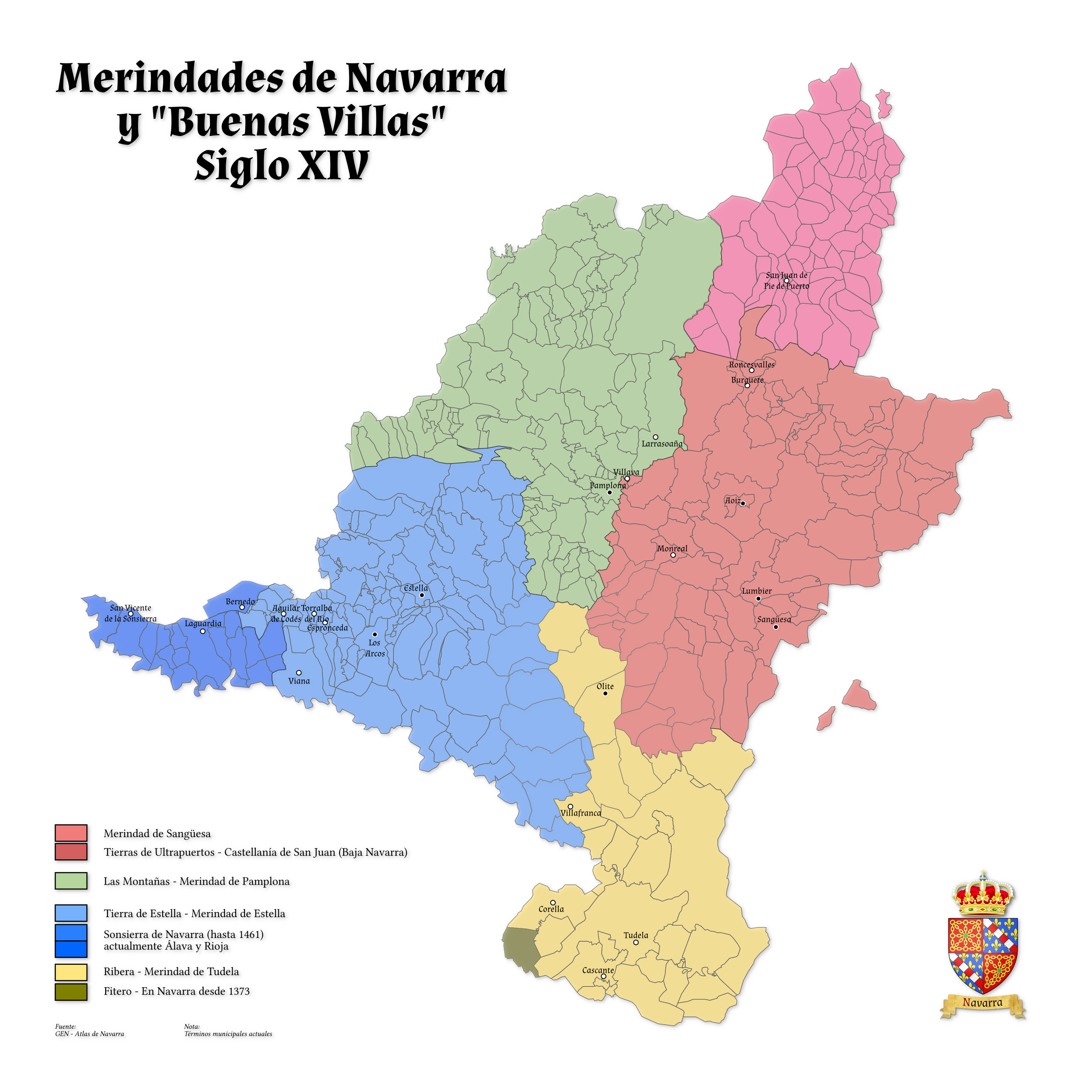
Evolución del mapa de Navarra hacia mediados del. La Merindad de Olite no se había creado aún. Fitero no se incorpora a Navarra hasta 1373.

### La situación política interna navarra
En lo referente a aspectos políticos del orden interno propio de Navarra, las «buenas villas», «aquellas con derecho a asistir a las Cortes y a los actos de coronación y jura de los reyes» se consolidan durante el reinado de Juana II y Felipe III gracias a la determinación de los Evreux de incorporar a las reuniones a sus representantes. Por contra, las juntas de infanzones, de la pequeña aristocracia, sufren una merma de su representatividad: «procuradores de las juntas de Miluce (comarca de Pamplona), la Ribera, Irache (merindad de Estella) y Obanos (Valdizarbe) habían discutido con barones, caballeros, francos y eclesiásticos sobre el futuro institucional de Navarra.» Paradójicamente «habían participado activamente en el proceso que había llevado al trono a los condes de Evreux» pero en esa alta actividad estaba el riesgo que percibían los miembros de la alta nobleza y del alto clero que no estaban dispuestos a prestarles de nuevo su apoyo ante «las posturas reivindicativas de los infazones, a menudo dirigidas contra ellos». En febrero de 1329, en la asamblea celebrada en Larrasoaña, contra lo esperado por ellos, no fueron invitadas las juntas. Más aún, «Felipe III decretó la inmediata disolución de las juntas y la prohibición tajante de que volvieran a reunirse.» Aunque como hidalgos conservaron sus prerrogativas jurídicas en tanto que eran miembros de la nobleza, «sus aspiraciones políticas quedaron yuguladas en flor.» Este asunto, que parecía zanjado, resurgirá con la llegada del nuevo monarca, cuando intente recuperar su espacio protagónico en la política del reino, y el hijo de Juana y Felipe, quizá advertido de ello, muestre su autoridad dramáticamente en los inicios de su reinado.

### La situación y derechos dinásticos de Carlos de Navarra
Nacido del matrimonio entre Felipe III y Juana II, era por vía materna nieto del rey de Francia, Luis X el Hutin (1314-1316) y por vía paterna bisnieto de Felipe III de Francia. La exclusión de Juana —única descendiente directa de Luis X superviviente— de la sucesión real estuvo motivada más por intereses políticos de los Valois que dinásticos amparada en la aplicación, como afirmaba posteriormente en 1862 el historiador Charles Dreyss, de una supuesta invocación de la ley sálica,que nunca tuvo lugar realmente ni en 1315 ni en 1328, como afirmaba en 1985 la historiadora Colette Beaune y en 2006 el medievalista Michael Jones.
Sencillamente, se maniobró para cerrarle a Juana las puertas al trono de Francia, que sería ocupado por sus tíos Felipe V el Luengo (1316-1322) y Carlos IV el Calvo (1322-1328). Además el tardío nacimiento de Carlos II de Navarra (1332) impidió hacer valer sus derechos como descendiente masculino directo a la corona que, a la muerte de Carlos IV (1328), pasará a Felipe de Valois (Felipe VI de Francia), primo del monarca. Felipe de Evreux y Juana, tras pactar con Felipe VI, renunciaron a sus derechos al trono francés y a los condados de Champaña y Bría, recibiendo en cambio el condado de Angulema y los condados de Mortain y Longueville. Este acuerdo no fue cumplido completamente y el heredero de Felipe VI, Juan II, tampoco lo hará ni compensará legítimamente al heredero de Juana II de Navarra, Carlos. A ello hay que añadir que, aunque sus padres hubieran renunciado antes de su nacimiento, Carlos consideraba que era un derecho que sólo le pertenecía a él y se sentía obligado a defender ya que consideraba que tenía más derechos y títulos para sostener tal aspiración al trono.
Con todo, una hermana de estos tres reyes, Isabel de Francia, que era la única hija superviviente del matrimonio entre Felipe IV y Juana I de Navarra, había casado con el rey Eduardo II de Inglaterra. El hijo de ambos, coronado como Eduardo III de Inglaterra, motivó la Guerra de los Cien Años cuando se negó a reconocer como rey de Francia a Felipe VI de Valois, sobrino de Felipe IV el Hermoso.
No obstante, los primeros Valois reinarán en una etapa marcada por crisis económicas, políticas y sociales, agravadas por el estallido de la Guerra de los Cien Años en la que la superioridad táctica inglesa conducirá a graves derrotas  que desacreditaron enormemente a la nueva dinastía. Carlos aprovechó el descontento popular para reclamar sus derechos al trono, ambición a la que no renunciará en vida, alimentando de manera constante la inestabilidad de la monarquía.
La política de alianzas navarra evolucionó considerablemente durante su reinado, en función de su conveniencia: aliado en un principio con el delfín Carlos —futuro Carlos V— se asoció luego con los ingleses y con Étienne Marcel, para acabar combatiendo a los jacques.

En 1361 fracasó en su reclamación hereditaria sobre el ducado de Borgoña, confiado a Felipe II de Borgoña, hijo menor de Juan II de Francia. A este respecto Carlos II creía sus derechos mejor fundados (6 de septiembre de 1363). Por ello buscó desde el principio el arbitraje papal y el apoyo de Guido de Bolonia. Además, preocupado por la situación de Normandía había comenzado a reclutar tropas y seguía en ello, a pesar de las acciones diplomáticas. El tratado de paz firmado con Aragón (25 de agosto de 1363), con la promesa de matrimonio entre el primogénito de Pedro IV de Aragón, Juan, y la hermana de Carlos II, Juana, buscaba reforzar su causa atrayendo a Aragón como aliado. El delfín precipitó los acontecimientos. Mandó a Beltrán Du Guesclin ocupar, sin previa declaración de guerra y sin que mediara desafío o provocación alguna del monarca navarro, «todas las plazas de Carlos II en la región de París, especialmente de Mantes y de Meulan.» Durante estas ocupaciones fallece Juan II en Londres y el delfín se convierte en Carlos V de Francia (8 de abril de 1364). Aunque Carlos V acudió al papa y éste le ofreció su mediación, el monarca francés no debió aceptar, o llegó tarde, y buscó aplastar a Carlos II. No obstante, tras la derrota anglonavarra en Cocherel (16 de mayo de 1364) volvió a centrarse en los asuntos navarros. 

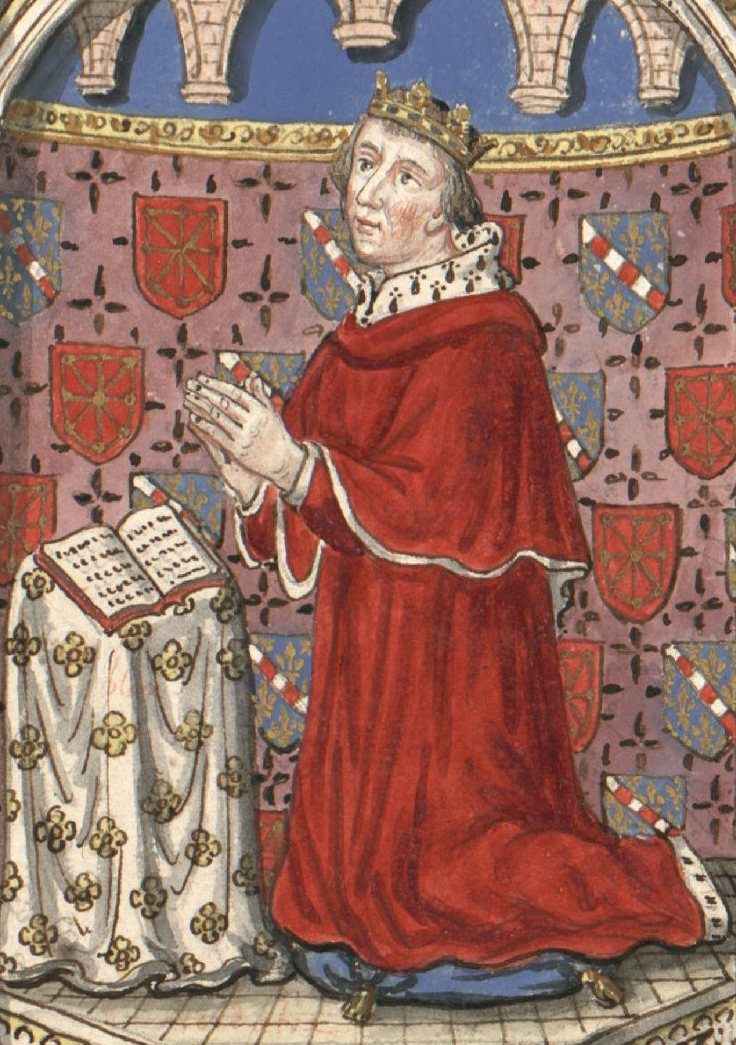
Carlos II de Navarra. Acuarela de una vidriera desaparecida de la catedral de Notre-Dame de Évreux, colección Gaignières, París, Biblioteca Nacional de Francia,.

## Nacimiento e infancia
Carlos de Navarra nació el 10 de agosto o el 10 de octubre de 1332. Posiblemente naciera en el palacio de Saint-Germain-lès-Evreux, situado a dos km al suroeste de la catedral de Evreux, que su madre mandó construir en 1330. Sus padres había sido coronados reyes de Navarra el 5 de marzo de 1329 en la catedral de Pamplona por el obispo Arnaldo de Barbazán. Será este mismo obispo quien corone, 21 años más tarde, a Carlos.
Según apuntan algunos autores «criado en el entorno parisino, en el mismo corazón cultural de momento, desde joven apuntó una personalidad vigorosa, inclinada hacia las artes y las letras, quizá truncada en estas manifestaciones por los condicionantes que marcaron su trayectoria vital.»A pesar de las sombras arrojadas sobre su figura por la historiografía póstuma, unas «palabras explícitas describen sus inclinaciones intelectuales («vit plusieurs choses en science et ama les hommes estudians»). Dos de las grandes obras de música aparecidas en su época «y la poesía del momento le fueron dedicadas por su insigne protegido Guillaume de Machaut.
Un monje de Saint-Denis coetáneo lo describe así:

Era pequeño de estatura, dotado de una mente vivaz y perspicaz; tenía una elocuencia amena y fluida. De inaudita astucia y singular afabilidad, con las que superaba a los demás príncipes, atrajo el corazón de muchos, incluso de los más prudentes, para que apoyaran su causa y se retractaran de la fidelidad prometida al rey de Francia.
Erat enim statura pusillus, sed vivacis ingenii, habensque oculum perspicacem; gratum et sponte fluens ei non deerat eloquium. Inaudite quoque existens astucie, et affabilitate singulari, qua ceteros principes superabat, multorum animos eciam circumspectorum allexit, ut partem suam foverent et a fidelitate promissa regi Francie resillirent.
Louis Bellaguet, Chronique du religieux de Saint-Denys, 1839, vol. 3, lib. 27, p. 468

En ese momento Felipe VI llevaba ya cuatro años en el trono de Francia y era demasiado tarde para disputarle la corona. Cuando había cumplido doce años, Carlos recibió la noticia del fallecimiento de su joven padre el 26 de septiembre de 1343 en Jerez de la Frontera durante el sitio de Algeciras (1342-1344) y su funeral en la catedral de Pamplona posterior (29 de octubre). Aunque Felipe III había aceptado el compromiso de las Cortes de Navarra de que le sucediera su primogénito, aún no había cumplido los 21 años acordados ni tampoco había fallecido la reina antes por lo que «los navarros seguían considerando a Juana II como su señora natural». Con todo la monarca navarra no se acerca al reino, aunque tuvo la intención de hacerlo, y gobierna desde Evreux. 
En 1344 Juan de Conflans, mariscal de Champaña, es nombrador gobernador de Navarra y ocupará el cargo hasta la llegada de Carlos II en 1350 para su coronación. Le acompañan en su labor Guillem le Soterel, como tesorero, y Martín Enríquez de Lacarra como lugarteniente del reino. Contaban, además, todos ellos con el apoyo del obispo de Pamplona, Arnaldo de Barbazán, que ya había coronado en su día a Felipe y Juana en Pamplona. Se había alcanzado un acuerdo con el obispado, con la mediación del papa Clemente VI, y se había devuelto al obispo el palacio y demás bienes confiscados. Hasta la llegada de Conflans era gobernador de Navarra Guillermo de Brae.
Durante este periodo del reinado de Juana II en Navarra se condena y ejecuta al procurador real Jacques Licras por cohecho y haber acusado y torturado, sin permiso del rey, a varias personas (con fatales consecuencias). Fue apresado el 5 de julio de 1345 por Hugo de Brion, merino de la Ribera, que, pocos años después, también correría la misma suerte. Licras, tras se condenado, fue arrastrado por las calles de Pamplona para ser ahorcado en el prado de Barañáin tras cortarle la lengua.
Otra cuestión relevante estos años sucedió en la frontera meridional de Navarra, entre vecinos de Tudela, Corella y Cintruénigo, de una parte, y vecinos de Alfaro, por otra: al parecer los riojanos habían derribado una presa sobre el río Cañete y varios de ellos resultaron muertos a manos de los navarros. El gobernador Conflans, primero, y el obispo de Pamplona, después mediaron ante Alfonso XI que lograron restablecer la paz sin necesidad de castigar a los navarros.
Por su parte Juana de Navarra, directamente, negociaba los matrimonios de sus hijas con diferentes notables. A diferencia de lo acaecido en otras familias nobles próximas, los Evreux-Navarra forjaron unos fuertes lazos familiares —además de cuidar las alianzas matrimoniales—, una suerte de fraternidad sólida, durante esta etapa que a futuro será un factor diferencial determinante en el gobierno de Carlos II sabedor de la lealtad de sus miembros.
Con el brote de peste negra que diezmó Europa a mediados de siglo llegó la muerte de Juana II en octubre de 1349 sin ver culminar algunos de sus proyectos matrimoniales. Con 17 años Carlos se convertía en rey de Navarra.

## Inicio del reinado (1350-1351)
El 19 de enero el rey Felipe VI de Francia contrae matrimonio con Blanca de Evreux-Navarra, hermana de Carlos II. Una docena de años antes, en 1338, otra hermana, María de Evreux-Navarra, se había casado con Pedro IV de Aragón, tras la renuncia de su hermana mayor, Juana de Evreux-Navarra, a sus derechos y al compromiso con Pedro. Una hermana de Felipe III de Navarra, Juana, era, además reina viuda de Francia preservando su posición e influencia en la corte gala. Por tanto, el panorama de la dinastía de Evreux-Navarra, con dos hermanas y una tía tan bien posicionadas dentro de tan importantes reinos, era muy halagüeño cuando le tocaba a Carlos II de Navarra acercarse a Pamplona para su coronación con diecisiete años.
En febrero de 1350 Felip VI cede a Carlos II sus tierras de Normandía con Mantes, Meulan, Nogent-le-Roi, Anet, Bréval y Montchauvet junto a 8.000 libras de renta. Al mes siguiente, sin pérdida de tiempo, Carlos se desplaza a Evreux y Normandía y toma posesión de sus tierras (11 de marzo).
En ausencia de la reina Juana II, el reino de Navarra había estado administrado por el gobernador francés, Juan de Conflans, mariscal de Champaña. 

### Coronación en Pamplona

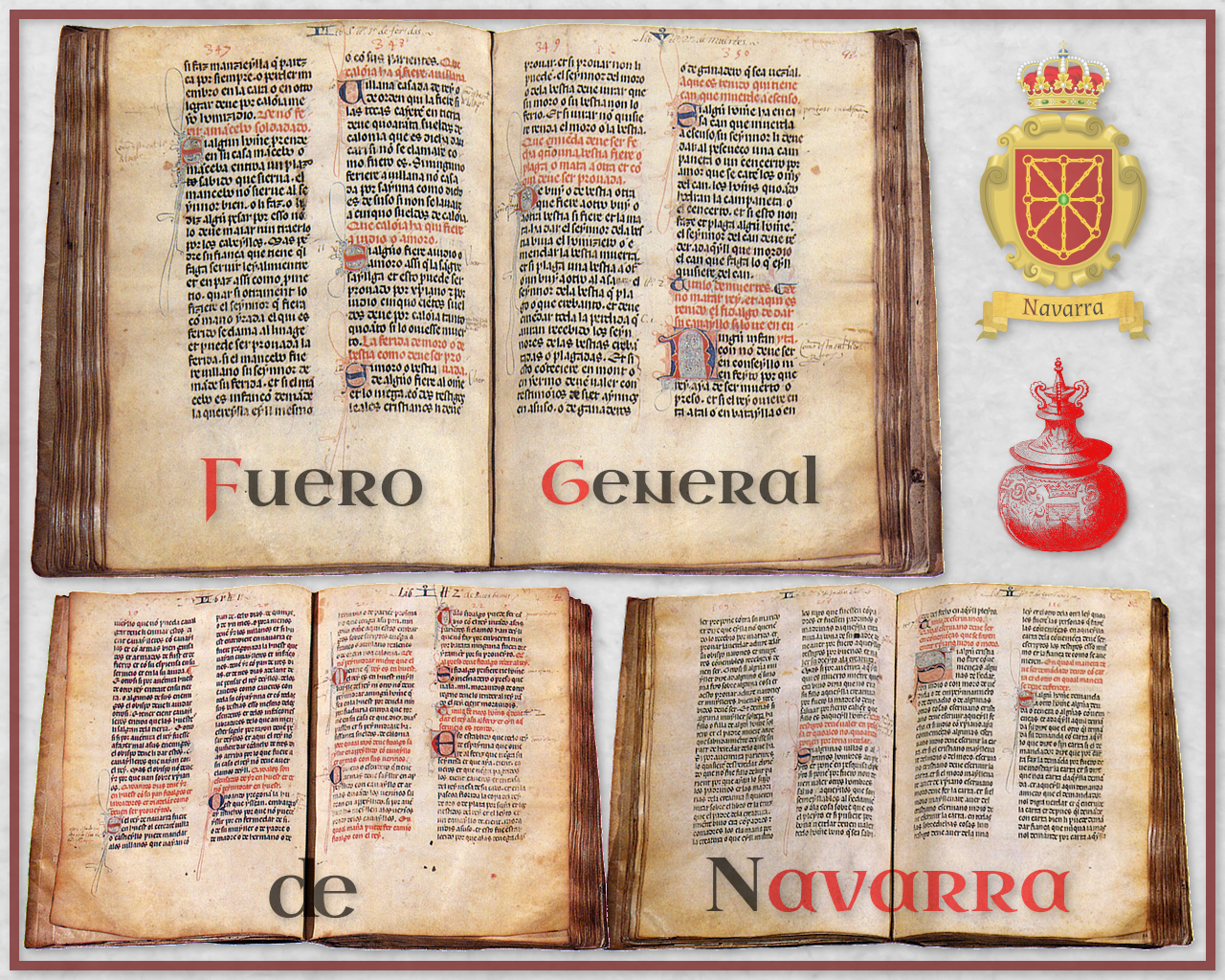
Fuero General de Navarra. En 1330 Felipe III promovió el primero de los amejoramientos del Fuero que están registrados.

En la primavera de 1350 (17 de mayo) llegó por primera vez a Navarra (a Saint-Palais) haciendo su entrada en Pamplona poco después (26 de mayo). Sin embargo, si el año había empezado positivamente, durante el verano comienza a cambiar con la muerte el 22 de agosto de Felipe VI de Francia. Para diciembre Juan II de Francia ya había cedido al condestable Carlos de la Cerda dos castellanías, antiguas posesiones navarras, en Bénon y Frontenay.
El 27 de junio de 1350 Carlos era coronado en la Catedral de Pamplona con la asistencia de los obispos de Pamplona, Tarazona, Bayona y Olorón, además de abades, nobles y representantes de las buenas villas. 
El ritual comenzó con la tradicional jura de los fueros tras la lectura del capítulo I ("Cómo deven levantar Rey en Espayna, et cómo les deve eyll jurar") del título I ("De Reyes et de huestes, et de cosas que taynnen a Reyes et a huestes") del Fuero General:

E fue primerament establido por Fuero en Espaynna de rey alzar por siempre, porque ningun rey que iamas seria non lis podies ser malo, pues conceyllo zo es pueblo lo alzavan, et le davan lo que eyllos avian et ganavan de los moros: primero que les iuras, antes que lo alzassen sobre la cruz et los santos evangelios, que los toviess a drecho, et les meioras siempre lures fueros, et non les apeyoras, et que les desfizies las fuerzas, et que parta el bien de cada tierra con los ombres de la tierra convenibles a richos ombres, a cavaylleros, a yfanzones, et a ombres bonos de las villas, et non con extranios de otra tierra. Et si por aventura aviniesse cossa que fuesse rey ombre de otra tierra, o de estranio logar o de estranio lengoage, que non lis adusiesse en essa tierra mas de .V.º en vayllia, ni en servitio de rey hombres estranios de otra tierra. Et que rey ninguno que no oviesse poder de fazer Cort sin conseyo de los ricos ombres naturales del regno, ni con otro rey o reyna, guerra ni paz, nin tregoa non faga, ni otro granado fecho o embargamiento de regno, sin conseyllo de .XII. ricos ombres o .XII. de los mas ancianos sabios de la tierra. Et el rey que aya sieyllo pora sus mandatos, et moneda iurada en su vida, et alieriz, et seyna caudal, et que se levante rey en sedieylla de Roma, o de arzobispo, o de obispo, et que sea areyto la noche en su vigilia, et oya su missa en la eglesia, et ofrezca porpora, et de su moneda, et depues comulgue, et al levantar suba sobre su escudo, teniendo los ricos ombres, clamando todos tres vezes REAL, REAL, REAL. Entonz espanda su moneda sobre las gentes ata .C. sueldos, por entender que ningun otro rey terrenal no aia poder sobre eyll, cingase eyll mesmo su espada, que es a semeiant de cruz, et non deve otro cavayllero ser fecho en aqueyll dia. Et los .XII. richos ombres o savios deven iurar al rey sobre la cruz et los evangelios de curiarle el cuerpo et la tierra et el pueblo, et los fueros ayudarli a mantener fielment, et deven besar su mano.
Fuero General de Navarra, tit. I, cap. I

Tras ello recibía el besamanos de juramento de los ricoshombres, se ceñía la espada y era alzado sobre el pavés por los doce ricoshombres al grito de REAL, REAL, REAL, mientras esparcía en la misma catedral cien sueldos. Acto seguido, en el altar, era ungido y, tomando la corona, él mismo se la ceñía en la cabeza, así como la espada y el cetro, dando a entender con este gesto que ningún otro rey terrenal tenía poder sobre él. A continuación los 12 ricoshombres le juraban fidelidad, besándole la mano, en nombre de todo el reino y se terminaba la ceremonia oficiando una misa presidida por el obispo de Pamplona.

### Asentamiento del orden interno
Tras las fiestas de su coronación, Carlos abrió audiencia en su corte de Pamplona a fin de oír todas las quejas que le quisieran formular sobre sus oficiales. Un portero, «que usaba mal de su oficio», fue azotado en público durante tres días; el merino de Tudela, Hugues de Brion, fue juzgado y anegado, para servir de ejemplo. Parece claro que, puestas sus miras en Francia, el rey de Navarra «estaba decidido a asegurar a toda costa la tranquilidad de sus fronteras peninsulares.»
En esta línea de acción, como explica José María Lacarra, «confirmó o renovó las concesiones de mesnadas y de caballerías hechas hasta entonces, así como la guarda de los castillos, inventariando su contenido y comprobando la residencia efectiva de las personas a quienes se confiaban; el tesorero Guillén de Soterel fue sustituido por Guillén Auvre, abad de Andosilla.»

### Preparando las bases de sus proyectos exteriores
Algunos escuderos de Guipúzcoa — Lope García de Murua, señor de Lazcano, Martín López de Murua, Martín Gil de Oñaz y Ochoa Martínez de Blastegui— , «recibieron acostamientos y entraron en su vasallaje, con lo que, si no suprimió el bandidaje en esta frontera» que durante la primera mitad del siglo supuso un grave quebranto para Navarra, sí lograría «una pacificación relativa». Esta era un práctica habitual empleada por reyes y señores. Además, al mismo tiempo, como se demostró tres años después, «pudo contar con sus gentes para engrosar las compañías de navarros que tan útiles habían de serle en Normandía.» No tardarían mucho en sumarse otros como sucederá en 1364 cuando Pedro López de Urquiola, junto a varios gentiles hombres guipuzcoanos también le rindan vasallaje al rey de Navarra y se unan a la expedición de Martín Enríquez de Lacarra.»
También el monarca «cuidó de mejorar las fortificaciones de Echarri-Aranaz.»

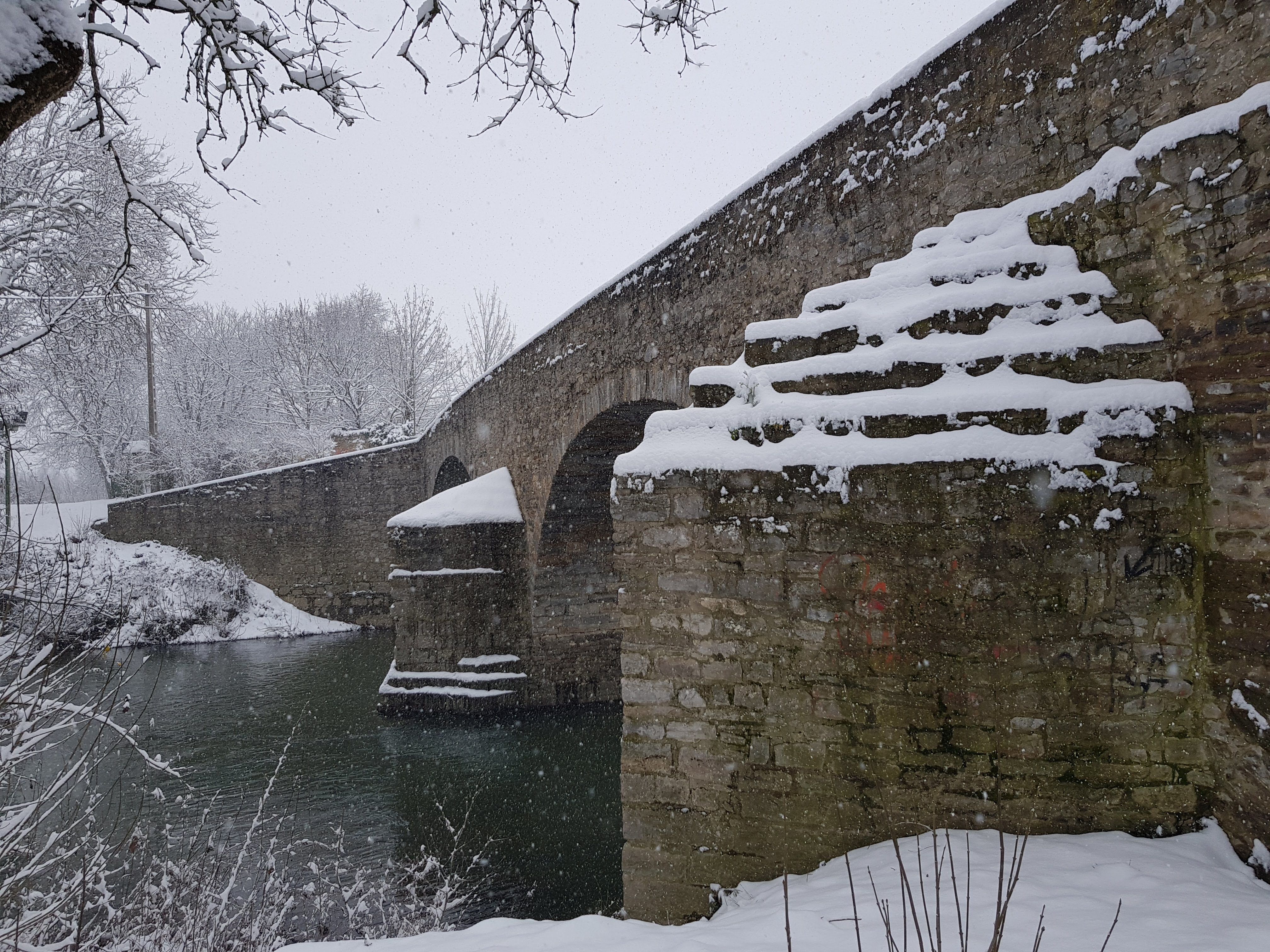
El puente de Miluce, en Pamplona.

### La justicia de Miluce (1351)
Junto al espíritu de justicia del monarca se manifestó un determinante deseo de reforma junto a su empeño a gobernar por sí mismo.
- Exigió de las Cortes de Estella el monedaje, una «ayuda» concedida de acuerdo con el Fuero para hacer acuñar moneda nueva (carlines). Los francos, ruanos y labradores tenían que pagar 8 sueldos por fuego, estando exentos nobles, hidalgos y clérigos. La moneda acuñada era de tan baja de ley, que estableció su circulación forzosamente. Este impuesto era muy impopular y provocó resistencias.
- Mandó reformadores a Ultrapuertos, el territorio del reino con una agitación continua donde las disputas de los Luxa y Agramont eran incesantes.
- Publicó ciertas ordenanzas sobre los pleitos.
- Reorganizó el servicio de porteros.
- A petición de las Cortes, fijó la tasa de los salarios de obreros y jornaleros.
- Hizo revisar las listas de quienes disfrutaban en la Tesorería de mesnadas y caballerías, reduciendo así las cargas del presupuesto a la vez que rechazaba a los inútiles.
- Obligó a todos los alcaldes a morar personalmente en los castillos que tenían a su guarda.
- Tras el incidente de Miluce, prohibió en el reino toda junta o cofradía que no tuviese carácter religioso o fines caritativos.

Un incidente que, sofocado a tiempo y aunque «pudo revestir mayor gravedad,» sirvió para asentar «el carácter autoritario de la monarquía, a la vez que aseguraba la tranquilidad en el interior del reino» y enviaba un aviso a propios y extraños sobre su determinación como gobernante. Tras las nuevas reformas se dieron altercados en la cuenca de Pamplona donde, a imitación de las juntas de infanzones o hidalgos, se agruparon labradores y se reunieron en Miluce. Antes de que el movimiento tomara dimensiones mayores Carlos detuvo a ocho cabecillas de la junta; «cuatro de ellos fueron colgados de unas horcas preparadas con gran secreto en los prados de Miluce; otros cuatro fueron llevados a Pamplona y ahorcados en un tablado levantado en el mismo mercado de la ciudad, para que sirviera de escarmiento a los vecinos; el sozmerino de la Cuenca fue condenado a ser despeñado y el de Val de Araquil fue ahorcado.» Tras ello, el rey procuró que se pregonara la noticia de las ejecuciones por todo el reino para disuadir la reunión de futuras juntas.

### Luis, lugarteniente de Navarra
Instruido en el arte de gobernar por los señores navarros de Pamplona, su dominio del romance navarro le permitió demostrar su talento oratorio en las disputas verbales de las Cortes de Navarra cuyo creciente poder permitió a Navarra adelantar a Francia en términos de representación parlamentaria. Habituado a estas instituciones, se convertirá en uno de los más importantes valedores de la reforma de la monarquía francesa. Tras la muerte de Felipe VI (22 de agosto de 1350) delegó los asuntos de gobierno en su hermano Luis de Navarra (1355) y se consagró plenamente a resolver las cuestiones pendientes con la monarquía francesa defensa de los intereses navarros.

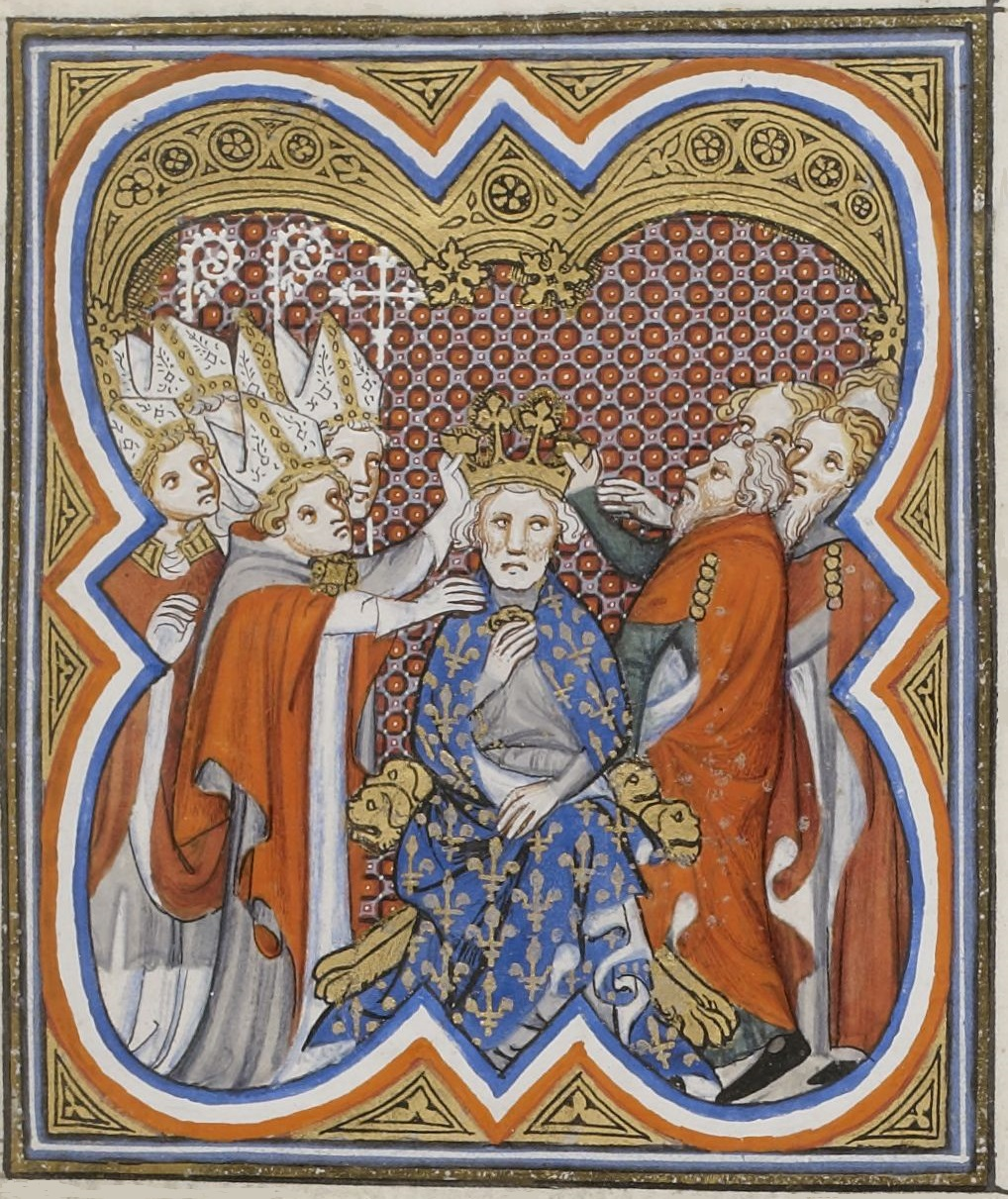
Coronación de Juan II extraída de las Grandes Crónicas de Francia de Jean Froissart.

## Etapa francesa: La corona de Francia en liza (1351-1358)
La guerra de los Cien Años conoció un periodo de paz tras la peste de 1349. La primera parte de la guerra respondió en gran medida a los intereses ingleses merced a las victorias de Eduardo III en L'Écluse y Crécy y a la posterior toma de Calais. En este contexto el poder de los Valois era ampliamente cuestionado: Eduardo III y Carlos, ambos descendientes de Felipe IV por vía materna, podían reclamar la corona que la madre de Carlos —Juana II de Navarra— había debido heredar tras la muerte de su padre Luis X. Como se ha dicho anteriormente, tras la desaparición de la rama masculina de los capetos (1328) Felipe VI, el primer Valois, accedió al trono en vez de Juana II, la heredera directa, que recibió en compensación el reino de Navarra; cuando Juana dio a luz a Carlos (1332) se rechazó concederle el título real de príncipe haciendo valer una variante de la lex Voconia adecuada para rechazar los derechos dinásticos de las ramas femeninas de los descendientes. A la muerte de Felipe VI, Juan II convocó a las Cortes para que le coronaran rápidamente y evitar así una nueva lucha dinástica. Una semana después de la coronación, una escuadra comandada por Carlos de la Cerda interceptó a Eduardo III —sospechoso de querer ir a Reims para ser coronado rey de Francia— en Winchelsea. La batalla naval desembocó en una pírrica victoria inglesa, cuyas pérdidas le impidieron oponerse a la coronación de Juan II.

Reino de Francia en 1350.
Posesiones de Carlos de Navarra.
Posesiones bajo influencia económica inglesa
Estados Pontificios
Territorios controlados por Eduardo III
Zona de influencia económica inglesa
Zona de influencia cultural francesa

### El partido navarro
Tras la coronación de Juan II (1350) ya nadie pudo reivindicar el reino de Francia. A partir de ese momento Carlos dedicará todo su empeño en recuperar los territorios de Bría y Champaña, que le correspondían por derecho.

#### El círculo familiar
Carlos encontrará, inicialmente, a sus más leales partidarios en el seno de su propia familia: era el líder de los poderosos Évreux, propietarios de ricos territorios en Normandía y en el valle del Sena. Su tía materna, la reina Juana de Évreux, viuda del último capeto directo —Carlos IV— será uno de sus principales apoyos y durante toda su vida hará de diplomática apaciguando a Juan II y Carlos V, irritados por los repetidos complots de su sobrino. Su hermano Felipe, un hombre colérico e impulsivo, será el responsable de las negociaciones con los ingleses, mientras que su otro hermano, Luis, estará al mando de la administración navarra. Sus padres llevaron una activa política matrimonial casando a sus hermanas con poderosos partidos: Blanca contraerá matrimonio con el rey de Francia Felipe VI, María con el rey de Aragón, e Inés con el conde de Foix, Gastón Febo.

#### Descontentos con los Valois
Poco a poco supo reunir en su entorno a todos los descontentos con el reinado de los primeros Valois. Contaba con el apoyo de sus parientes y aliados: los condes de Boulogne —el conde, el cardenal, sus dos hermanos, y su pariente de Auvernia, que en 1350 serán expulsados de la administración de Borgoña por el matrimonio de su hermana con Juan II— los barones de Champaña leales a Juana II, madre de Carlos y última condesa de Champaña, y los partidarios de Roberto de Artois, desterrado por Felipe VI. Contaba además con el apoyo de la poderosa Universidad de París y con el de los comerciantes de la parte nororiental del reino, para los que el comercio a través del Canal de la Mancha era de vital importancia.

#### Nobleza normanda
Cabe destacar que una notable parte de la nobleza normanda se inclinaba por apoyar a los ingleses. Económicamente, Normandía dependía tanto de los intercambios marítimos a través del Canal de la Mancha como de los realizados por el Sena. De hecho, hacía aproximadamente 150 años que el ducado había pasado a pertenecer a Francia y eran muchos los nobles con dominios territoriale a ambos lados del Canal de la Mancha. Por tanto, decantarse por uno u otro soberano acarreaba la confiscación de una parte de tales posesiones. En consecuencia, la nobleza normanda se unió en clanes solidarios cuyo poder les permitió obtener y mantener las cartas que concedían al ducado considerable autonomía. 

#### El caso de Raúl de Brienne
Raúl de Brienne es un indicio de esta autonomía: llevó a cabo una política exterior independiente y lideró las tropas reales en Escocia (1335) en calidad de capitán general contratado, no teniendo que responder ante el rey. La nobleza normanda estaba dividida en dos desde hacía mucho tiempo, pues los condes de Tancarville y Harcourt libraban una guerra sin cuartel desde hacía varias generaciones. Los reyes de Francia apoyaron durante mucho tiempo a los condes de Tancarville, a los que nombraron chambelanes de Hacienda. Este cargo impartía justicia de manera independiente, por lo que equivalía prácticamente a ser duque de Normandía.

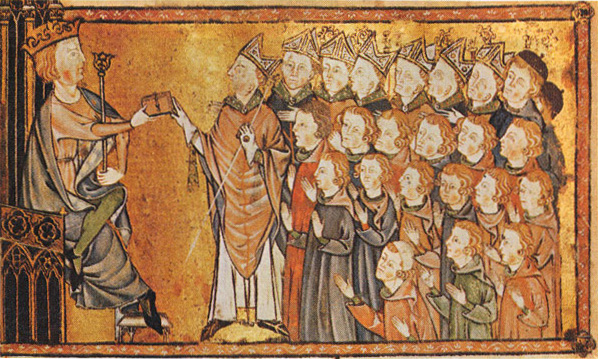
La Carta de los Normandos (Chartre aux Normands) de 1315, sancionada por Felipe VI dotaba a Normandía de una considerable autonomía.

No obstante, Felipe VI tendrá que tratar con los Harcourt, pues una posible declaración de lealtad por parte de los señores normandos a Eduardo III constituiría una notable amenaza para los Valois. El monarca incluso nombró a Godofredo de Harcourt capitán soberano en Normandía. Por esa época el vizconde Juan II de Melun desposó a Juana, única heredera del condado de Tancarville —con los que Juan II estableció estrechos vínculos durante su ducado. En este contexto los Melun-Tancarville pasaron a constituir la columna vertebral del partido realista.
Por contra, Harcourt se convertirá en el defensor histórico de los intereses regionales y feudales normandos. Para el historiador Edmond Meyer, que refuta la facilidad que las crónicas francesas le tildan de traidor, afirmaba en 1898 que «Godofredo de Harcourt era rebelde contra el rey de Francia personalmente, no contra Francia; fue entre muchos otros, el más ardiente defensor de las libertades provinciales y municipales, quizás un hombre ambicioso que soñaba con las corona ducal de Normandía, pero no fue un traidor en el sentido que hoy damos a esta palabra. Creía que estaba haciendo uso de su derecho de gran vasallo al devolver su homenaje a su soberano y ofrecérselo a un príncipe extranjero, sobre todo porque, como tantos otros nobles, consideraba a los Valois como usurpadores.» Más recientemente (2018), el historiador Quentin Auvray, ahonda también en este sentido cuando afirma que «Godofredo de Harcourt era miembro de una familia leal desde hace mucho tiempo al rey de Francia» que defendía sus «intereses puramente regionales, incluso muy localizados» que «una vuelta a la cronología de los acontecimientos permite comprender tanto el comportamiento decididamente feudal de Godofredo de Harcourt y de afinar, por consiguiente, la acusación de traición» que considera se analizan a la luz de «nociones contemporáneas relativas a la Nación». En este ambiente político se debe entender también el acercamiento hacia el rey Carlos II de Navarra que, en la misma línea, defendía sus intereses y derechos dinásticos porque consideraba que era su deber familiar y también consideraba a los Valois como usurpadores de un derecho negado a sus padres.

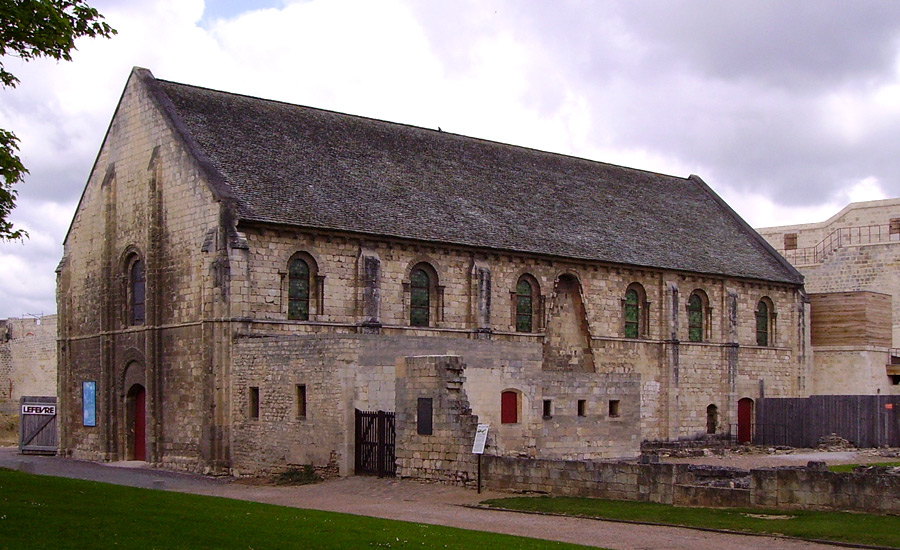
El echiquier administraba justicia en Normandía. La segunda Carta de los Normandos (1339) les garantizaba no ser citados nunca en otra jurisdicción.

El 19 de noviembre de 1350 Juan II ordenó eliminar a Raúl de Brienne, que acababa de volver de su cautiverio en Inglaterra. Desconocemos las causas de la orden del monarca, pero parece ser que le condenaron por alta traición. Raúl era un caballero cuyos dominios estaban repartidos en varios reinos —Francia, Inglaterra e Irlanda. Al igual que todos los señores con posesiones en la costa occidental —excepto aquellos con territorios a orillas del Sena, que podía comerciar cómodamente con París— le interesaba apoyar a Inglaterra por motivos económicos, pues el transporte marítimo era superior al terrestre, por lo que el Canal de la Mancha era una importante zona de intercambios. Raúl obtuvo su libertad después de reconocer a Eduardo III como rey de Francia, de lo que Juan II era consciente por la intercepción de correos destinados al soberano británico. El rey no deseaba que esto se conociera dado que podía volver a reavivar la polémica relativa a los derechos de Eduardo sobre la corona de Francia. En un solo día Raúl es detenido, sentenciado y decapitado, procediéndose a la incautación de sus bienes. El desconocimiento de las razones que llevaron a esta rápida condena alimentaron los rumores: se decía que el condestable había sido sentenciado por mantener una relación con Bona de Luxemburgo, lo que permitió desacreditar a los próximos Valois mediante la insinuación de dudas sobre su herencia y legitimidad. En ese momento numerosos partidarios de Raúl se pasaron al campo navarro: en particular los señores normandos y la nobleza del noroeste —Picardía, Artois, Vermandois, Beauvaisis y Flandes, donde la economía dependía de la importación de lana inglesa— que podían aliarse con los ingleses, se sintieron amenazados y se unieron a Carlos de Navarra o a los hermanos Picquigny, leales aliados del condestable. A raíz de la muerte de Raúl, Carlos escribió al duque de Lancaster: «todos los nobles de Normandia han pasado, conmigo, a estar muertos en vida».

#### El caso de Robert Le Coq: de obispo de Laon a obispo de Calahorra
Nacido en Montdidier, Robert Le Coq era hijo de un oficial real al servicio de Felipe de Valois, duque de Orleans, lo que facilitó sus estudios de derecho en la Universidad de Orleans. Su preparación y sus cualidades propician su ingreso entre los abogados del Parlamento de París, estando ya en 1350 en el entorno de Felipe IV de Valois, primero, y a su muerte, Juan II de Francia le pone al frente de la Jefatura de Demandas y de la Consejería para Asuntos del Clero. En un solo año, entre 1350-1351, se le nombra «canónigo tesorero de la iglesia Ruan, predicador de la de Amiens, canónigo de Thérouanne, obispo de Laon, par de Francia y miembro del Consejo Real.» El 27 de octubre de 1351 representará al rey en el tratado de Villeneuve-lès-Avignon firmado entre Juan II, en nombre del delfín, con Amadeo VI de Saboya. Poco después, el 8 de febrero de 1354, estaba con Guido de Bolonia y Pedro I, duque de Borbón, y Juan VI, conde de Verdún, en Mantes, negociando con Carlos II de Navarra el tratado suscitado tras el asesinato de Carlos de la Cerda, condestable de Francia y valido de Juan II de Francia. Este acuerdo se firmaría el 22 de febrero siguiente.
Se puso del lado de Carlos II de Navarra contra Pierre de La Forest, que deseaba el puesto de canciller de Normandía. Asimilado al partido navarro, fue objeto en 1356 de los llamados artículos contra Robert Le Coq. Durante la reunión de los Estados Generales de 1356 y 1357, jugó un papel muy importante así como en el levantamiento parisino provocado por Étienne Marcel. Contribuye con este último a imponer al regente (futuro Carlos V de Francia) la Gran Ordenanza de 1357 cuando «en los Estados de 1357 pronunció la famosa arenga en que, después de trazar el cuadro de los males que atenazaban a la nación como la dilapidación de las finanzas, la prevaricación de los jueces, la ligereza de la corte, acusó a veintidós oficiales del rey de ser los causantes de tantos males». Después de la caída de Étienne Marcel (1358), es excluido de la amnistía que sigue al Tratado de Calais (1360). Habiendo perdido su obispado, se refugió en España donde Carlos II de Navarra le ofreció 800 coronas de renta. En 1362 se convirtió en obispo de la diócesis de Calahorra y murió en Estella el 12 de septiembre de 1373.

### El partido del rey: Melun-Tancarville
Durante el reinado de Juan II los parientes del monarca detentaban el poder real, en detrimento del partido del navarro. El partido realista estaba estructurado en torno a los Melun-Tancarville: Juan II, vizconde de Melun, casado con Juana, única heredera del condado de Tancarville y líder de uno de los dos más importantes clanes normandos, Benjamin Adam, que había recuperado el cargo de chambelán de Normandía, habitualmente otorgado a los Tancarville, y su hermano menor Guillermo, arzobispo de Sens.

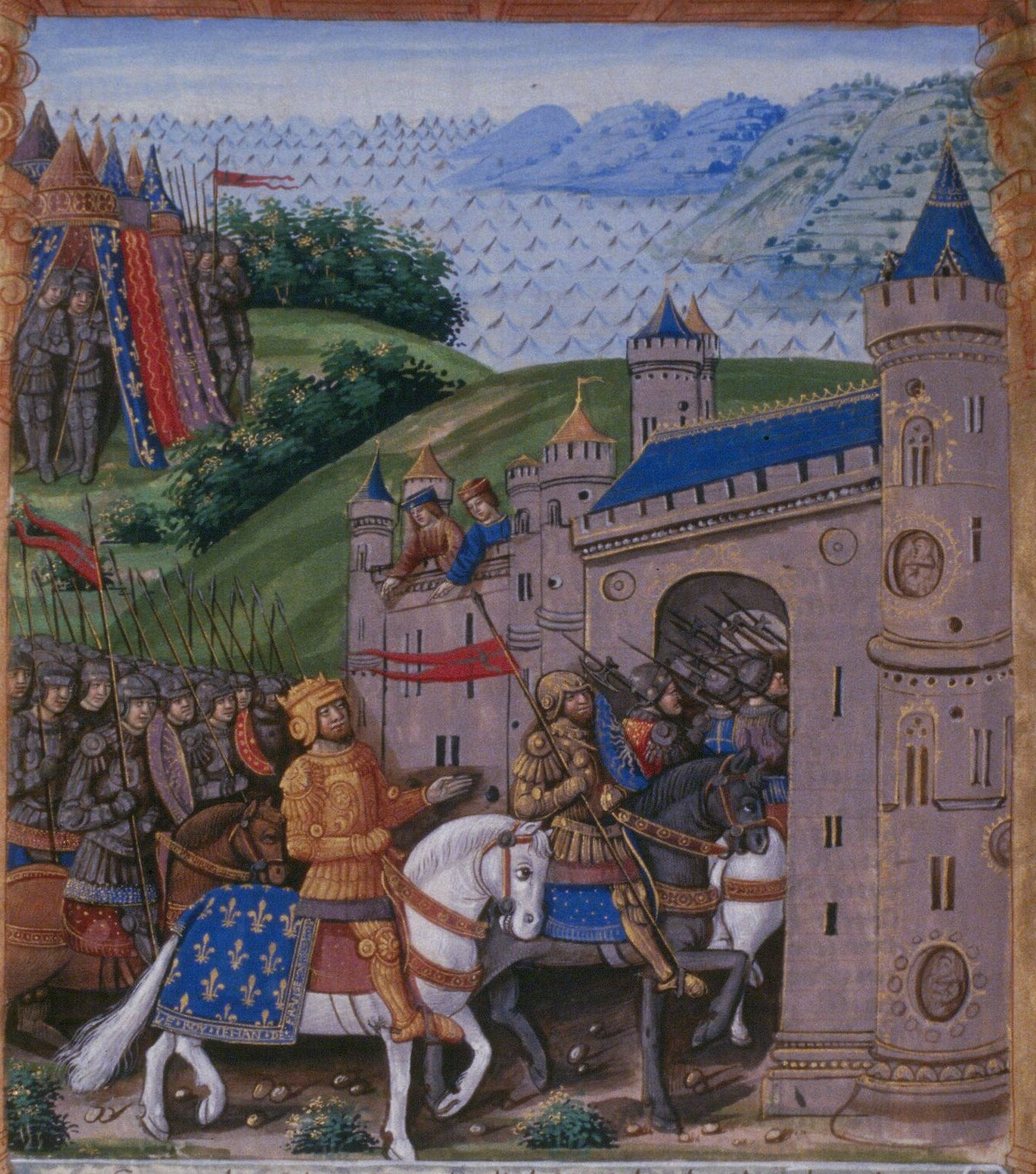
Toma de Saint-Jean-d'Angély.

En 1350 Juan II de Francia recuperó el apoyo de los herederos de Roberto III de Artois al ceder el condado de Eu a Juan de Artois, privado de los territorios paternos y encarcelado en Château-Gaillard con dos hermanos y su madre por la traición de Roberto. El rey había recuperado Eu tras la muerte del condestable Raúl de Brienne.
El clan Artois entró plenamente en la estirpe Melun-Tancarville con el matrimonio entre Juan e Isabel de Melun, cuyo padre era Juan de Melun, unión apoyada por los Borbones. 
No obstante, el hombre más importante del partido realista era Carlos de la Cerda, valido del monarca. En 1352 se casó con Margarita de Blois, nacida del matrimonio entre Juana de Penthièvre y Carlos de Blois —el candidato al trono de Bretaña— apoyado por el monarca de Francia, lo que le valió la lealtad de nobles bretones como Bertrand du Guesclin. 
También contará con la ayuda de su propio clan: el vizconde Juan de Melun, su padrastro, y la condesa de Alençon, María de la Cerda,  su prima, viuda de los condes Carlos de Étampes y de Carlos II de Alençon.
También contó con importantes partidarios entre los militares, entre los que destaca el mariscal Arnaldo de Audrehem. Esta hábil política matrimonial posibilitó al partido realista atraer a numerosos nobles vinculados a los Évreux-Navarra, debilitando así al poderoso partido navarro, cuyo creciente poder representaba una seria amenaza para los intereses del monarca.
Como recompensa a sus servicios en numerosas misiones diplomáticas y mandos militares o navales, Carlos de la Cerda obtuvo del rey el condado de Angulema (1350) y el nombramiento como condestable (1351). Destacará en una brillante campaña en Poitou en la que tomó Saint-Jean-d'Angély.
Juan II trató de congraciarse con Carlos II de Navarra nombrándole, cuando solo contaba con 19 años, teniente general del Languedoc. Esta hábil maniobra le permitió tanto distanciarle de la corte —debía trasladarse a Toulouse— como evitar que el descontento se extendiera. Carlos cumplió adecuadamente en el cargo, pero no pudo reconquistar Montréal. Tras solo cuatro meses retornó a París.

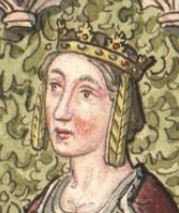
Juana de Valois. Acuarela de una vidriera desaparecida de la catedral de Notre-Dame de Évreux. Colección Gaignières, París, Biblioteca Nacional de Francia,.

### Matrimonio con Juana de Francia y promesas incumplida (1352)
En 1352 Juan II decidió tranquilizar a Carlos de Navarra con respecto a la relevancia de su papel en el reino y le concedió la mano de su hija menor Juana, de ocho años. El monarca francés consideraba que, convertido en el «hijo del rey», Carlos II de Navarra renunciaría a sus aspiraciones a la corona francesas y controlaría sus estallidos contra los Valois. El asunto se solucionó rápidamente: el rey acortó la minoría de edad del monarca navarro que, aun consciente de lo poco le reportaría políticamente el matrimonio con Juana, por contra, se le había prometido verbalmente una enorme dote de 100 000 escudos de oro, costeados en moneda real. Esta promesa oral será posteriormente objeto de disputa reiterada.
Carlos II de Navarra vio en este matrimonio una oportunidad de hacer sombra al favorito real, el condestable Carlos de la Cerda; este había recibido del rey francés el mismo condado de Angulema que formaba parte de las promesas realizadas a sus padres, Felipe de Évreux y Juana II de Navarra, a cambio de su renuncia a los condados de Champaña y Bría junto con la renuncia de Juana de Navarra a hacer valer sus derechos al trono de Francia.
Tras muchas consideraciones, finalmente Carlos II de Navarra aceptó en enero de 1353; no obstante, en virtud de un acuerdo entre Juana de Navarra y el rey de Francia (de julio de 1328), esta había cedido el condado de Angulema y Mortain a cambio de las castellanías de Beaumont, Asnières-sur-Oise y Pontoise. Estas castellanías nunca habían sido entregadas y el condado de Angulema permaneció en manos de Carlos de la Cerda. Contrariado, Carlos II de Navarra se rebeló y trasladó sus tropas a Normandía durante el verano de 1353: en Mantes, Meulan y Évreux, contaba con seiscientos soldados.

### Negociaciones de paz (1353)
Presionados por el papa Inocencio VI, Inglaterra, Francia y Bretaña alcanzaron un acuerdo de paz en la guerra de los Cien Años y la disputa del trono bretón. La guerra en Bretaña quedó equilibrada: la muerte de Juan de Montfort, apoyado por los ingleses, hizo que su heredero de tan solo cuatro años quedara como líder del partido; por otro lado, Carlos de Blois, sostenido por los franceses, estaba prisionero en Londres negociando su rescate. El 1 de marzo de 1353 Eduardo III y Juan II rubrican el Tratado de Westminster, por el que el primero reconocía a Carlos de Blois como duque de Bretaña a cambio de 300 000 escudos y un tratado de alianza perpetua con Inglaterra. Dicha alianza quedará sellada con el matrimonio entre Juan —heredero de Juan de Montfort— con María, nacida del matrimonio entre Eduardo III y Felipa de Henao. Como los esposos eran primos, la unión requería de una dispensa canónica que el papa solo concedería con la aprobación del rey de Francia. Sin embargo, Carlos de la Cerda se había casado en marzo de 1352
con Margarita de Blois, hija de Carlos de Blois. Carlos II de Navarra estuvo muy al tanto de las negociaciones: una paz anglo-francesa perjudicaría enormemente sus intereses, ya que, sin la amenaza de una alianza anglo-navarra, no tenía ninguna oportunidad de hacer valer sus pretensiones al condado de Champaña, ni, por supuesto, a la corona de Francia. En consecuencia, en enero de 1354, momento en que Carlos de la Cerda parte para Normandía, Carlos decide dinamitar las negociaciones y capturar a Carlos de la Cerda para controlar el acuerdo.

### Asesinato de Carlos de la Cerda (1354)
Carlos de la Cerda, conocido también como Carlos de España, como responsable de mantener a Carlos de Navarra excluido del consejo real, y por su compromiso con acabar con la red de alianzas del monarca, era uno de los mayores enemigos del partido navarro, que, quizá fueran los promotores de los rumores acerca de su vínculo con el rey a una presunta relación homosexual entre ambos.
Cuando el rey de Francia concedió a su valido el condado de Angulema y el cargo de condestable, Carlos de Navarra se vio totalmente apartado de los asuntos del reino y su resentimiento contra Juan II aumentó en tanto que el nuevo condestable era de más baja condición que él. A esto se unía el hecho de que el monarca no hubiera pagado aún la dote prometida antes de su matrimonio ni cedido las posesiones acordadas - castellanías de Beaumont y Pontoise.
En la primavera 1353, estaba junto con Carlos II, presente delante Juan II de Francia cuando los Evreux-Navarra fueron insultados en público por Carlos de España, el condestable favorito del rey francés que había recibido el condado de Angulema en detrimento de los Evreux. El condado formaba parte de las reivindicaciones patrimoniales prometidas a sus padres, a cambio de los condados de Champaña y Bría. Sin embargo, los Valois nunca se los otorgaron. El condestable desmintió a Felipe. Al salir Carlos de España, Felipe de Navarra respondió a los insultos a su hermano y le dijo al condestable, sacando su daga y en tono amenazante hacia el valido real. que a ningún hijo de rey se le había tratado así y que bien tuviera cuidado de los infantes de Navarra. Solo se detuvo cuando Juan II le hizo recobrar la razón mientras el condestable abandonó la escena entre insultos y maldiciones. Desde entonces, junto con su hermano Carlos II, rey de Navarra, se distanció de Juan II de Francia.
Tras el incidente Felipe de Navarra se retiró a sus dominios en Normandía. El 8 de enero de 1354 le avisaron de que Carlos de España estaba en Normandía y que iba a pasar la noche en la posada conocida como «Truie-qui-File» (L'Aigle). Felipe previno a su hermano y ambos rodearon el establecimiento para capturar al condestable; no obstante, la aventura devino una carnicería; Carlos de la Cerda, arrodillado y suplicando clemencia a los navarros, cayó muerto por la espada de Felipe de Navarra.

### Tratado de Mantes (1354)

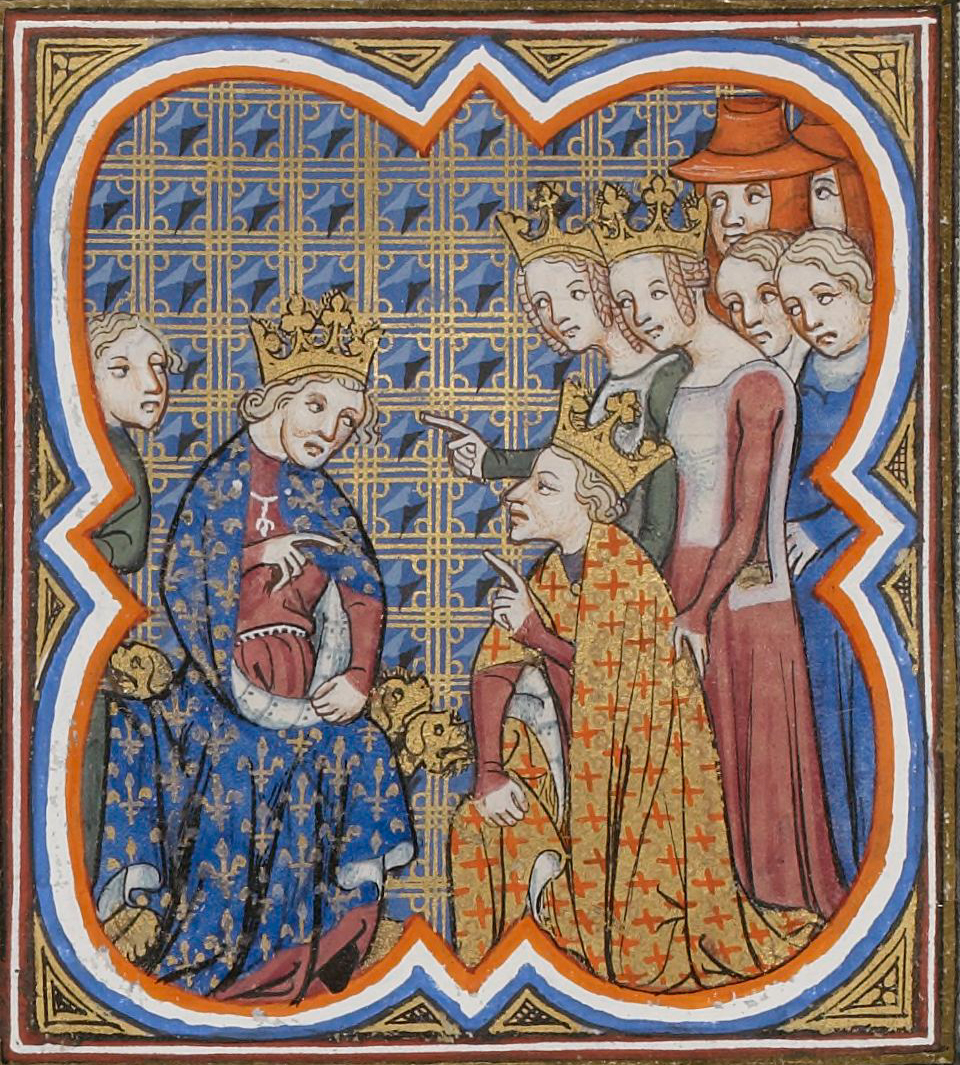
Carlos de Navarra, perdonado por Juan II de Francia merced al apoyo de Blanca de Navarra y Juana de Évreux.

Aunque Carlos de Navarra parecía preferir la captura del condestable más que su asesinato, inmediatamente asumió la responsabilidad por lo sucedido. Para ello desplegón durante varios días una intensa actividad epistolar dirigidas a las ciudades del reino francés, al rey Eduardo III de Inglaterra, al duque de Lancaster, incluso al papa Inocencio VI. Mientras Juan II de Francia permanecía en cama después de que se le comunicara la noticia, demostrando el poderoso vínculo existente entre ambos hombres, Carlos, como cabeza de familia de la Casa Évreux-Navarra, reivindicó el asesinato justificándolo como una cuestión de honor. Incluso así se lo confesó al papa Inocencio VI.
Carlos de Navarra contó desde el principio con el apoyo de los señores normandos, que se unieron a él mientras reforzaban los castillos del territorio. Rápidamente envió a Brujas a Juan de Fricamps, apodado Friquet, para que reclutara soldados. El 10 de julio de 1354 la cancillería navarra envió correos solicitando ayuda militar a Eduardo de Woodstock, el «príncipe negro», a la reina Felipa de Henao y a Juan de Gante, futuro duque de Lancaster. Aliado con los ingleses, Carlos tenía medios para obligar al rey de Francia a aceptar el asesinato de su valido. El 22 de febrero de 1354 Juan II de Francia tuvo que hacer concesiones en el Tratado de Mantes para evitar que se reanudara la guerra con los ingleses. En virtud de este tratado, Carlos renunciaba a reclamar las castellanías de Asnières-sur-Oise, Pontoise y Beaumont a cambio de la obtención del condado de Beaumont-le-Roger, los castillos de Breteuil, Conches y Pont-Audemer, la península de Cotentin con la villa de Cherburgo, así como los vizcondados de Carentan, Coutances y Valognes (Normandía). Pudo recibir homenaje de los señores normandos que lo habían apoyado. Por otro lado, el tratado le daba permiso de celebrar una asamblea anual en la que podría impartir justicia sin que pudieran enviarse apelaciones al parlamento de París. En resumen, era en todo el duque de Normandía excepto en el título. El asesinato de Carlos de La Cerda había demostrado el poder inherente a una alianza anglo-navarra, y, tanto la guerra de los Cien Años como la guerra de sucesión bretona continuaban sin resolver.
Como prueba de buena conducta Carlos tenía que presentarse en París para pedir perdón al rey. Luis, segundo hijo de Juan II, será entregado como rehén para garantizar la seguridad del monarca navarro. Este se presentó el 4 de marzo de 1354 en el palacio de la Cité, dónde pidió perdón sin mostrar arrepentimiento y sin reconocer culpa alguna.
El duque de Láncaster podía considerarse burlado, pero los partidarios de Carlos volvían a detentar una importante posición en la asamblea real, y las negociaciones de Guînes evolucionaron muy favorablemente para los ingleses, que recibieron la soberanía sobre la Aquitania de los Plantagenet —aproximadamente un tercio del reino de Francia— y mantuvieron Calais a cambio de renunciar a la corona de Juan II. El 6 de abril de 1354 ambas partes rubricaron el acuerdo, precedente del tratado de Brétigny. El tratado de Guînes debía ser sancionado y solemnizado en otoño en Aviñón, por lo que Francia e Inglaterra concluyeron una tregua hasta el 1 de abril de 1355.

### Tentativa de asesinato de Carlos II y sus hermanos (1354)
En agosto de 1354 tuvo lugar una tentativa de asesinato del rey Carlos II según se menciona en dos crónicas de la época. Aunque la Crónica de los cuatro primeros Valois la sitúa en octubre-noviembre, el historiador Bruno Ramírez de Palacios deduce, con base en la presencia del cardenal de Boulogne que abandona París a primeros de septiembre, los hechos tuvieron lugar en ese mes de agosto. Juan II había organizado una gran fiesta en su palacio de París a la que invitó a los tres hermanos Evreux-Navarra, Carlos, Felipe y Luis. Además había convocado el rey un consejo donde estaban presentes también Guy de Boulogne, el arzobispo de Ruan, Pierre de la Forêt, entonces canciller de Francia, además del conde de Eu, el conde de Tancarville y Jaime de Borbón, entre cuyas deliberaciones se habría decidido acabar con los tres hermanos esa misma tarde.
Ignoraba el rey que en su consejo había informadores de Carlos II que, sin demora, le advirtieron de tales deliberaciones. Seguramente fue el cardenal de Boulogne quien alerto a los Navarra de que el rey estaba reuniendo tropas para esa velada. Carlos II, a raíz de los sucesos en L'Aigle donde asesinaron a Carlos de la Cerda, consideró seriamente la advertencia de que el rey francés buscaba la forma de eliminarle físicamente, fueron a su hotel, armaron a sus gentes y se prepararon para abandonar París.
Juan II, advertido de que su plan había sido descubierto, trato de persuadir a Carlos II mediante la reina viuda Juana y Jaime de Borbón, pero el navarro, desconfiado de que el rey francés fuera a respetar el tratado de Mantes, mantuvo su determinación y los tres hermanos abandonaron París.

### Negociaciones en Aviñón (1354)
En noviembre de 1354 el papa invitó a Carlos a participar en las negociaciones de paz de Aviñón. Como se ha señalado anteriormente, el monarca navarro quería evitar a toda costa un acuerdo de paz anglo-francés, sobre todo si implicaba que Eduardo III renunciaba a la corona. Concluyó con Juan de Gante, duque de Lancaster y tercero de los herederos de Eduardo III, un pacto por el que se repartían Francia: Eduardo recibiría la corona de Francia pero cedería a Carlos Normandía, Champaña, Bría, Languedoc y algunas otras fortalezas. No obstante, los ingleses, que desconfiaban del voluble Carlos, rechazaron alcanzar un acuerdo. Por otro lado Juan II no podía aceptar el tratado de Guînes y rechazó confirmar el de Aviñón.

Normandía hacia el.

### Tratado de Valognes (1355)
Tras el acuerdo alcanzado en Mantes Carlos II se había presentado ante Juan II en el Parlamento de París (4 de marzo de 1354) buscando el perdón «para él, sus hermanos y cómplices de la muerte del condestable» Carlos de España.
Seis meses después de su firma, «nadie se cuidaba de dar cumplimiento al Tratado de Mantes» y personas cercanas al rey de Navarra «presentaron una reclamación al Consejo del rey francés para que tuviera efectividad.» (París, 17 de agosto de 1754).
Lejos de diluirse el resentimiento mutuo entre ambos monarcas los acontecimientos fueron tensando la relación y «movieron a Carlos II a ausentarse en secreto de Normandía y a presentarse en Aviñón, donde en el mes de noviembre se celebraban conferencias para poner fin a la lucha franco-inglesa.» Hay constancia de que mantuvo contactos con los cardenales de Ostia y de Bolonia así como con el duque de Láncaster que, además, disponía de «plenos poderes para concretar una alianza con él.» Tras su paso por Aviñón Carlos II puso rumbo a Pamplona aprovechando Juan II tal ausencia «para apoderarse de todas las tierras del rey de Navarra, salvo seis plazas fuertes donde había guarnición de navarros — Evreux, Pont-Audemer, Cherburgo, Gavray, Avianches y Mortain— los cuales respondieron que sólo las entregarían a su rey.»
La respuesta del rey navarro no se demoró y en la primavera de 1355 recluta tropas en Navarra y fleta naves en Fuenterrabía y otros puertos, «haciendo gran acopio de víveres y armas.» Finalmente el embarque se realiza desde Bayona, entonces bajo control inglés, «desembarcando en Cherburgo a principios de agosto.» El rey inglés, Eduardo III mantenía dos escuadras en el Támesis, bajo el mando del Príncipe de Gales y del duque de Láncaster, dispuestas a intervenir si así lo solicitaba Carlos II que en persona mandaba la expedición navarra compuesta de 2.000 hombres. Estas maniobras terminaron teniendo «el carácter intimidatorio deseado» y empujaron al monarca francés el envío de tropas de contención ante la amenaza inglesa al mismo tiempo que «parlamentarios para negociar con el rey de Navarra.»
Juan II de Francia cedió una vez más a las instancias de las reinas Juana de Evreux y Blanca, tía y hermana de Carlos II, del papa, de la nobleza, del pueblo y hasta de sus consejeros que reclamaban paz con el navarro, y se llegó al Tratado de Valognes.
En efecto, Carlos II de Navarra se quejó del maltrato recibido de Juan II de Francia. El rey de Navarra logra el amparo del papa Inocencio VI y del Consejo Real, que pedía clemencia para el rey navarro. El rey francés desconfiaba de los ingleses, pero, a pesar de todo, Juan II de Francia aceptó, a regañadientes, tratar con su yerno, el rey de Navarra.
El tratado fue firmado en Valognes el 10 de septiembre de 1355 y confirmaba lo estipulado en el Tratado de Mantes. Además, el rey de Francia devolvió todas las plazas de Normandía así como sus privilegios a Carlos II de Navarra. Con su cambio de actitud, el rey de Navarra canceló los planes que Eduardo III de Inglaterra había hecho para el futuro.

### El banquete de Ruan (1356)

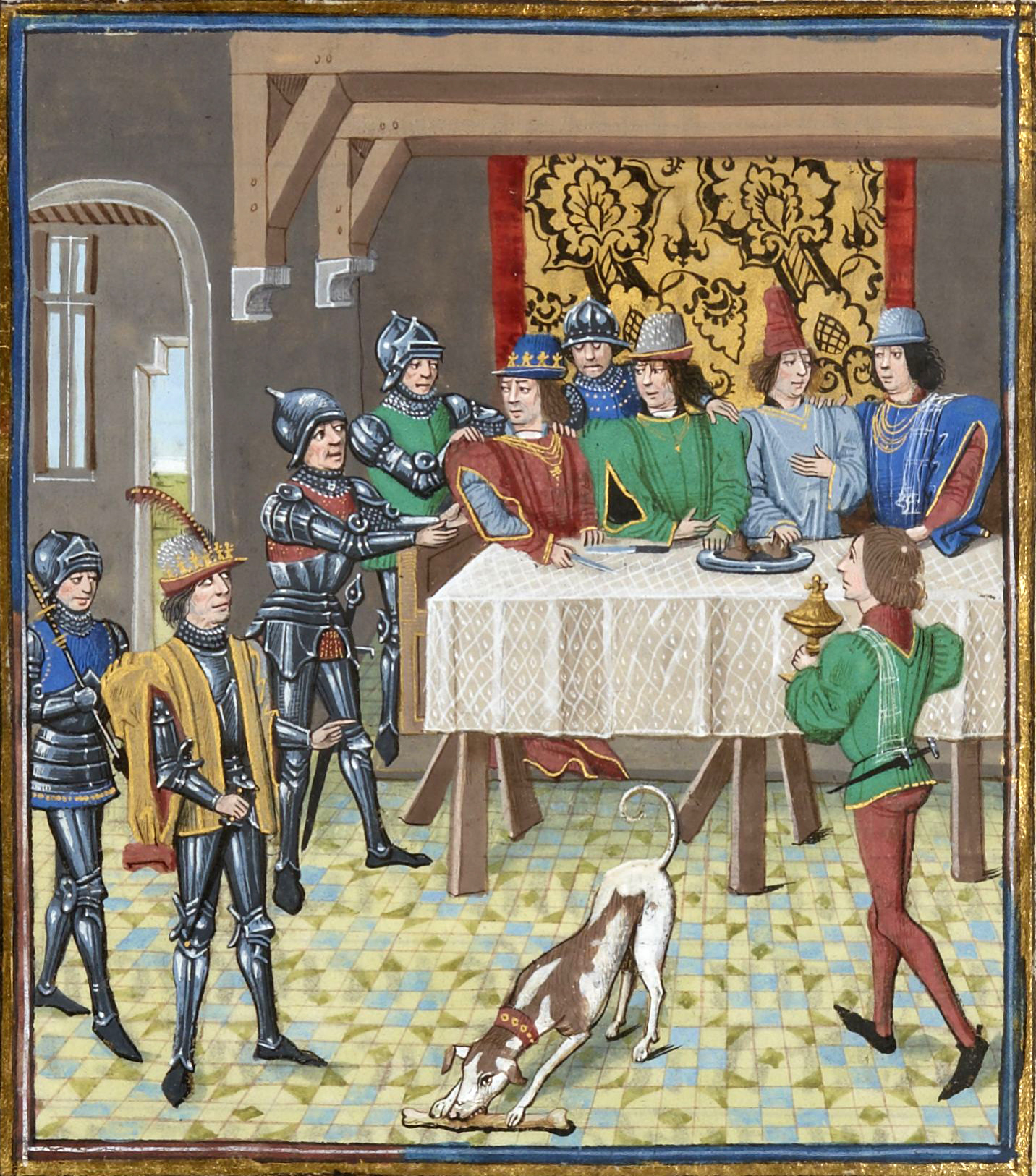
Arresto de Carlos de Navarra en el Castillo de Ruan (1356).

#### Arrestos
Juan II, advertido en diciembre de 1355 del complot para dividir el país urdido por Carlos y Juan de Gante en Aviñón, decidió poner coto a los actos del navarro. Para tranquilizar a su hijo, el delfín Carlos, que le había desvelado los planes en los cuales había participado, le nombra duque de Normadía. Para celebrarlo el 5 de abril de 1356, invitó a su castillo en Ruan a toda la nobleza de la provincia, empezando por el conde de Évreux, Carlos de Navarra, junto a una cuarentena de invitados, entre otros, el conde Juan de Harcourt y sus hermanos, Luis y Guillermo de Harcourt, Jean Malet de Graville, los señores de Preaux y de Clere, Friquet de Fricamps o Maubue de Mainesmares. Carlos de Navarra iba acompañado de dos escuderos, Colinet Doublet y Jean de Banthelu. La celebración se encontraba en pleno apogeo cuando apareció Juan II con unos cien hombres fuertemente armados, con intención de detener a Carlos gritando: «¡Que nadie se mueva si no quiere morir por esta espada|»
El monarca, ejecutando con eficacia un plan perfectamente diseñado, estaba rodeado por su hermano Felipe de Orleans, su hijo menor Luis, y sus primos Artois, que constituían una escolta notable con armaduras pesadas. En el exterior un centenar de gentes de armas tomaron el castillo. Con todo, según la crónica de Jean de Vannette, algunos lograron escapar, como el canciller de Navarra. Colinet Doublet, escudero del monarca navarro, sacó su cuchillo para protegerle y amenazó al rey, pero sería detenido rápidamente por la comitiva real, que también capturó al rey de Navarra.
Sobre lo que ocurrió después difieren las crónicas en parte del relato. Coinciden en la intervención agresiva y directa de Juan II que se encaminó hacia la mesa donde se encontraban los invitados y se encaró con uno de ellos. Las crónicas de la época difieren a este respecto sobre a quién, dudando entre Carlos II de Navarra y Jean de Harcourt. «La Crónica de los Cuatro Primeros Valois, que a menudo ofrece un relato muy preciso de los acontecimientos, indica que se trataba del conde de Harcourt» al que el propio rey prendió de su mano mientras mandaba detener al rey de Navarra. La Crónica normanda de Pierre Cochon muestra un gesto del rey hacia «el conde normando más abiertamente agresivo al arrestarlo y claramente menos digno» cuando le agarró por su pechera y le dijo:

Or, te tien-ge, fauz traite. Aujourd’ui feray de toy faire justice, que saches que ta vie definera aujourd’ui
Espera, ahora trato contigo. Hoy te haré justicia, que sepas que tu vida acabará hoy
Chronique normande

Otras crónicas ponen a Carlos II de Navarra en el centro de la ira real: la crónica de Jean de Venette representa al rey poniendo sus manos sobre su yerno («manus apponens ad regem Navarrae») mientras que el cronista Jean le Bel dibuja una altercado más que un arresto cuando afirma que el rey francés, violentamente, le derribó de su asiento diciendo:
«¡Traidor, no eres digno de sentarte en la misma mesa que mis hijos!». 
Sin embargo, «las Grandes crónicas, las únicas escritas directamente para los Valois, guardan silencia sobre este hecho», sobre la agresiva intervención directa del rey, quizá «para no dar una imagen demasiado negativa del rey, en lo que Jean de Venette describe como un hecho "lamentable"». Para el resto de las crónicas es una oportunidad de «señalar el carácter irascible y bastante inestable del rey de Francia, cuya actitud parece incoherente».
Los cronistas relatan múltiples pequeños detalles mostrando a un Juan II desequilibrado: Jean le Bel —y con él Froissart—, relata un altercado entre el rey y su hijo, el duque de Normandía, donde el delfín se muestra indignado ante su padre al arrestar a los hombres que había recibido bajo su amparo y protección, perjudicando su honor y violando su hospitalidad. Enojado, el rey "Jehan luy commanda qu’il se souffrit, et le fery de son pyé par grand irour". En las crónicas de Froissart, «poco favorable a Juan II, el retrato es aún más dañino. Juan el Bueno respondió bruscamente a su hijo, pero en lugar de darle una patada violenta, “tomó una maza de sargento y se acercó al conde de Harcourt al que le dio un gran golpe entre los hombros”». El cronista de Valenciennes «relata también que “li dis rois estoit enflamés de si grant aïr qu’il ne voloit à riens entendre”».
Salvo las Grandes Crónicas, se nos muestra a un encolerizado rey Juan II, «impulsivo, irreflexio y violento», dando rienda suelta a unos sentimientos pasionales transmitiendo una impresión de que «la detención es ilegítima a los ojos de sus contemporáneos. El rey de Francia parece perseguir una venganza personal en lugar de cumplir con su papel de impartir justicia.» A tenor de los diferentes relatos, todos coinciden en que se realiza una interrupción del rey aunque en el momento de hacerlo no parece capaz de explicar con precisión las razones para ello. Por contra, «las palabras atribuidas a los protagonistas muestran claramente la permanencia de antiguas rencillas que no han sido saldadas.
Aunque las crónicas no son explícitas sobre las causas, salvo Froissart que lo menciona explícitamente, parecen existir unos sentimientos acumulados desde la muerte, en enero de 1354, de Carlos de la Cerda. A pesar de todos los actos públicos y acuerdos previos donde se había dictado el perdón público a Carlos II de Navarra, según Froissart, en el trasfondo también pudo haber pesado el predecesor de Carlos de España como condestable, Raúl de Brienne, conde de Eu y de Guines: «Pocas semanas después de su ascenso, y cuando Raúl acababa de ser liberado de un largo cautiverio en Inglaterra» Juan II le hizo arrestar y ejecutar sin explicaciones públicas, unos motivos que «siguen siendo oscuros hasta hoy.» Pero, según Froissart, «justo después de haber asestado un mazazo al conde de Harcourt, el rey le promete un destino desastroso, justificándolo así: "Eres del linaje del conde de Ghines. Tus fechorías y tus traiciones de descubrirán muy pronto.» De ser válidas estas palabras del rey, afirma el historiador Xavier Pindard, «colocaban el arresto de Ruan bajo el mismo signo de arbitrariedad que la ejecución del condestable Raúl de Brienne.» Y aunque no fuera tan explícita su declaración, «sus contemporáneos establecieron un paralelismo entre ambas detenciones.» Hasta en tres ocasiones menciona el cronista de Lieja, Jean le Bel ese paralelismo que llevan a considerar que Juan II recurrió «una vez más a los métodos brutales y expeditivos que han despertado la incomprensión de la sociedad política.»
El duque de Normandía y delfín de Francia, en palabras del cronista Jean Froissat, expone «lo que seguramente dijeron muchas personas presentes en Ruan durante este famoso banquete:»

Ha monsigneur, pour Dieu merci, vous me deshonnourés. Que pora on dire ne recorder de moy, quant j’avoie le roy et ces barons priiés de disner dalés moy, et vous les trettiés ensi? On dira que je les arai trahis. Et si ne vi onques en eulz que tout bien et toute courtoisie.
¡Ay, señor mío, gracias a Dios me habéis deshonrado! ¿Qué se podrá decir de mí, cuando invité al rey y a estos barones a cenar conmigo, y vosotros, los tratatéis así? Dirán que los traicioné. Y que vivimos sin nada de bien y de cortesía.
Chronique de Froissart (ed. 1873), t. IV, p. 179

Las detenciones realizadas bajo estos momentos de hospitalidad resultaban impactantes además de traicionar la imagen del anfitrión. Más tarde el cronista normando Pierre Cochon escribió que esta celada había sido planificada por padre e hijo con lo que la imagen de un futuro Carlos V ya se veía revestida de ser engañosa y tramposa.

#### Ejecuciones en Ruan
Aunque fuera el rey quien detuvo a los invitados, era competencia del duque de Normandía impartir la alta justicia y dictar sentencia. Pero nadie se atreve a cuestionar el derecho del rey a administrar justicia directamente. En esta época «en el que la justicia delegada por los tribunales soberanos estaba en pleno apogeo, esta intervención directa y brutal del rey, estas ejecuciones apresuradas sin juicio y la falta de justificación dada a la opinión pública constituyen grandes faltas políticas por parte del rey.»
Esa misma noche el conde de Harcourt, el señor de Graville, Maubue de Mainesmares y el escudero Colinet Doublet, fueron conducidos a un lugar conocido como el «Campo del Perdón», donde, en presencia del monarca, el verdugo, un criminal liberado para la ocasión cuya libertad dependía del encargo, les decapitó.
Pero lejos de asegurar una imagen de firmeza del rey, «la brutalidad de los métodos utilizados por el rey de Francia y la apariencia de arbitrariedad provocaron una desaprobación generalizada en el reino.» Más aún, su comportamiento bien pudo servir para sembrar «las semillas de la revolución que prevalecería dos años más tarde».
Dos días después Juan regresará a París para celebrar la Pascua. Carlos será encarcelado en el Louvre y en Châtelet. No obstante, la capital no era segura, por lo que le trasladarán a la fortaleza de Arleux, cerca de Douai

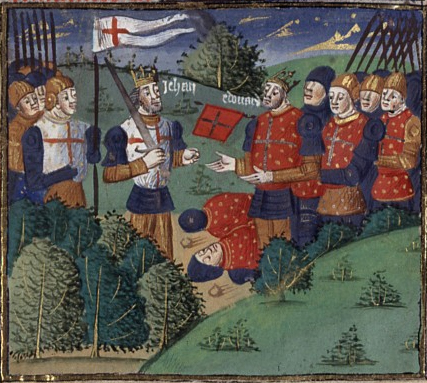
Captura de Juan II de Francia en Poitiers.

#### Consecuencias: Batalla de Poitiers
Encarcelado, la popularidad de Carlos aumentó considerablemente. Lejos de contrariarse con el navarro, «se atrajo la simpatía general» de la gente hacia él. Mientras sus partidarios protestaban y reclamaban su puesta en libertad, numerosos nobles normandos se negaron a rendir homenaje al rey de Francia y se unieron a Eduardo III. Para ellos Juan II se había excedido al capturar a un príncipe con el que había alcanzado un acuerdo de paz. Incluso algunos aprovecharon para acusar al rey de que, al ser consciente de su ilegitimidad, pretendía únicamente eliminar a un rival cuyo único delito era reivindicar sus derechos a la corona de Francia. Felipe de Navarra, hermano de Carlos, envió su desafío a Juan el 28 de mayo de 1356.
Los navarros, y particularmente los señores normandos, se pasaron en bloque al bando de Eduardo III, quien ese verano estaba lanzando a sus tropas en terribles chevauchées, en Normandía y Guyena El rey, que había reclutado numerosas tropas con los impuestos obtenidos por los Estados Generales de 1355 y 1356, vio la necesidad y la oportunidad de restablecer el dañado prestigio de los Valois demostrando valentía en el campo de batalla. 

El conflicto siguiente tendría lugar el 19 de septiembre de 1356 en la batalla de Poitiers, dónde los ingleses demostraron una vez más la superioridad táctica que les concedía el arco largo, que obligaba a la caballería de Francia, cuyas monturas no estaban protegidas, a cargar a pie, siendo destrozada por una embestida de la caballería inglesa. Negándose a abandonar el campo de batalla para demostrar su legitimidad, Juan II se batió heroicamente con sus más leales seguidores, pero será capturado por las tropas inglesas.

Reino de Francia entre 1356 y 1363: Jacqueries y Compañías
Posesiones de Carlos de Navarra
Territorios controlados por Eduardo III antes del tratado de Brétigny
Territorios cedidos a Eduardo III en virtud del tratado de Brétigny, continuación el primer tratado de Londres

### Prisión y liberación (1356-1357)

#### Intentos de liberación de Carlos II
Tras la encarcelación del monarca navarro fueron varios los intentos de mediación los que se realizaron para su liberación. Lejos de ser un problema "interno" el asunto tenía importantes consecuencias internacionales por lo que suponía la detención de un rey. Más aún, en poco tiempo sería la situación propia de dos reyes: Carlos II de Navarra y Juan II de Francia.
Al frente del reino de Navarra se encuentra el infante Luis de Navarra, de apenas 18 años, lidiando una situación donde ejerce, de facto, el poder real. Al tiempo que recaba informes de Toulouse y Aviñón que le confirmen las noticias de la detención de su hermano, busca soluciones que faciliten su liberación inmediata así como consejos. Una de sus acciones fue desplegar una actividad diplomática recabando el apoyo de otros reinos hispanos, pero también con el Príncipe de Gales en Burdeos al que le envía una embajada. El mismo clero navarro «otorgó los dos tercios de las primicias para gestionar la libertad del rey y para enviar tropas a Normandía y continuar la guerra.»
El rey de Aragón, sorprendido por este acercamiento del infante Luis de Navarra, envió dos embajadores ante el rey de Francia, al abad de Arlés y a Pauquet de Belcastel con instrucciones de no dejar la corte francesa sin que él lo ordenara, aunque Juan II de Francia rechazara sus ruegos. Pedro IV de Aragón le responderá al lugarteniente de Navarra Luis el 10 de mayo aconsejándole que defendiera bien su territorio (incluso le ofrece los servicios del gobernador de Aragón) y que prepara sus fuerzas. Le aconseja que envíe una embajada ante el monarca francés y le desanima a que emprenda acción violenta alguna. Luis sigue estos consejos casi al detalle.
Ya el 16 de mayo de 1356 el prior de Roncesvalles, Sancho García de Echagüe, junto al dean de Tarazona, Bernard de Folcaut, y al antiguo gobernador de Navarra, Gil García de Yániz, Fernando Gil de Asiáin y Juan Pérez de Esparza trataron, ante el papa y ante el rey de Francia, la liberación del rey de Navarra. Sin embargo, aunque el rey aragonés se lo había desaconsejado, los embajadores tenían instrucciones, como solución extrema, la declaración de guerra en nombre del reino de Navarra. El rey aragonés, que secundaba por su parte las embajadas ante Francia y el Papado en el mismo sentido que el gobernador de Navarra, mantenía con este el intercambio de mensajeros y, aunque creía que la prisión de Carlos II no había durado lo suficiente para justificar un conflicto armado entre Francia y Navarra, llegado al extremo, ofrecía su ayuda para defender y proteger Navarra.
El infante Luis recibirá a principios de septiembre respuesta del papa Inocencio VI para que desista en escalar el conflicto al mismo tiempo que había enviado «a sus legados para que se interesen por el rey de Navarra» a la corte francesa aunque apenas pudieron mediar al caer Juan II prisionero en Poitiers. En la corte castellana, que debieron recibir las primeras noticias en mayo por una embajada de Gil García de Yániz el Joven y de Per Álvarez de Rada, también debieron enviar mensajeros pues a mediados de septiembre pasaban por Navarra con el objetivo de llegar ante el Papa y Juan II de Francia, pero, igualmente, llegaron demasiado tarde ante el cambio de las circunstancias en Francia.
Tras este cambio de situación el papa ordena a sus legados el 29 de octubre que tengan presente la situación del rey Carlos II de Navarra en la mediación entre ingleses y franceses. Luis de Navarra, por su parte, envía a Burdeos en noviembre a Arnalt López, señor de Luxa, con la intención de obtener el apoyo del Príncipe de Gales ahora que tenían prisionero al rey de Francia. Ambas mediaciones no prosperarán.
El cronista aragonés, Jerónimo Zurita recoge cómo Gastón de Foix, casado con Inés de Navarra, y, por tanto, cuñado de Carlos II, se acercó a Perpiñán en julio para presionar al rey de Aragón con el fin de que rompiese las buenas relaciones con el rey de Francia. Gastón también había recibido una carta de su cuñado Luis en julio también, y de nuevo otra, en secreto, en septiembre de la mano del abad de Arróniz, Lucas Lefèvre.

#### La Gran Ordenanza de 1357
Los mercenarios, desmovilizados tras la batalla de Poitiers, se agruparon en grandes compañías y se dedicaron a saquear el país, evidenciando la necesidad de mantener activo un ejército permanente que evitara estas nocivas prácticas, causantes de un enorme descontento popular. En ausencia de su padre, el delfín Carlos accedió a la regencia, cuando no tenía más que dieciocho años, poco prestigio personal —sobre todo después de la huida del campo de batalla en Poitiers, cosa que no hicieron ni su padre ni su hermano Felipe— poca experiencia, y además tenía que luchar con el peso del descrédito de los Valois. En un principio se rodeó de los asesores de su padre, que eran despreciados por la plebe.
El 17 de octubre de 1356 Carlos reunió a los Estados Generales, donde iba a tener que combatir una extraordinaria oposición: por un lado, Étienne Marcel líder de la burguesía y aliado con los partidarios de Carlos de Navarra, que, por otro lado, estaban liderados por el obispo de Laon, Robert le Coq. Los Estados Generales nombraron a Carlos teniente general y defensor del reino en ausencia de su padre, y pusieron a su disposición una docena de representantes de cada orden para asesorarle.
Los Estados reclamaron la destitución de los asesores reales más odiados —a causa de su responsabilidad en la constante devaluación monetaria— el poder para nombrar un consejo en que se apoyara el monarca y la liberación de Carlos II de Navarra. El delfín Carlos, cercano a las ideas reformistas, no se oponía a dar un papel más relevante a los Estados Generales, pero la otra petición resultaba inaceptable. No obstante, el Delfín no tenía tanta autoridad para rechazar de plano estas propuestas, por lo que en un primer momento aplazó la respuesta —con el pretexto de que habían llegado unos mensajeros de su padre— para después abandonar la capital, quedando los asuntos en manos de su hermano el duque de Anjou Luis. Los Estados Generales serían prorrogados y convocados nuevamente para el 3 de febrero de 1357.
El delfín Carlos aprovechará este intervalo para acudir a Metz y rendir homenaje a su tío, el emperador Carlos IV, por el Delfinado, obteniendo de ese modo su apoyo diplomático. Pero, necesitado de dinero, pronto se encontró a merced de los prebostes de comerciantes que aprovecharon el movimiento de indignación provocado por la nueva ordenanza de mutación monetaria publicada el 10 de diciembre de 1356 e hizo que todas las corporaciones tomaran las armas; tuvo que aceptar la destitución de sus consejeros, cancelar la mutación de moneda y los estados generales son convocados para principios de febrero de 1357.
A su vuelta a París, el 3 de marzo de 1357, aceptó la promulgación de la «Gran Ordenanza», aunque votada el 28 de diciembre durante los Estados Generales de 1355, la aprobada, con 61 artículos, era menos rigurosa aunque proponía controlar las facultades del monarca además de implicar una notable reorganización administrativa, a cambio de mantener en prisión a Carlos II de Navarra. Se creó una comisión para destituir y condenar a los funcionarios corruptos —en especial a los cobradores de impuestos— e incautar sus bienes. Nueve asesores de Carlos quedaron relevados, consiguiendo Étiene Marcel vengarse de Roberto de Lorris. Seis representantes de los Estados Generales se intregan en el provisional consejo real que tutela al regente, y en el organismo que controla de cerca a la administración real: las finanzas, en especial las mutaciones monetarias y los subsidios especiales, serán controlados por los Estados.
Pero la ejecución de esta orden será rápidamente bloqueada. La comisión de purificación se nombra pero sólo funciona durante 5 meses. Los recaudadores de impuestos designados por los estados encontraron la hostilidad de los campesinos y artesanos pobres. Los seis diputados que entraron en el consejo de vigilancia eran minoría y los Estados Generales carecían de experiencia política para controlar permanentemente el poder del delfín que, al adquirir experiencia, recuperó el apoyo de los funcionarios. Los viajes frecuentes, costosos y peligrosos en la época, desanimaron a los diputados provinciales y los estados fueron cada vez menos representativos. Poco a poco, sólo la burguesía parisina llegó a sentarse en las asambleas.

#### La salida de Arlieux (1357)
En este episodio existen dos versiones que, lejos de haberse superado, parecen aún subsistir. Las crónicas francesas, que hablan de "liberación", solo mencionan la presencia de nobles franceses y normando en la liberación del monarca navarro (9 de noviembre de 1357). Las crónicas navarras, que hablan de "evasión", vienen representadas por el cronista posterior de Navarra, Francisco de Alesón, que sigue la crónica de Ávalos de la Piscina, lo atribuye a varios navarros.

##### Versión de los cronistas franceses

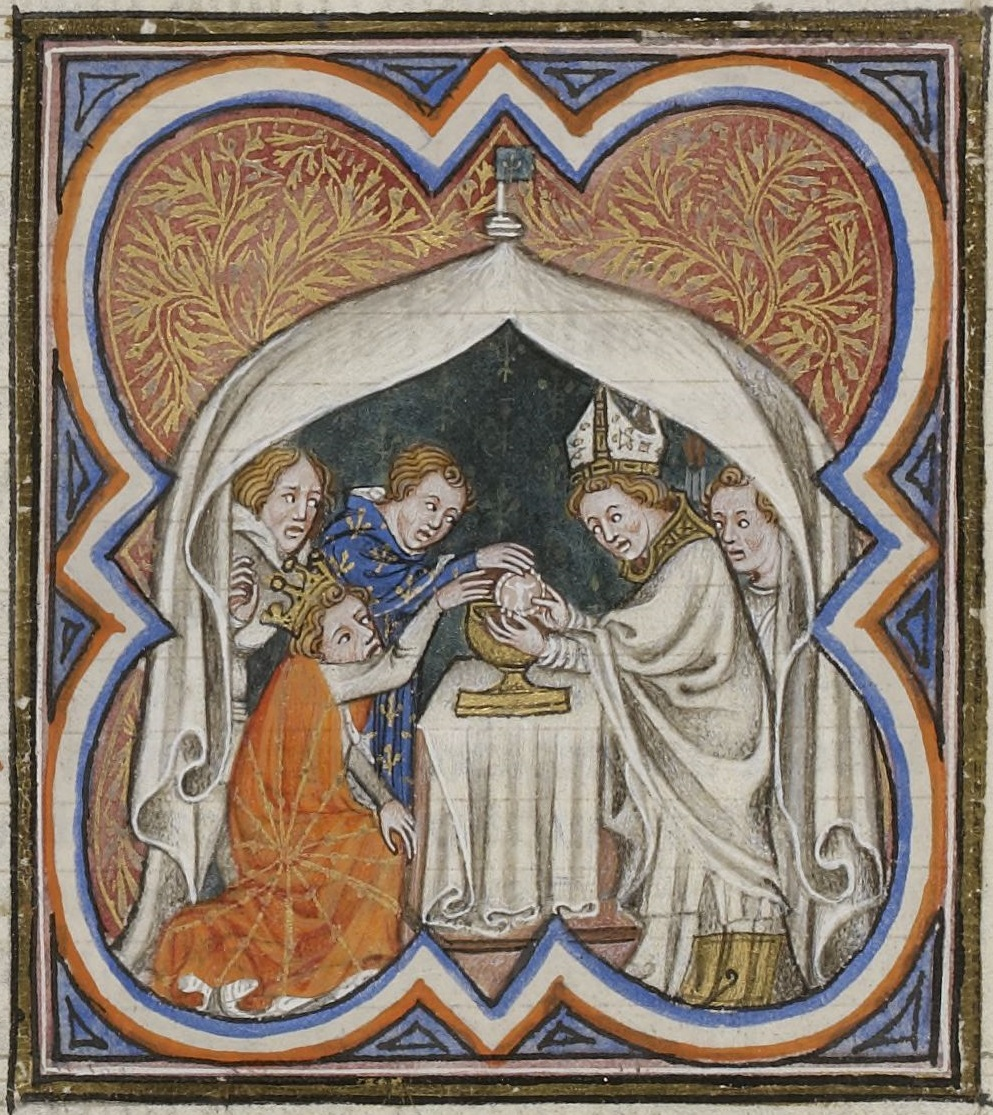
Carlos V no puede más que aceptar la reconciliación con un excarcelado Carlos II de Navarra.

En consecuencia se impuso un gobierno de regencia controlado por los Estados Generales. No obstante, para los reformadores, especialmente para los navarros, esto no era suficiente, pues el retorno del rey Juan II podía acabar con todo el proceso, por lo que, para presionar al delfín Carlos, organizaron la liberación de Carlos de Navarra, que podía reclamar la corona y aún se encontraba preso en la fortaleza de Arleux. Sin embargo, y para evitar futuros problemas, se quiso dar a esta liberación la apariencia de un golpe de mano de carácter espontáneo promovido por los leales hermanos de Picquigny. Dispusieron meticulosamente el retorno de Carlos: liberado el 9 de noviembre, en los pueblos por los que pasó le recibirían con el protocolo reservado al monarca, y, en cada ciudad entre Amiens y París, llevó a cabo el mismo ritual; tras entrar acompañado por una bella dama era recibido por el clero y la burguesía de la urbe, para después dirigirse a la plebe explicando que había sido encarcelado por el miedo que tenía Juan II de que hiciera valer sus derechos reales.

#### Versión de los cronistas navarros
Como afirma el investigador Ciganda Elizondo, «aunque las fuentes francesas no citen más que la presencia de nobles franceses y normandos en la liberación del castillo de Arleux en Picardia (especialmente Juan de Picquigny, gobernador de Artois, y los burgueses de Amiens)', está atestiguada la intervención de Rodrigo de Úriz, Corbarán de Lehet, Carlos de Artieda, el barón de Garro y Fernando de Ayanz entre otros.»
Ya lo apunta a finales del siglo XIX el historiador Edmond Meyer, en su obra sobre Carlos II de Navarra (1898), cuando cuenta, siguiendo a Garibay y Sandoval, que estando Carlos II de Navarra prisionero en Arleux escapó con la ayuda de Rodrigo de Úriz, Corbarán de Lehet, Carlos de Artieda, el barón de Garro y Fernando de Ayanz que, tras tratar con unos carboneros de Cambrésis, disfrazados como ellos, escalaron el castillo durante la noche, sorprendieron a la guarnición y mataron al alcaide, poniendo fin a más de 18 meses de prisión de Carlos II. Mientras que las Grandes Crónicas afirman, por el contrario, que no se hizo ningún daño a ninguno de sus guardianes y no mencionan la ayuda del preboste de los comerciantes. Sin embargo, Meyer consideraba casi seguro que fue liberado por Juan de Picquigny, junto a sus hermanos, ayudado por varios burgueses de Amiens y los navarros antes mencionados.

#### Tras la salida de Arlieux
El avanzado estado de las cosas impidió al delfín Carlos rechazar la petición de Marcel y le Coq, por lo que tuvo que acceder a rubricar el indulto del navarro, que pudo realizar con tranquilidad su triunfal regreso. El 30 de noviembre arengó a una multitud de 10 000 parisinos reunidos por Étienne Marcel en Pré aux Clercs, acusando a Juan II, todavía prisionero de los ingleses, y a Eduardo III, de «invasores» y reivindicando sus derechos sucesorios a la corona de Francia. El 3 de diciembre Marcel, acompañado de una imponente escolta de burgueses, irrumpió en la reunión que debía decidir la rehabilitación de Carlos de Navarra con el pretexto de anunciar que los Estados habían consentido en recaudar los impuestos demandados por el Delfín y que no quedaba más que obtener el acuerdo de la nobleza. Fuertemente presionado, Carlos no pudo más que consentir y rehabilitar a Carlos de Navarra. El 14 de enero de 1358 los Estados debían decidir la cuestión dinástica. La dinastía de los Valois se encontraba amenazada. Carlos de Navarra aprovechó los meses de espera para hacer campaña. El 11 de enero organizó una ceremonia en Ruan en honor de los señores normandos que habían sido decapitados durante su arresto, con el objeto de seducir a la nobleza y la burguesía normanda. Por otro lado, temiendo el retorno de Juan II, comenzó a reclutar tropas en Normandía.
Por su parte el Delfín empezó a organizar la defensa del país contra los numerosos mercenarios que pillaban el país. Los mariscales de Normandía, Champaña y Borgoña se unieron a su corte. Levantó en París una tropa de 2000 hombres venidos del Delfinado con el pretexto de proteger la capital de los abusos de las Compañías. El 11 de enero se dirigió a los parisinos en Les Halles explicando la razón por la que estaba reclutando tropas y acusando a los Estados de no haber preparado adecuadamente la defensa del país a pesar del aumento de impuestos: la alocución resultó un éxito y puso en dificultades al Parlamento francés. El 14 de enero los Estados no llegaron a ningún acuerdo ni sobre la cuestión dinástica ni acerca de la recaudación de nuevos impuestos, por lo que para aliviar la situación económica se aprobó una nueva devaluación monetaria. El pueblo, exasperado, se puso en contra de los Estados.
Valiéndose de la situación Carlos bloqueó la aplicación de la ordenanza de 1357. La comisión responsable de acabar con la corrupción en el seno de la administración real no duró más que cinco meses. Los recaudadores de impuestos nombrados por los Estados tuvieron que hacer frente al descontento de los campesinos y artesanos pobres. Los Estados carecían de la experiencia política necesaria como para continuar controlando al Delfín, que, en una muestra de su savoir-faire, obtuvo el apoyo de los seis diputados que constituían el consejo de tutela. Esta progresiva pérdida de poder hizo que los Estados fueran cada vez menos representativos. Poco a poco solo la burguesía continuó asistiendo a sus reuniones. Finalmente Juan II, que contaba con un enorme prestigio, prohibió desde prisión la aplicación de la «Gran Ordenanza». Étienne Marcel, viendo como se desmoronaba su proyecto de establecer una monarquía controlada, trató de llevarlo a cabo por las armas. Cabe señalar que el preboste no ponía en duda la necesidad de tener un soberano, pero demandaba un mayor poder por parte de los Estados.
Mientras, Carlos de Navarra, a la cabeza de sus tropas anglo-navarras, tomó el control de toda la Baja Normandía para después remontar el valle del Sena. Recibiría refuerzos: su lugarteniente Martín Henríquez desembarcó en Ruan con 1400 hombres.
Viendo que la situación podía evolucionar hacia una monarquía controlada con Carlos de Navarra a la cabeza, Juan II decidió concluir las negociaciones con Eduardo III, para lo que optó con hablar directamente con el monarca inglés. Se ordenó su traslado de Burdeos a Londres, donde sus condiciones carcelarias serían reales: estaba acompañado de su corte, constituida por varios centenares de personas —tanto capturados con él en Poitiers como venidos voluntariamente— y estaba alojado en el hotel Saboya con plena libertad para moverse por Inglaterra. En enero de 1358 aceptó el primer tratado de Londres, que preveía:
- La cesión en plena soberanía de las posesiones aquitanas de los Plantagenet, aproximadamente un tercio del reino: Guyena —confiscada por Felipe VI a comienzos del conflicto— Saintonge, Poitou, Lemosín, Quercy, Périgord, Rouergue y Bigorra.
- Un rescate de cuatro millones de escudos.
- La no renuncia de Eduardo III a la corona de Francia.[156]

### Alianza con Étienne Marcel (1358)

#### Asesinato de los mariscales
La noticia de la aceptación por parte de Juan II del primer tratado de Londres, que cedía un tercio del reino de Francia a Inglaterra, provocó una protesta de la que se aprovecharía Étienne Marcel. El 22 de febrero de 1358 el preboste encabezó un motín en el que tomaron parte tres mil personas armadas.
Durante la revuelta el populacho asaltó el Palais de la Cité para arrestar al regente. El mariscal de Champaña, Juan de Conflans, y el mariscal de Normandía, Roberto de Clermont, cuyas tropas estaban acampadas delante de París, serían asesinados delante del delfín, al que Marcel obligó a cubrirse la cabeza con la caperuza roja y azul de los amotinados —los colores de París— mientras que él mismo se puso el sombrero de Carlos y le demandó renovar la ordenanza de 1357.

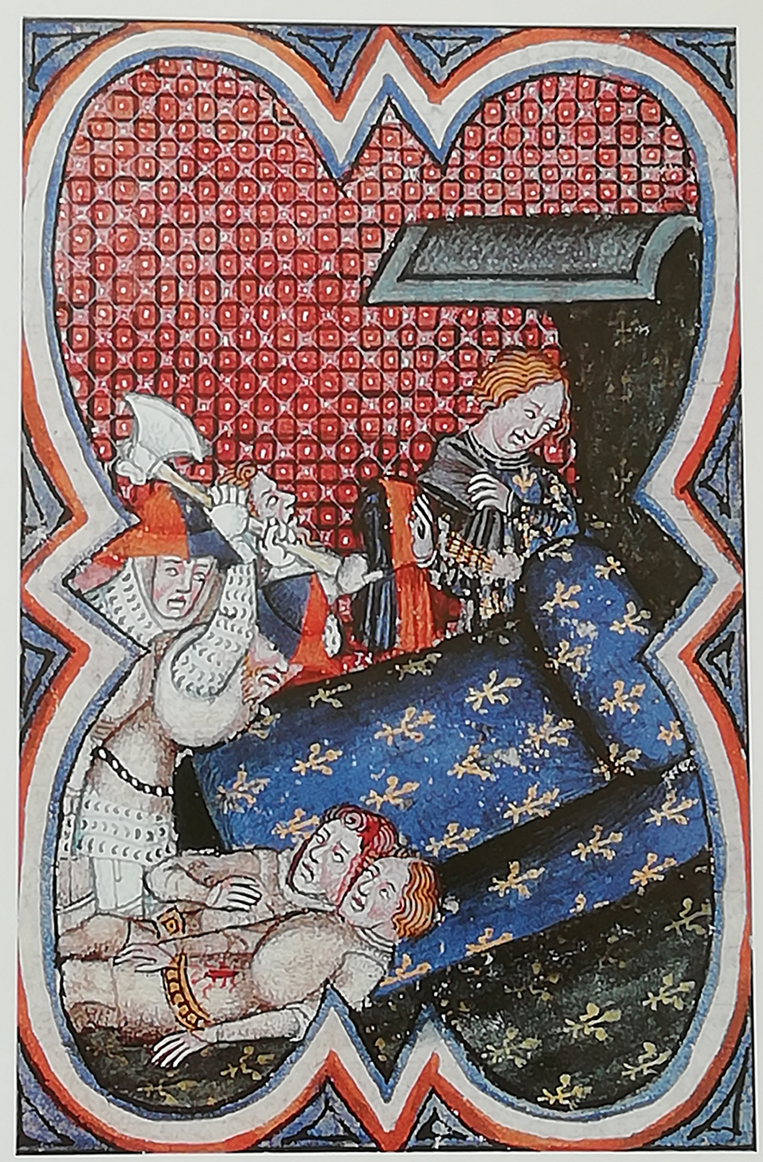
Muerte de los mariscales. Detrás se observa a Étienne Marcel tendiendo la caperuza parisina sobre el Delfín.

Marcel optó por salvar al heredero, pues le subestimaba y pensaba que resultaría sencillo controlarle; no obstante, el tiempo demostró que está decisión constituyó un enorme error. Así, basándose en la influencia que creía tener sobre el Delfín, al que más tarde nombró regente, decidió prescindir de Carlos de Navarra, a quien empujó a dejar París. Entonces Étienne Marcel se encaminó a la plaza de Grève, donde alentó a una enardecida multitud para que eliminara a los «traidores del reino». Escribió a las ciudades de provincias para explicar sus acciones, pero solo Amiens y Arras mostraron señales de apoyo, y obligó al Delfín a que sancionara la muerte de los mariscales. A Carlos no le quedó más remedio que aceptar el nuevo cambio institucional: serían nombrados cuatro nuevos asesores procedentes de la burguesía, y el gobierno y la economía pasaron a manos de los Estados. Carlos II de Navarra recibió un mando militar y dinero para costear una tropa de mil soldados. El Delfín continuó siendo regente, lo que permitía ignorar las exigencias de Juan mientras aún estuviera cautivo.
Para aprobar esta nueva ordenanza, y, en particular, validar su contenido económico, era necesario el acuerdo de la nobleza, que no quería continuar reuniéndose en la capital, en particular los aristócratas de Champaña y Borgoña, escandalizados por el asesinato de los mariscales. En consecuencia se optó por Senlis para celebrar la asamblea. Era la ocasión que estaba esperando el delfín para abandonar París, lo que llevó a cabo el 17 de marzo. Étienne Marcel, pensando que le controlaba, simplemente hizo que le acompañaran una decena de burgueses.
Carlos participó en los Estados de Champaña, celebrados el 9 de abril en Provins. El príncipe estuvo apoyado por la nobleza de la parte oriental del reino, que intimidó a los representantes parisinos. Gracias a esta ayuda Carlos capturó Montereau y Meaux, bloqueando el acceso este de la capital. Como los territorios occidentales y meridionales del país estaban en manos de los mercenarios, únicamente quedaba el acceso norte, que comunicaba París con las ciudades de Flandes. Tras el bloqueo de los accesos fluviales Étienne Marcel tuvo que reaccionar para evitar el estrangulamiento económico de la ciudad.
El 18 de abril Marcel envió su desafío a Carlos. La ciudad estaba preparada para el combate: se cavaron trincheras y se rellenaron con tierra para que constituyeran un muro que detuviera a la artillería. Para costear estas operaciones se llevó a cabo una nueva devaluación monetaria y se recaudaron nuevos impuestos, lo que provocó el descontento popular y la disminución de la confianza en el gobierno de los Estados. Carlos reunió de nuevo los Estados Generales en Compiègne, donde acordaron recaudar un nuevo impuesto controlado por este parlamento y revalorizar la moneda - que no volvería a devaluarse hasta 1359. En cambio abandonaron la voluntad de controlar al príncipe.

#### Represión de laJacquerie

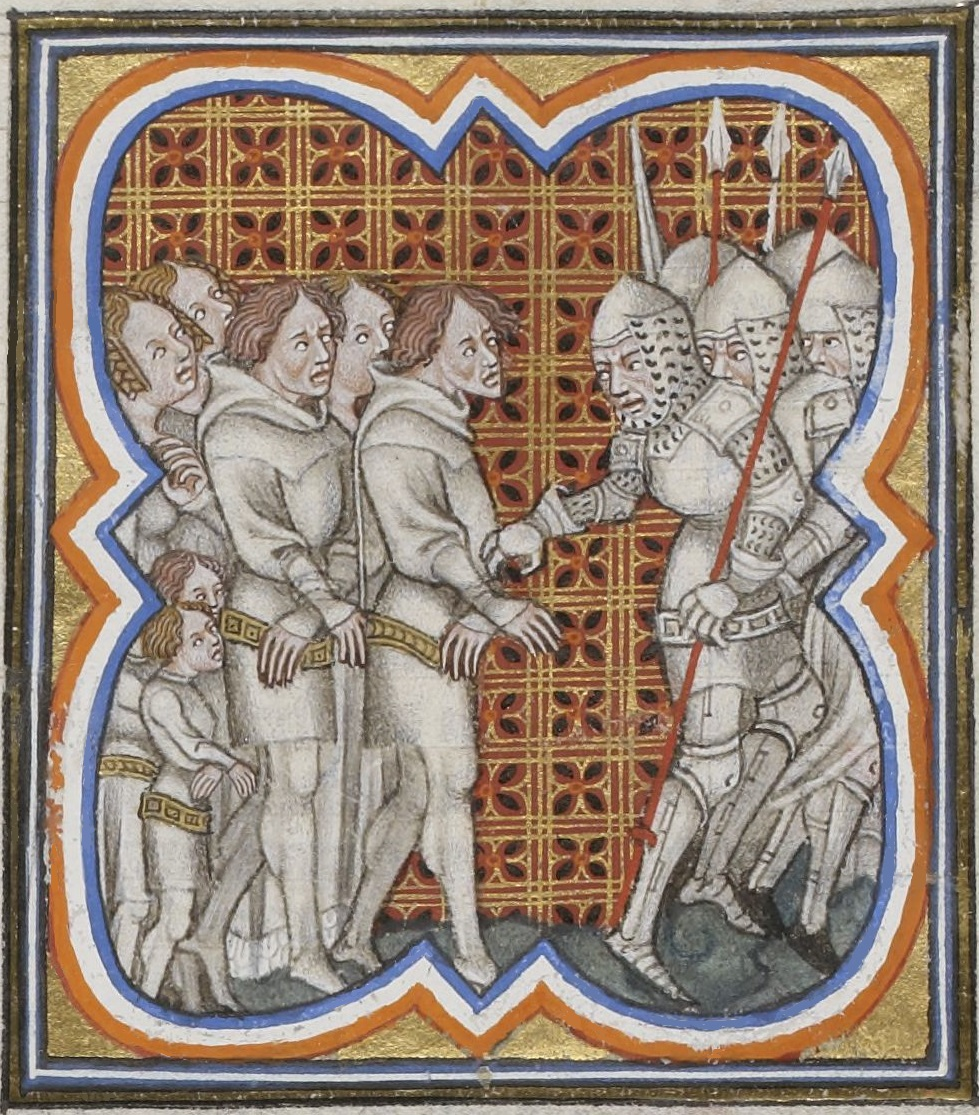
La Grande Jacquerie sería severamente reprimida por la nobleza liderada por Carlos de Navarra.

El 28 de mayo de 1358 los campesinos de Saint-Leu-d'Esserent, cerca de Creil, en el departamento de Oise, se rebelaron, angustiados por las nuevas cargas fiscales aprobadas en Compiègne y destinadas a organizar la defensa del país. Rápidamente las reacciones antinobiliarias se multiplicaron al norte de la capital, una zona libre del saqueo de los mercenarios y que no estaba controlada ni por los navarros ni por las tropas del príncipe. Unos 5000 hombres se agruparon en torno al carismático líder Guillaume Carle, más conocido por el nombre que le atribuyó Froissart, Jacques Bonhomme. Étienne Marcel decidió apoyar a los rebeldes y envió en su ayuda trescientos hombres encabezados por Jean Vaillant para que liberaran la capital del cerco que había establecido el Delfín y preservaran el acceso septentrional, que permitía comunicar París con las poderosas ciudades de Flandes. La alianza con el preboste coincidió con uno de los mayores éxitos de los jacques, la toma del castillo de Ermenonville.
El 9 de junio los hombres de Marcel y una partida de jacques —aproximadamente un millar de hombres— trataron de asaltar la fortaleza de Meaux, donde se encontraban el regente y su familia. No obstante, el ataque derivó en una aplastante derrota, ya que, mientras los rebeldes atacaban el castillo, fueron sorprendidos por una carga de caballería liderada por el conde de Foix Gastón Febo y el captal de Buch, Juan de Grailly, que les barrió del campo.
Sin embargo restaba por someter a la mayor parte de las tropas de Guillaume Carle, que pretendían presentar batalla en Mello, una ciudad de Beauvaisis. Carlos había quedado apartado del poder por Étienne Marcel, que había creído controlar demasiado rápido al príncipe tras el asesinato de los mariscales, y deseaba retomar el control y demostrar al preboste que su apoyo militar era indispensable. Presionado por la nobleza, especialmente por los Picquigny, a los que debía la libertad y cuyo hermano había caído durante la revuelta, Navarra vislumbró un medio para ampliar su poder y obtener el apoyo tanto de la aristocracia como de los mercaderes, que ayudarían a quien hiciera que las rutas comerciales quedaran aseguradas de nuevo. En consecuencia, Navarra se puso a la cabeza de la represión, que llevó a cabo valiéndose de mercenarios ingleses, y unió a la nobleza en torno a su persona. Capturó a Guillaume Carle cuando este vino a negociar a Mello y lo mandó torturar y asesinar. Tras la muerte del líder de los jacques la represión derivará en una cruel masacre, y a todo aquel declarado culpable de estar relacionados con los rebeldes le ahorcaron sin juicio. Se ordenó, asimismo, el asesinato de cuatro representantes de cada pueblo. Estos hechos marcaron la conclusión de la revuelta, en cuya brutal represión Carlos quedó como único responsable, mientras que el Delfín consiguió que su nombre quedara desvinculado de la misma.

#### Capitán de París

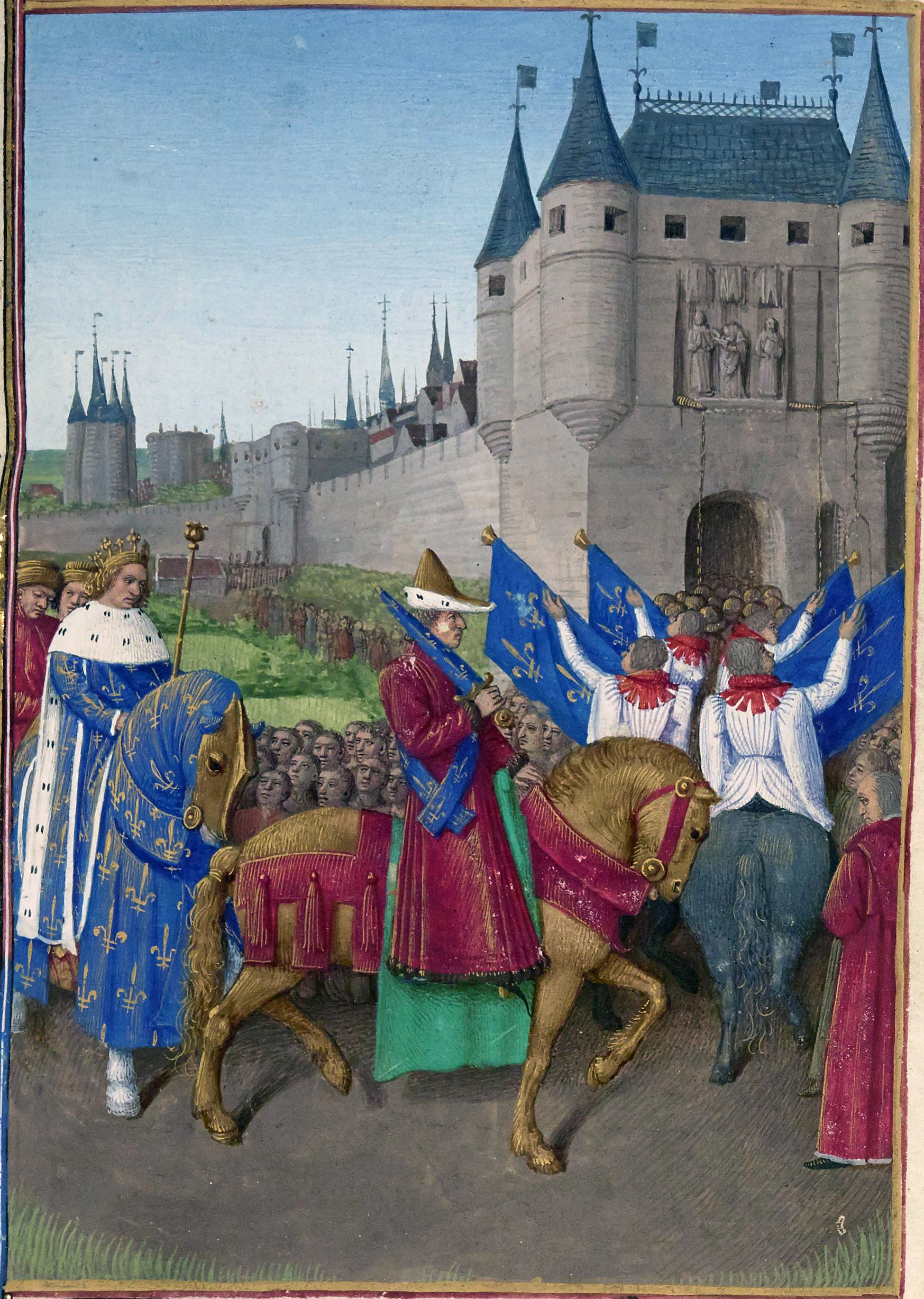
Entrada de Carlos V en París.

Tras restablecer el orden Navarra, el 14 de junio de 1358 entró en la capital y se puso al mando. No obstante, una considerable parte de la nobleza que había combatido a su lado contra los rebeldes decidió retirarle su apoyo, pues todavía estaba demasiado escandalizada por el brutal asesinato de los mariscales como para aliarse con los parisinos, y unirse a las tropas del príncipe. Establecido en Saint Denis, sería nombrado capitán de París por aclamación. Étienne Marcel envió cartas a todas las ciudades del reino instándolas a que le eligieran «capitán universal» en un intento de constituir una gran liga urbana e imponer una nueva dinastía encabezada por el monarca navarro. Contrató a mercenarios ingleses para suplir a los caballeros que habían abandonado la tropa de Carlos para unirse al Delfín, que puso sitio a la capital el 29 de junio. Este último recibió el apoyo de numerosos mercenarios procedentes de las Grandes Compañías, que veían en la conquista de la capital un medio para saquearla. El príncipe trató a toda costa evitar un baño de sangre que le desacreditara ante el pueblo, por lo que renunció a tomar la ciudad al asalto e impuso un bloqueo al mismo tiempo que establecía negociaciones con los sediciosos. No obstante, los arqueros ingleses contratados para proteger la ciudad eran considerados enemigos y pronto despertaron la animosidad del pueblo parisino. El 21 de julio una riña de taberna degeneró en una batalla campal en la que murieron treinta y cuatro mercenarios. Los ciudadanos de París, alzados en armas, se hacen con 400 ingleses con la intención de obtener un rescate por su liberación. Un día después Étienne Marcel, Robert Le Coq y Carlos de Navarra reunieron al pueblo para calmar los ánimos, pero la situación se descontroló y este les exigió que se deshicieran de los ingleses. Para resolver la situación, los tres hombres deciden separar los sublevados en varios grupos y guiarlos hasta los mercenarios que se encontraban en Saint-Denis. Estos últimos, previamente avisados, masacraron a los rebeldes, muriendo así entre 600 y 700 parisinos. Al ver a sus líderes apoyando a los enemigos de la patria frente al regente y al pueblo, los ciudadanos de París se sienten traicionados y retiran su apoyo a Étienne Marcel, más aún ante las noticias de que Carlos de Navarra espera la llegada de su hermano Felipe con refuerzos ingleses. Así, el rumor de que Felipe de Navarra estaba en camino con una partida de 10 000 soldados ingleses hizo temer a los parisinos de que sus nuevos «protectores» quisieran vengar a sus compañeros y saquearan la ciudad. El échevin  Jean Maillard y Pepin des Essart convencieron a los burgueses para que solicitaran ayuda al príncipe. Al amanecer del 31 de julio de 1358 Étienne Marcel sería sorprendido en la Porte Saint-Antoine, cuando iba a entregar las llaves de la ciudad, y asesinado. El Delfín estaba preparándose para marcharse al Delfinado cuando le comunicaron la noticia. El 2 de agosto realizó su entrada triunfal en la capital, dando muestra de su clemencia indultando a los parisinos. Solo quince personas serían ejecutadas por traición, entre las que se incluye Étienne Marcel. El príncipe veló porque no se incautaran sus posesiones a los parientes de los traidores en tanto que recompensó a sus aliados. A través de matrimonios entre las viudas de estos hombres y sus hombres más leales trató de conciliar los intereses de los unos y de los otros.

#### Asesinato del canciller de Navarra: Tomás de Ladit (1358)
Tomás de Ladit, canciller de Navarra, estaba presente en la capital francesa cuando Étienne Marcel es asesinado el 31 de julio de 1358 y cuando hizo su entrada el delfín Carlos el 2 de agosto siguiente. Por ello fue arrestado al día siguiente, junto a Pierre Gilles, entre otros, y encarcelado en Châtelet, luego en Palais. En esta prisión, dado su cargo tan cercano al rey de Navarra, fue torturado buscando información de interés. Dada su condición eclesiástica, sin embargo, debía ser entregado a la justicia del obispo de París.
Pierres Gilles ya había sido decapitado en Les Halles al día siguiente de su arresto, sufriendo la misma suerte el resto de detenidos. Mientras que Ladit, que no había podido ser "ajusticiado", y estuvo retenido varios días. Finalmente, el 12 de septiembre, poco antes del mediodía se decidió entregarlo a las gentes del obispo de París. Como tenía los pies cargados de grilletes, hubo que sentarlo o tumbarlo sobre una "puerta", y dos hombres, cargando la tabla sobre sus hombros, se dispusieron a transportar al prisionero. Pero se encontraba apenas a un paso de la puerta del Palacio cuando "compagnons de París", que esperaban allí, se arrojaron sobre él y lo masacraron. Sus restos, después de haber sufrido los habituales ultrajes, fueron arrojados al Sena.
Sin duda esta fue una importante pérdida para el rey de Navarra. En su testamento de 1376 deja a sus herederos la suma 500 francos. Y en 1385, en otro nuevo testamento sigue recordándolos cuando «preveía una donación a su favor en el caso de que sus tierras en el reino de Francia les fueran devueltas o cambiadas por otras.» Tomás de Ladit, posiblemente originario del condado de Brie, donde fue canónigo de Saint-Martin-des-Champs entre 1336-1352 y luego de Reims, entre 1343-1357, también fue nombrado en Navarra también abad de Falces por intercesión de Juana de Évreux. Ya era una persona al servicio de Felipe de Évreux desde, al menos, 1336. También figuraba en la lista de personas partidarias de Carlos II que fueron indultados por Juan II en el tratado de Valognes así como figurara entre los 300 amnistiados en 1360 por el tratado de Calais con ocasión de la reconciliación entre Carlos II y su suegro.

#### Destierro de Robert Le Coq
Por su parte otro de los colaboradores fundamentales del partido navarro, Robert Le Coq, que, tras la reconciliación del 1 de octubre de 1357 en Saint Remi entre parisinos y el delfín, había sido incluido en ese consejo real provisional que tutelaba al rey, servirá de víctima propiciatoria en los Estados de Compiègne, de mayo de 1358, donde esta vez sí se presentó la mayoría del estado noble buscando focalizar su fustración en alguien «y la encontró en Le Coq; le exigieron responsabilidades a él por asesinatos de militares y al delfín le urgieron para que lo expulsara del Consejo Real.» A pesar de los intentos por evitarlo de Carlos II de Navarra y de Étienne Marcel, «la asamblea de Compiegne redactaba contra él una formidable acta de acusación de 14 artículos.» Las consecuencias llegarán en 1360 cuando sea excluido expresamente de los beneficiados afectos a Carlos II del tratado de Calais.

## Conflicto franco-navarro (1358-1361)
Carlos de Navarra, que se encontraba con sus hombres en Saint Denis, escapó del cambio de lealtad del pueblo parisino y pudo recibir a las tropas inglesas lideradas por su hermano. No obstante estos mercenarios llevaban un tiempo sin recibir su sueldo, por lo que se encontraban muy descontentos, y hubo un momento en que la situación era tan tensa que Felipe y Carlos decidieron permitirles saquear Saint Denis (3 de agosto). Los mercenarios retrocedieron a sus posesiones en el valle del Sena, donde tomaron el control del territorio y del tráfico fluvial, e intentaron completar el estrangulamiento de la capital mediante la captura de Melun, que controlaba la zona septentrional del Sena. En ese momento los soldados de Carlos y los mercenarios bretones controlaban unas sesenta plazas en la Isla de Francia.

### Tentativa sobre Amiens (1358)
En los primeros días de septiembre, el rey de Navarra se dirigió a Melun con 2.000 combatientes y refrescó su guarnición. Sin embargo, el regente, el delfín Carlos, haciendo responsables a las esposas de Juan de Picquigny y al vizconde de Poix de la lealtad de sus maridos hacia Carlos II, rey de Navarra, las hizo encerrar en las prisiones de Amiens. El alcaide las quería liberar, pero los partidarios del regente se opusieron. Felipe de Navarra y Juan de Picquigny trataron entonces tomar Amiens y capturar un suburbio, pero fueron rechazados por el señor de Saint-Pol. Varios burgueses fueron decapitados como cómplices de este golpe de mano. El fracaso del ataque impidió que Amiens volviera a caer en el campo de Carlos II de Navarra y con ello la ciudad se mantuvo fiel al trono de Francia.
En el país de Caux, Le Baudrain de la Heuse, los señores del país y los ruaneses retomaron Longueville y lo saquearon, luego corrieron hacia las tierras de los navarros. Regnault des Ysles, capitán del Neufchatel, derrotó a un grupo de navarros. Felipe de Navarra, de vuelta a Normandía, se hace fuerte en la ciudad y abadía de Bernai, que fortificó y donde colocó una buena guarnición, y desde Tuboeuf, Echauffour, MarBeuf y Fuerte Auvilliers.
Sin embargo, la reina Juana todavía hizo gestiones ante el rey de Navarra y el delfín para intentar una reconciliación. Le informó al prior de Saint-Martin des Champs, el 22 de octubre de 1358, que había escrito a su sobrino desde Navarra y que ese mismo día, en Nogent-l'Artaud, había encontrado a un caballero del emperador que traía un carta en la que el emperador le suplicaba que mediara para lograr la buena paz del regente para su sobrino.
El 13 de diciembre, los cardenales del Périgord y de Urgell, legados papales, llegaron a París para intentar hacer las paces entre los dos príncipes y regresaron a Aviñón sin haber obtenido nada, después de haber visto sucesivamente al regente, el rey de Navarra, en Meulan, y La reina Juana en Melun.

### Tratado de Pontoise (1359)
El príncipe no tenía medios para expulsarles, pero puso sitio a Melun. La posición del monarca navarro era desesperada, por lo que propuso encontrarse con el Delfín en Pontoise el 19 de agosto para anunciar que se retiraba, aunque sus tropas no abandonaron las plazas que controlaban y continuaron sometiendo al país a un saqueo similar al que experimentaron de la mano de las Grandes Compañías. La escasez de recursos llevó a ambos líderes a contemporizar, aunque para el rey y el príncipe era determinante detener a Carlos II de Navarra, ya que de ese modo quedaría eliminado uno de los más importantes pretendientes a la corona, capaz incluso de crear un poderoso principado susceptible de aliarse con Eduardo III. Este tratado, como ocurrió con las anteriores, será breve. En noviembre el captal de Buch ayudaba a Carlos II a apoderarse de Clermont, en Beauvé, y en París se descubría una conspiración para entregarle la ciudad.

### Del tratado de Bretigny al de Calais (1360)
Con el tratado de Brétigny, firmado el 8 de mayo de 1360, Francia e Inglaterra lograban una pausa en su disputa necesaria: Francia cedía a Inglaterra casi una tercera parte del país en plena propiedad, y pagaría tres millones de escudos oro por la libertad de su rey. Con este acuerdo el rey de Navarra perdía el apoyo del rey de Inglaterra. Sin embargo, fue el inglés quien se ofreció como mediador para obtener, durante el mismo encuentro de la firma, un acercamiento reconciliatorio entre el navarro y el rey de Francia. El rey de Navarra no podía, como su hermano Felipe, ser incluido en el tratado de Brétigny, ya que, un año antes, había hecho las paces con el regente y, oficialmente, ya no era aliado de los ingleses.
El 24 de octubre de 1360 cuando se reunían el rey de Inglaterra y el rey de Francia en Calais para firmar el tratado acordado en Bretigny en mayo se firmó también. Esta nueva paz fue negociada por Felipe de Navarra, hermano del rey, con lo que éste pudo entrar en posesión de sus bienes de Normandía.Estaba presente también el hermano de Juan II, el duque de Orléans.
Las condiciones fueron previamente negociadas por varios comisionados de las tres partes:
- Por parte de Navarra: Robert de la Porte, obispo de Avranches y canciller de Navarra,[193] Robert de Picquigny y Juan Ramírez de Arellano, caballeros del rey navarro.
- Por parte de Francia: obispo de Thérouanne y canciller de Francia, junto con señor de Audrehem y Juan Le Maingre, mariscales de Francia, padre de Juan II Le Maingre.[191]
- Por parte de Inglaterra: el duque de Lancaster y Gautier de Mauny, como mediadores del acuerdo.[194][195]

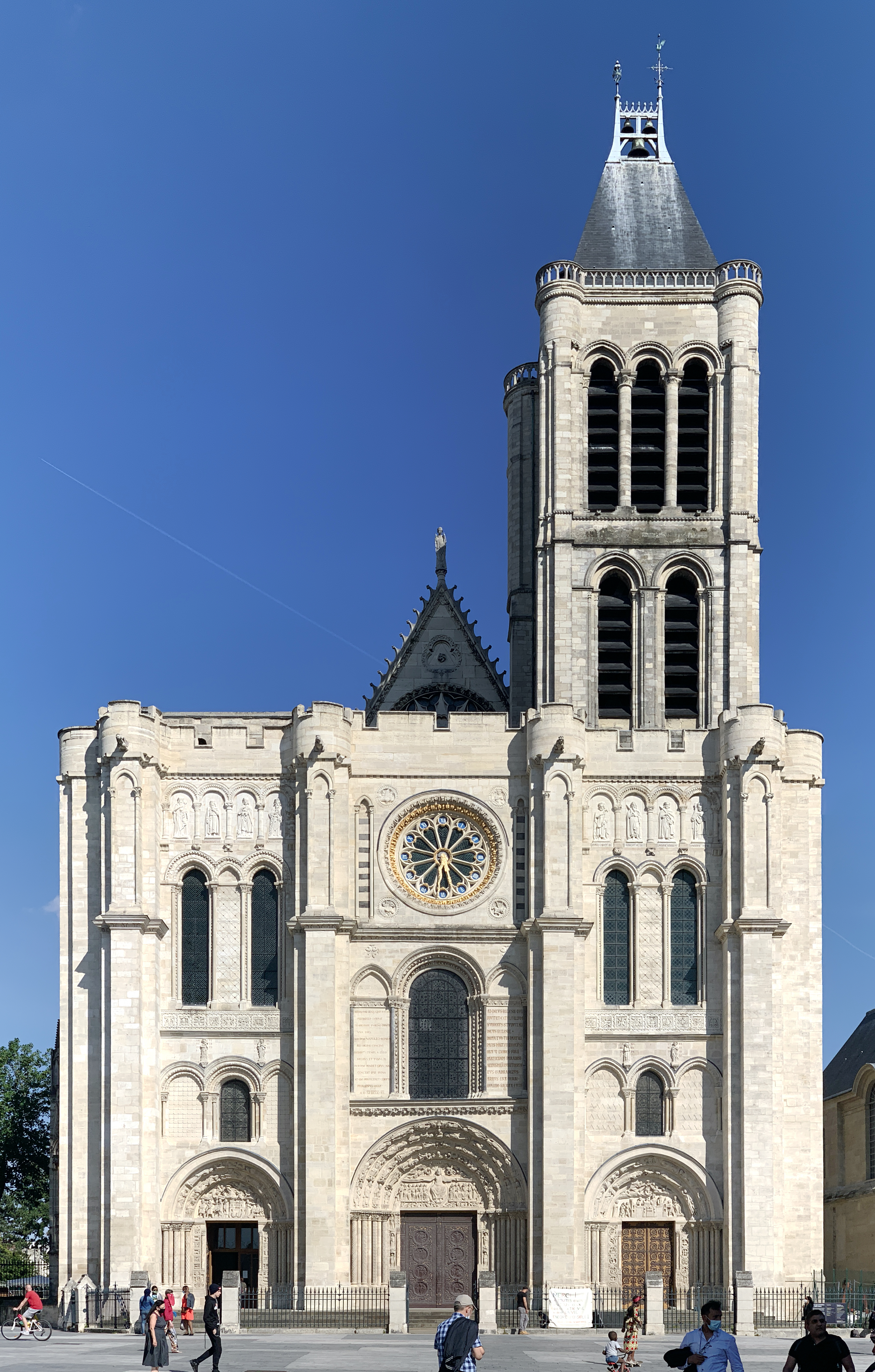
Basílica de Saint-Denis

Según los términos de este tratado:
- El Rey de Francia perdonaría al rey de Navarra, a sus hermanos, a sus súbditos y a quienes habían seguido a su partido por los crímenes que hubieran podido cometer en su guerra contra el rey, el duque de Normandía, y contra el honor del reino. y corona de Francia. Para ello el rey de Navarra facilitaría para Semana Santa una lista de casi 300 personas que podrían beneficiarse de cartas de condonación por sus delitos.
- El rey de Francia devolvería sus propiedades al rey de Navarra, a sus hermanos y a los que habían seguido a su partido. Salvo Robert le Coq, obispo de Laon, que debía abandonar Francia. Acabó en la sede episcopal de Calahorra.[79]
- El rey de Navarra prestaría juramento de fidelidad al rey de Francia. Por seguridad, se le enviarían de antemano doce rehenes que él habría elegido, con excepción de los hijos de Francia.
- El rey de Francia no apoyaría a quienes quisieran hacer la guerra contra el rey de Navarra en el territorio de Francia.
- Las fortalezas que el rey de Inglaterra poseía en tierras del rey de Navarra y que debía devolver al rey de Francia serían entregadas al rey de Navarra.
- Se confirmaría el acuerdo alcanzado entre el duque de Normandía y la reina Blanca en lo que respecta a su dote.

Felipe de Navarra firmó el tratado especial para su hermano, y se despidió del rey de Inglaterra que le devolvió el homenaje. Jean Chandos y Luis de Harcourt recibieron la tarea de entregar las fortalezas de Normandía al rey de Francia.
El 12 de diciembre Carlos II, que residía en Mantes en esos momentos, se traslada a la basílica de Saint-Denis donde, en presencia del rey Juan II de Francia, jura solemnemente respetar el acuerdo. Había llevado consigo a los 12 rehenes aunque se negó a rendir homenaje, afirmando que nunca había perdido el que antes había prestado. Tras cenar con el rey, se despidió de él y regresó a Mantes. El historiador Edmond Meyer, respecto a este asunto, afirmaba que «su negativa a rendir homenaje, recogida sin comentarios en las Grandes Crónicas, prueba que el rey de Navarra no reconoció ningún defecto en la guerra inicua que Juan el Bueno había iniciado con su violencia y que su hijo había continuado de mala fe.»

## Una pequeña tregua: retomando la vida familiar (1360-1361)
Al compás de la situación de la Guerra de los Cien Años que, tras la firma del tratado de Bretigny (8 de mayo de 1360), entra en una fase de tregua de varios años, Carlos II, que había comenzado a reinar y gobernar en Navarra y en Evreux con apenas 17 años, comienza realizar una vida familiar más frecuente. Aunque se había casado el 21 de febrero de 1352, su esposa Juana de Valois, hija de Juan II de Francia y, por tanto, hermana de Carlos V de Francia, era entonces una niña de apenas ocho años que, obviamente, sentía más apego hacia su familia que hacia los asuntos de su marido. La cuantiosa dote prometida, según afirmaba Carlos II, por el padre al novio, cien mil escudos oro, no fue puesta en las capitulaciones y sería también causa de las reivindicaciones disputas entre suegro y yerno. Tras la boda, Carlos II, había dejado a su cónyuge al cuidado y compañía de dos reinas viudas de la Casa de Evreux que, además, siempre ejercieron una discreta labor negociadora cerca del rey de Francia en favor de Carlos II:
- Juana de Evreux, tercera esposa y viuda de Carlos IV de Francia. Era hermana de Felipe III de Navarra, la primera de su linaje en sentarse en un trono real;[202]
- Blanca de Navarra, segunda esposa y viuda de Felipe VI. Era una de las hermanas mayores de Carlos II.[203]

Aunque anteriormente se ha comentado ya su importancia conviene en este punto volver a recordar que para la Europa de esta época «es sobradamente conocida la importancia que los vínculos familiares tienen en el mundo medieval. La genealogía ayuda en muchos casos a esclarecer alianzas políticas, reivindicaciones territoriales y pretensiones dinásticas.»
Juana de Valois, que logrará ganarse más tarde la confianza de su esposo, acababa realmente de iniciar su vida íntima con Carlos y empezando de la mejor manera posible, con el nacimiento de un varón heredero. Con todo, como se comentan más abajo, en el primer testamento de 1361 se comprueba como Carlos II aún mantiene una prudente reserva hacia Juana al nombrar a su hermana Blanca, que estuvo muy unida a su hermano, el cuidado y educación de su vástago.

### Heredero (1361)
Carlos y su mujer, Juana de Valois, hija de Juan II y hermana del delfín Carlos, habían estado mutuamente alejados desde 1352. Con ocasión del tratado de Calais (1360) ambos se reencuentran. Carlos tenía autorización para retomar su vida matrimonial junto a su esposa. El nacimiento del primogénito Carlos en Mantes-la-Jolie (22 de julio de 1361) pudo impedir que ambos acompañaran a Carlos II a finales de 1361 en su viaje a Navarra (18 de octubre). Juana había ejercido, junto a las reinas Juana de Évreux, viuda de Carlos IV de Francia, y Blanca de Navarra, viuda de Felipe VI de Francia, una labor mediadora importante en los conflictos y tratados firmados por su marido, por un lado, y por su padre y por su hermano, por otro. Con todo aún no debía gozar de la confianza del monarca navarro quizá receloso de que hubiera estado demasiado influenciada durante su estancia con ellas. Carlos II, que preparaba su viaje de vuelta a Navarra, dejó al cargo de su hermana la reina viuda Blanca el cuidado del nuevo heredero. Junto a su mujer permanecieron los hermanos de Carlos, Felipe y Blanca. También dejó a Felipe de Navarra al frente del gobierno de Normandía, y embarcó en Cherburgo rumbo a Navarra, a donde llegaba en noviembre de 1361.

### Testamento (1361)
Tras la reconciliación con Juan II, poco antes de abandonar Francia y embarcar hacia Navarra, quizá motivado por el nuevo heredero, quizá por la prudencia inherente a los peligros de viajes por mar, Carlos II realizó su primer testamento del que se tiene noticia. Era habitual en los príncipes de la Baja Edad Media hacer testamente antes de la partida de un viaje o una expedición, especialmente si tenían que afrontar los peligros del mar. Aunque Eduardo III le había otorgado un salvoconducto en julio, la inquietud parece embargar al monarca cuando lo escribe.
En este documento, donde parece que el rey navarro busca poner en orden sus últimos deseos, es también un ejemplo muy expresivo de la mentalidad del monarca donde se ilustran algunos aspectos personales tanto respecto a sus sentimientos como acerca de cuestiones de gobierno pendientes por aquellas fechas. Por ejemplo, sobre el lugar de enterramiento: si moría en Francia deseaba ser enterrado en la iglesia de Saint Denis, junto a sus antepasados que fueron reyes de Francia; su corazón sería enviado al Hospital de la Caridad de Roncesvalles y las entrañas a la abadía cisterciense de La Noé, en Evreux. En cambio si moría en Navarra el lugar de sepultura sería el Hospital de Roncesvalles, mientras que el corazón sería depositado en la iglesia de Nuestra Señora del Carmen de Valognes que había mandado edificar, y sus entrañas (nos entrailles) en la abadía de La Noé.
Muestra su perdón cristiano cuando indica que «perdona a cuantos le dañaron e injuriaron su buena fama» siempre que «se arrepientan de haberlo hecho y no persistan más en ello». Otros que le han servido lealmente «han sido víctimas de la venganza y represión Valois.» Pero también demuestra especial atención y cuidado mediante la gratificación hacia sus gentes y servidores, así como a los que intervinieron en su liberación.
Se cuida de atender a las víctimas inocentes causadas por «los desmanes que han rodeado sus reivindicaciones políticas» en Francia, muy especialmente a Tele, la viuda de Etienne Marcel y sus hijos, o a los familiares de cuantos han muerto a su servicio. Su preocupación se mantiene por la suerte de cuantos colaboradores sobrevivieron, llegando a sacrificar sus cargos, como el obispo de Laon, Roberto le Coq. Le Coq «fue su ardiente defensor en los Estados Generales que siguieron a Poitiers» además de liderar el partido navarro y arrastar a Etienne Marcel hacia la causa del monarca navarro: a él le ofrece una renta de 800 escudos en Navarra «caso de que no sea repuesto de su sede u obtenga otro beneficio». A los hermanos Picquigny y a su chambelán Juan de Han, a quien otorga grandes rentas en Navarra. Concede 1000 escudos de oro en una sola vez «pour certain cause a demoiselle Gracieuse, fille de Mousent, cheualier».
Estos aspectos de «premiar lealtades con toda esplendidez fue uno de los rasgos de su carácter, que podemos seguir a lo largo de su vida. Obtuvo así fidelidades a toda prueba. Pero con la deslealtad se mostraba igualmente implacable.»
No descuida su mecenazgo y, por ello, mandaba atender las obras en la catedral de Evreux, en las abadías de Lyre (Eure), Santa Catalina de Ruan, Saint-Evroult-Notre-Dame du-Bois (Orne), Notre-Dame de la Noe (Eure) y Notre-dame du Voeu de Cherburgo, y a la catedral de San Andrés de Avranches.

### La confianza en la reina
Del testamento se colige cierta desconfianza hacia la reina Juana que, después de todo, no era extraño ya que había vivido distante, ya que era aún una niña cuando se casó, y hasta hacía un año había seguido educándose en la corte de su padre Juan II donde seguramente no habría escuchado demasiados elogios de su marido. Al mismo tiempo, Carlos vuelve a demostrar la plena confianza en su familia, en este caso su hermana Blanca, la cual ya había ganado su lugar como la inasequible mediadora de las diferencias con el rey de Francia y el delfín. En el testamento había dejado estipulado que si al morir su hijo Carlos era todavía de menor edad, fuera Blanca, y no su esposa Juana, quien se encargara del infante así como del gobierno y administración de sus posesiones junto con sus hermanos los infantes Felipe y Luis de Navarra.
El testamento deja abierta una oportunidad a que la reina Juana, si marchaba a vivir en sus tierras y a seguir los pasos de sus hermanos, obtuviera la tutela directa sobre su hijo. En la breve trayectoria vital de la reina se verá cómo en pocos años disipará esas dudas y logrará su confianza con la regencia del reino en su ausencia y el desempeño de delicadas misiones diplomáticas que, incluso, le costarán la vida.

## Etapa navarra: Rearmando sus alianzas (1361-1364)
En 1361 Carlos II había nombrado a su hermano el infante Luis gobernador de Navarra, aunque realmente desde 1355 llevaba desempeñando «un verdadero virreinato en Navarra. El encarcelamiento de Carlos II en 1356-1357 y su política en Normandía alejan durante mucho tiempo al soberano dejando plenos poderes a Luis en el reino.» Con todo, esta vuelta se verificó a finales de 1361 y, en principio, los motivos del rey para dar este paso estaban lejos de sentir cierta «añoranza» por el reino, o de responder a un «llamamiento de sus súbditos como en otros reinados, ya que el reino no se encontraba en estado de incertidumbre por la actuación arbitraria de los oficiales reales» ni «tampoco fue por recelo contra el infante Luis, que ejerció su papel de delegado regio, con toda dignidad, autoridad y falta de ambiciones personales.» Hay que buscar los motivos de peso en otro lado, en la explicación apuntada por María Isabel Ostolaza Elizondo:
«En 1361, su posición en Francia se había vuelto delicada, pues tras las revueltas y desórdenes de la fracasada sublevación parisina contra el delfín, ni París ni Normandía ofrecían garantías de seguridad, y por otra parte su situación económica era comprometida, pues las rentas de sus dominios franceses, estaban confiscadas por el contencioso con los Valois.»
Lejos de cesar en su lucha en defensa de sus derechos, «seguía reclamando el cumplimiento de los acuerdos compensatorios por la entrega de los condados de Champaña y Bría a la casa real francesa, además del pago de lo estipulado en las capitulaciones matrimoniales previas a su boda con la infanta Juana de Francia.» En este momento, necesitado de recursos económicos, el reino de Navarra, a pesar de hallarse «sometido a una sangría continua» que terminará por agotar a todas sus capas sociales, se presentaba como la opción más viable donde obtenerlos.

### Incautación del ducado de Borgoña (1361-1363)
En 1361 murió el duque de Borgoña, Felipe I de Rouvres. En circunstancias normales y de acuerdo a las leyes de primogenitura el ducado habría pasado a su primo segundo, que no era otro que Carlos II de Navarra. Este último era nieto de Margarita de Borgoña, nacida del matrimonio entre el duque Roberto II e Inés de Francia y la mayor de las hermanas de Eudes IV. No obstante Juan II, aprovechando que Carlos II marchaba para Navarra, incautó el territorio alegando un mayor grado de parentesco con el duque a través de su madre Juana, hermana de Margarita. La cesión del condado a Felipe II de Borgoña, el Atrevido, en septiembre de 1363 resultó inaceptable para el monarca navarro.
En 1364, Juan II de Francia que había sido liberado tras el Tratado de Brétigny, tuvo que regresar como prisionero a Inglaterra porque su hijo Luis, retenido para garantizar el cumplimiento del tratado, había huido. Como el delfín Carlos seguía asumiendo la regencia, Carlos de Navarra se reunió con el Príncipe Negro en Burdeos y alcanzó un acuerdo de paz con Pedro IV de Aragón —aunque este resultara complicado por el apoyo militar que había prestado su hermano Luis a los castellanos. El monarca navarro prometió al aragonés los territorios pertenecientes al rey de Francia: el Bajo Languedoc, las senescalías de Beaucaire y Carcasona. Además reclutó una tropa de mercenarios para recuperar el ducado de Borgoña, e hizo bordar su pendón con las armas de Francia y Navarra.

### Alianza con el conde de Foix y Bearne (1361-1362)

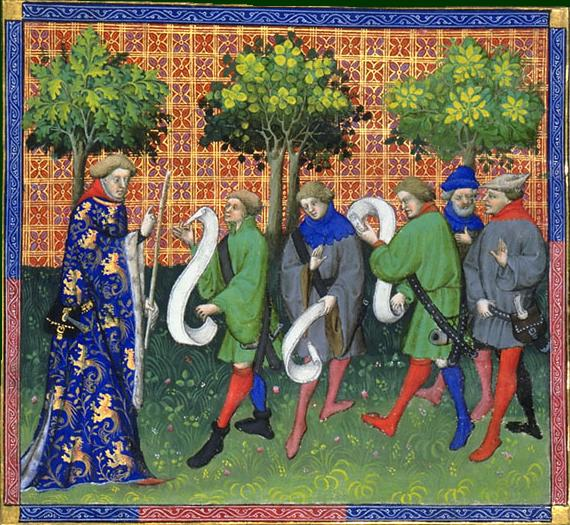
Gastón Febo enseñando a los cazadores. Ilustración procedente del Livre de Chasse.

Otro de los enlaces familiares fundamentales fue el establecido el 4 de agosto de 1349 en París con la boda de Gastón III de Foix-Bearne con Inés de Navarra, hermana de Carlos II. Antes de fallecer, en 1345, la madre de ambos, Juana II, había negociado con Leonor de Cominges, madre y tutora de Gastón Febo. Ambas habían perdido a sus respectivos esposos en 1343, en el sitio de Algeciras (1342-1344).
Las negociaciones, que duraron cuatro años, contó con el beneplácito dado en 1346 por Felipe VI de Francia como tutor de los hijos menores de Felipe de Evreux y Juana. La boda tenía también un interés político para el monarca francés que veía en ella una forma de «asociar a la corona al poderoso e independiente vizconde de Bearne» evitando un acercamiento de los Foix a los aragoneses, además de que la ubicación de las posesiones del conde, entre la Guyena inglesa y el reino de Francia, habían servido al hábil Febo para convertir tal inestabilidad inherente al territorio en una independencia de facto. En Bearne no se aplicaba tampoco ninguna legislación similar a la ley sálica, por lo que, en ausencia de un heredero, el condado iría a la hermana del Carlos.
Afirma el historiador Tucoo-Chala, y sigue la historiadora García Arancón, que «Carlos y Gastón estaban juntos en Ruan cuando el rey Juan II interrumpió el banquete e hizo apresar al rey de Navarra y ejecutar sin juicio a cuatro caballeros suyos.» Sin embargo, Meyer afirmaba que su detención debió ser posterior, cuando fue a interceder por su cuñado al rey de Francia tras haber solicitado al rey de Aragón que también intercediera por Carlos. Con todo, Juan II aprovechó el momento para reclamar al de Foix el homenaje de vasallaje que le debía por Bearne. Lo cierto es que el infante Luis de Navarra, durante las negociaciones realizadas para lograr la liberación de su hermano, en abril de 1356 en la corte de Orthez, «como interlocutores sólo se mencionan a los consejeros del vizconde, prueba de que éste estaba preso y no fue liberado hasta julio.»
El 18 de octubre de 1361 Carlos embarcó con rumbo a Navarra recalando en el puerto de Bayona. Antes de entrar en el reino se detuvo a visitar a su cuñado, el conde de Foix. Esta visita, que tuvo lugar en diciembre de 1361 en Salvatierra de Bearne. Gastón estaba sosteniendo una guerra con el conde de Armagnac, que contaba con el apoyo de Francia, y buscaba estrechar todavía más sus relaciones con Navarra. Las relaciones se fortalecieron aún más si cabe, cuando «a fines de 1362 Carlos actúa de nuevo como mediador y fue el padrino del hijo de Gastón e Inés, nacido a mediados de septiembre. No en vano eran muchos los bearneses al servicio del rey navarro, sin obviar que el captal de Buch, Juan de Grailly, era señor de un feudo situado cerca de Arcachón y era primo del conde de Foix. Así pues, la alianza entre Foix y Navarra constituía un buen medio para detener los ansias expansionistas de Francia, Inglaterra y Aragón.
Sin embargo, todo comenzó a cambiar bruscamente en seguida. Ese mismo año de 1362, tras la victoria bearnesa en la batalla de Launac (5 de diciembre de 1362), en los últimos días del año, Gastón repudió a su esposa que tuvo que abandonar Orthez precipitadamente. Su hijo, único heredero legítimo, sería educado lejos de su madre una vez que Inés regresa a Navarra. Ni siquiera la intervención de Leonor de Cominges, ni más tarde la del papa Urbano VI (1364), pudo evitar esta ruptura.  Gastón Febo argumentó el impago de la dote como razón para tal paso aunque probablemente hubo razones de índole más personal. No obstante, el conde también era conocido por el gran número de amantes que dieron a luz a dos hijos ilegítimos —Yvain y Gratien.
Esta actuación derivó en un continuo desencuentro suscitando, a la postre, la animadversión de los navarros, que, varios años más tarde, fueron acusados de intentar envenenar, según la versión de los cronistas oficiales franceses, a través del joven heredero Gastón, que habría sido descubierto, y denunciado, por su hermano bastardo Yvain. Durante una visita a la cárcel a Gastón el conde perdió el control y le propinó un golpe mortal, eliminando así a su único heredero directo (1380). No obstante Inés nunca recuperó el título de vizcondesa y, a la muerte de Gastón Febo (1391), será Yvain el que asuma la regencia del condado, hasta su muerte en 1393.

### Primer viaje de Juana de Valois a Navarra (1362)
Cuando Juana dejó Pacy-sur-Eure, el 15 de noviembre de 1362, acompañada de Mouton de Blainville, señor de Ruan y mariscal de Francia, y su cuñado Felipe, dejó a su hijo en Melun, bajo la tutela de su cuñada, la reina viuda Blanca. En el testamento que Carlos II había redactado en 1361 se transmitía incluso cierta desconfianza hacia su esposa cuando prefirió el rey navarro dejar a su hijo primogénito bajo la custodia de su hermana, la reina viuda Blanca.
Los tres fueron hasta Tours vía Chartres, y desde allí continuó Juana su viaje acompañada del tesorero y Jean de Crèvecoeur, mayordomo del rey, enviado por el rey desde Navarra para organizar este viaje. Atravesando Poitiers y Saintes llegaron a Burdeos donde les dieron la bienvenida los delegados reales el señor de Luxá y Rodrigo de Úriz. Junto con el equipaje, enviado por río de Mantes a Ruan y desde allí hasta Burdeos por mar, la comitiva llegó a San Juan de Pie de Puerto el 19 de diciembre. El servidor de la cámara real, Raúl de la Planche, supervisó la dirección de este convoy desde su salida el 1 de septiembre de 1362 hasta su llegada el 28 de octubre. 
Su primera estancia en Navarra se mantuvo en segundo plano tras Carlos II, sin mayor protagonismo político alguno, dedicada a la familia y alumbrando a dos nuevos hijos de Carlos: Felipe, (noviembre de 1363), que falleció prematuramente, y María (c. 1365). En este momento conoce a su cuñada Inés, hermana menor de Carlos II que, casada y repudiada por Gastón, conde de Foix (1364), se había trasladado a Pamplona; ella se convertiría en su más fiel compañera y confidente durante el resto de su vida.

### La guerra de los Dos Pedros. Primera fase (1362-1363)
Luis de Navarra, ejercía como lugarteniente de Carlos II de Navarra que estaba encarcelado en Francia. Frente a esta guerra, donde los intereses navarros no encontraban razón para intervenir, la postura del regente «había sido de resuelta neutralidad». La propia situación personal del rey navarro en prisión «no era el contexto más adecuado para tomar posición respecto al conflicto peninsular».
El monarca aragonés, temeroso de que estando en prisión de su homólogo navarro favoreciera una búsqueda de apoyo en Castilla, «solicitó el envío de 400 hombres de a caballo, invocando para ello viejos tratados, pero el infante se aferró a su neutralidad y prohibió que ninguno de sus hombres participara en las guerras de Castilla y Aragón sin expresa licencia suya.» Sin embargo, el aragonés mantuvo la tensión y como medida de presión ante la esperada ayuda navarra prometida, se tiene noticia de que, en noviembre de 1356, Francés de Perellós, almirante aragonés al servicio de Francia, se hizo temporalmente con uno de los castillos navarros en Normandía (Pont-Audemer). El infante Luis envió finalmente a Juan Pérez de Esparza al rey de Aragón atendiendo así la promesa y recuperando la plaza arrebatada.
Pero el hecho de que en 1357, al inicio de las negociaciones de paz entre castellanos y aragoneses, fuera elegida Tudela como lugar neutral evidenciaba su labor y esfuerzos por mantener cierta equidistancia entre las partes ahondando en concertar nuevas treguas con Castilla, por diez años, al mismo tiempo que con Aragón, minimizando los compromisos al máximo posible. En esta línea, cuando el 24 de abril de 1360, tras la primera batalla de Nájera, Enrique de Trastámara sea derrotado por el ejército de Pedro I, el subsiguiente tratado de Terrer (1361) «será garantizado por el reino de Navarra» aunque lejos de poner fin al conflicto, «adquiere dimensiones internacionales: la llegada de Enrique de Trastámara a Francia dará un nuevo impulso al conflicto.»

#### Alianza castellano-navarra
En la primavera de 1362 «esta situación cambió con la liberación y el inmediato regreso de Carlos II a Navarra.» En las decisiones de Carlos II todos sus asuntos se filtraban en función de sus aspiraciones al trono de Francia. Por ello encontró una oportunidad en «la antigua enemistad entre las monarquías castellana y francesa, cuya manifestación más reciente la encontramos en el desventurado matrimonio de Pedro I con Blanca de Borbón». Fue la ocasión para un acercamiento entre el rey castellano y el rey navarro que se cristalizó en Estella, el 22 de mayo de 1362 y en Soria, el 2 de junio de 1362, con la «alianza de mutua colaboración frente a terceros» firmada entre ambos, «en la que el rey de Navarra se comprometía a aportar 200 hombres a caballo y 500 a pie.» Esta alianza proporcionaba a Navarra «una medida de protección ante cualquier nueva agresión sufrida desde Francia» y, al mismo tiempo, el rey de Castilla ganaba «un aliado muy útil en el caso de que se retomase la guerra con Aragón.»
Pero realmente, como afirman actualmente «la mayoría de los historiadores» cabe interpretar esta «entrada de Navarra en la guerra de los Dos Pedros como fruto de una hábil estrategia de Pedro I, quien poco menos que habría tendido una trampa a Carlos II.» En esta línea y como mejor ejemplo está la afirmación del historiador Luis Vicente Díaz Martín: “El sorprendido rey navarro no tenía escapatoria. Pedro I había ido acumulando fuerzas en la frontera con la disculpa de la defensa y su negativa podía volver en su contra todo el potencial castellano o cuando menos convertirle en un peligrosísimo enemigo. Navarra no estaba preparada para la lucha, a pesar de lo cual no tuvo más remedio que declarar la guerra al aragonés”.

#### Intervención de Navarra en la guerra
Efectivamente en cuestión de semanas reclama el monarca castellano la intervención del navarro y «el rey de Navarra se vio arrastrado contra su voluntad a la guerra que su coyuntural aliado reinició contra Pedro IV de Aragón.» El monarca navarro justificó su intervención con base en la falta de ayuda aragonesa cuando estuvo en prisión en Francia. Para cumplir con su parte, Carlos II montó una rápida acción que se limitó a plazas fuertes cercanas a la frontera navarra: Salvatierra de Esca, Escó y Ruesta. Tras ello se limitó a reforzar las nuevas plazas junto con la frontera con Aragón desde Burgui (Roncal) hasta Cortes y Monteagudo (Ribera de Navarra).
Pero Pedro I de Castilla estaba lejos de tal conformidad. Cuando en la primavera siguiente, de 1363, reanudó las operaciones, sus tropas bordearon por el norte el Moncayo y llegaron hasta la comarca de Tarazona, incluyendo Borja y Magallón en un movimiento que, al mismo tiempo, servía para aumentar la presión sobre su aliado al observar tan cerca de sus fronteras a todo el ejército castellano y buscaba la reunión de tropas de ambos reinos. Por ello, Luis de Navarra reunió el 6 de abril en Tudela toda la tropa desplegada el verano anterior y, para últimar los preparativos, solicitó préstamos a funcionarios reales de la ciudad y a dos docenas de particulares por un total de 600 florines. Aprovisionada la expedición, Luis de Navarra partió de Tudela el 22 de abril y se unió a Pedro I de Castilla.

#### Acuerdo secreto navarro-aragonés
Según partían las tropas del infante Luis de Navarra, su hermano Carlos II mantenía en Sos (7-8 de mayo) conversaciones secretas con Pedro IV de Aragón. El rey navarro buscaba liberarse del compromiso adquirido con el rey castellano y aligerar la carga económica y militar que le suponía reforzar la frontera con Aragón. Las gestiones dieron su fruto y las guarniciones de las fortalezas y castillos fronterizos recuperaron la ocupación habitual en tiempos de paz. Mientras que las tropas castellano-navarras, tras una maniobra amenazante sobre Zaragoza con la ocupación de La Almunia de Doña Godina y Cariñena que había inquietado seriamente al rey aragonés, reorientan su ofensiva hacia Teruel hasta asomarse al Mediterráneo en Sagunto (Murviedro). Tras asegurar la zona, el 21 de mayo se plantan delante de Valencia. Los asediados en Valencia, con el conde de Denia al frente, aguantaron ocho días de asedio. Sabedores que el rey aragonés acudía en su socorro «con todas las fuerzas disponibles» y que el ejército castellano había menguado en número al tener que guarnicionar las plazas tomadas, el conflicto entraba en una situación de equilibrio que hizo desistir a Pedro I de la toma de Valencia y optar por replegarse a Murviedro.
Por la iniciativa del abad de Fécamp, colaborador en el pasado de Guido de Boulogne, se entablaron los contactos previos a las negociaciones de paz. Los propios navarros, primeros interesados en tal acuerdo, ejercieron una «eficaz labor mediadora que pronto rindió sus frutos. El infante Luis no dudó en entregarse como rehén en poder del Ceremonioso para que los embajadores aragoneses pudieran pasar al campamento castellano.»

#### Tratado de Murviedro (1363)

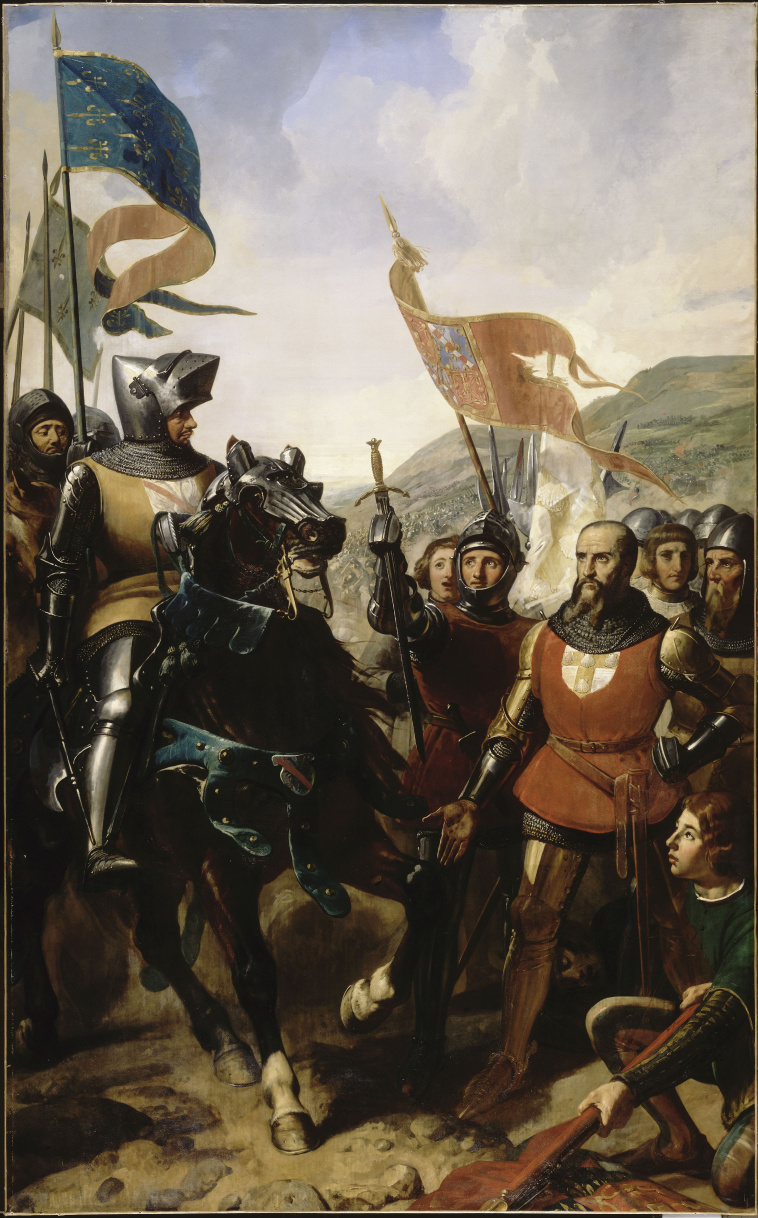
Juan de Grailly se rinde a Bertrán Du Guesclin - Batalla de Cocherel (mayo de 1364) de Charles-Phillippe Larivière (1839). Colección del Palacio de Versalles.

El Tratado de Murviedro o Paz de Murviedro o Paz de Morvedre fue firmada entre Pedro IV de Aragón y Pedro I de Castilla el 2 de julio de 1363 en la ciudad de Murviedro (o Morvedre, la actual Sagunto). En la paz se estableció un reparto de territorios y varios matrimonios: «Castilla ofreció como garantía las plazas de Murviedro y Almenara, cuya guarda se encomendó a Martín Enríquez de Lacarra, en nombre del rey de Navarra; Aragón dio Ademuz y Castelfabib, que guardaría el navarro Juan Ramírez de Arellano.»
Este tratado no había dejado contento a nadie en Aragón donde se experimentaron cambios políticos en breve espacio de tiempo: muerte del infante Fernando, ascenso de Francés de Perellós como consejero real. Simultáneamente se registró «una trepidante actividad» y el arbitraje de Carlos II había sido aceptado por lo que se presentaba la cita en Tudela de ambas partes como ocasión de confirmar la paz o de reanudar la guerra. Aunque el tratado suponía una derrota para Aragón, este reino se aprestaba a primeros de agosto para acudir a la mediación. Fue Castilla la que se negó a cumplirlo. Cuando el 4 de agosto acudieron a Tudela todas las partes, como se había acordado, Pedro I de Castilla se ausentó y «preparaba más tropas para proseguir el acoso de Aragón.»
El enfrentamiento continuaría con la ayuda de Pedro IV a los rebeldes castellanos de Enrique de Trastámara. El rey castellano no mantuvo lo pactado y emprendió el asedio de Valencia en 1364.
Por su parte Pedro IV de Aragón se atrajo a Carlos II de Navarra que resultaron en unas conversaciones secretas celebradas los días 25 y 26 de agosto en Uncastillo. Todo ello se tradujo en la firma de dos tratados tan generosos como irrealizables:
- Primer Tratado de Uncastillo, 25 de agosto de 1363. Principales acuerdos alcanzados:[256]
  - El rey de Navarra asumía el compromiso de hacer la guerra «contra el rey de Castilla y sus hijos, y Pedro IV contra el rey de Francia y los suyos.»
  - Se procuran el matrimonio de Juan, duque de Gerona y heredero de Aragón, con Juana, hermana del rey de Navarra, la cual llevaría la misma dote que se había dado a María, primera mujer del rey de Aragón. El hijo de este matrimonio heredaría el reino de Aragón aunque su padre hubiera fallecido antes que el rey.
  - Un matrimonio del infante Luis de Navarra en Aragón y tierras para que pudiera vivir dignamente.
  - El rey de Navarra recibía 30.000 florines en dos años para pagar al conde de Foix, Gastón Febo, la dote de su mujer, Inés de Navarra, hermana del rey Carlos.
  - El rey de Navarra recibiría también otros 200.000 florines además de otras cantidades a plazos.
  - El rey de Navarra recibiría 20.000 florines, una vez iniciada la guerra contra Castilla, para sus gentes de armas; además él mismo recibiría otros 2.000 florines al mes, a pagar desde el mes de septiembre siguiente, aun cuando no se hiciera guerra expresamente.
  - El rey de Aragón socorrería al rey de Navarra con 50.000 florines y otras ayudas que se especifican si se iniciara una nueva guerra entre Castilla y Navarra.
  - Respecto a las conquistas mutuas recientes, Navarra conservaría Salvatierra y El Real, mientras Aragón lo ganado en territorio navarro.
  - Terminada la guerra con Castilla se empezaría la guerra contra el rey de Francia, a la cual el rey de Aragón ayudaría aportando el sueldo de 1000 hombres en verano y 500 en invierno.
  - Se entregaban mutuamente diversas plazas en rehenes, que serían devueltas una vez terminadas las guerras de Castilla y de Francia.
- Segundo Tratado de Uncastillo, 26 de agosto de 1363. Principales puntos acordados «para repartirse entre ambos reyes el reino de Castilla si llegaban a conquistarlo.»[257]
  - Navarra recibiría «Burgos y toda Castilla la Vieja, Soria, Agreda y el señorío de Vizcaya con otras tierras que antiguamente habían sido del reino de Navarra.»
  - Aragón recibiría los reinos de Toledo y Murcia. Si el conde de Enrique de Trastámara se opusiera a ello, ambos reyes se unirían para obligarle.
  - El rey de Aragón también prometió que, si el rey de Castilla fuese muerto o apresado por el rey de Navarra y entregado a Aragón, «aquél recibiría en premio Jaca con todo el territorio de la Montaña y la Canal, más los castillos y villas de Sos, Uncastillo, Ejea y Tiermas,» junto con 200.000 florines de oro.
  - El rey de Navarra cedería al primogénito de Aragón las senescalías de Carcasona y Bellegarde si ganaba el reino de Francia.

Estos acuerdos trasladaban más un mensaje de preocupada inquietud de Pedro IV de Aragón ante la actitud del rey castellano que de realismo. Más cuando Aragón estaba apoyando a Enrique de Trastámara en sus aspiraciones al trono castellano y estaba alojado en Sos, cerca del lugar de estos acuerdos. Con todo, y para disimular estos acuerdos, Luis de Navarra se dejó aprisionar por el conde de Ribagorza y, con ello, daban a entender la ruptura de la paz entre Navarra y Aragón.

Enrique de Trastámara debió conocer, total o parcialmente, tales acuerdos ya que maniobró en septiembre anunciado su intención de volver a Francia con todas sus fuerzas (unos ochocientos jinetes). Pedro IV lo retuvo y mantuvo el 6 de octubre de 1363 una entrevista con él donde negociaron otros repartos y derechos. Incluso los reyes de Navarra y Aragón se comprometían a declarar la guerra a Pedro I y abonar, incluso, ciertas cantidades para sufragar las aspiraciones de Enrique de Trastámara. En definitiva, en poco tiempo, se habían vuelto las tornas y era Enrique «quien repartía mercedes a los que colaboraban en su empresa.» Estas maniobras no pasaron desapercibidas. Los Valois actuaron rápidamente y recuperaron la iniciativa. 

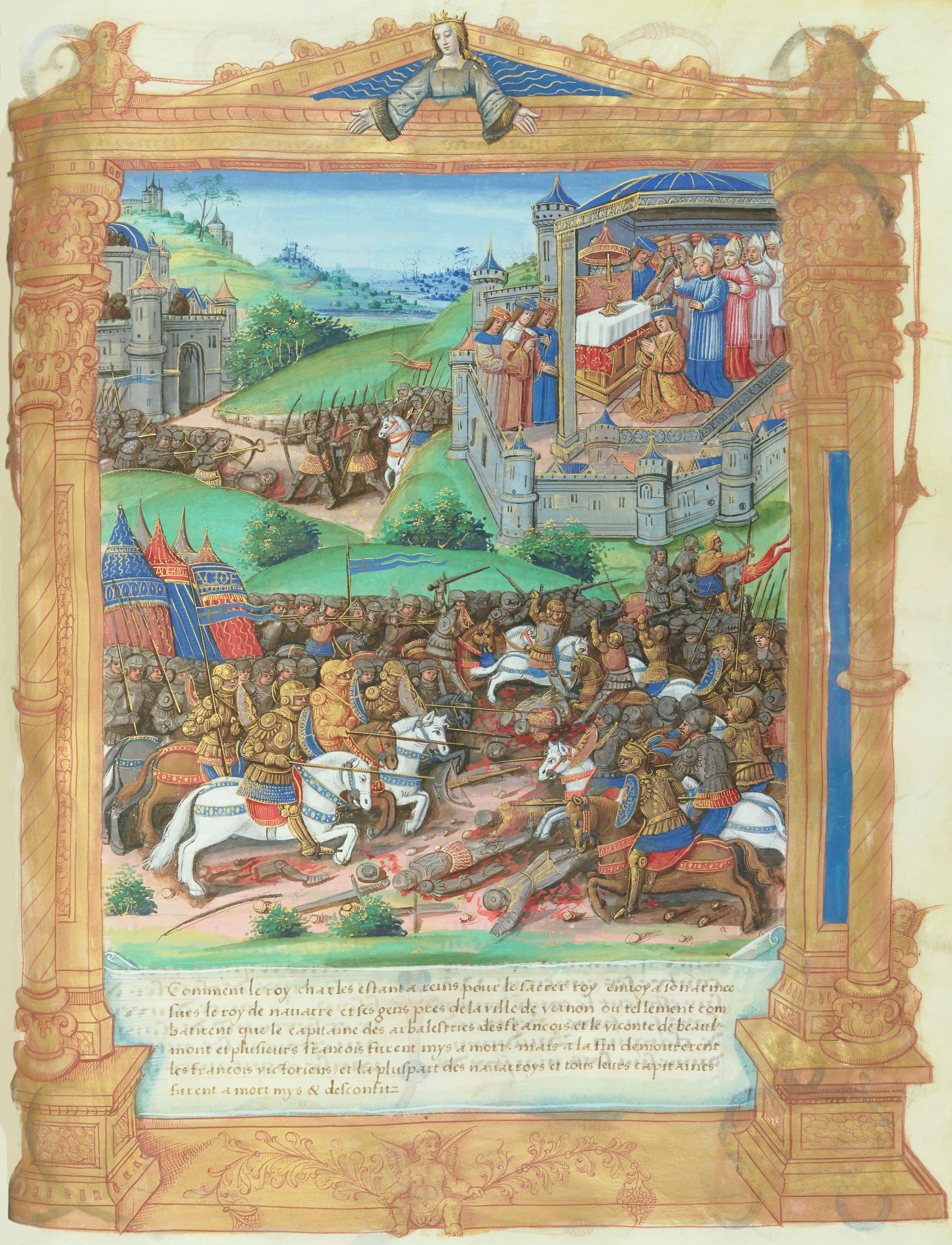
Batalla de Cocherel y coronación de Carlos V.

### Batalla de Cocherel (1364)
Antes de partir de Londres, Juan II ordenó al príncipe que decretara la incautación de las posesiones navarras en Normandía, encomendando a Bertrand du Guesclin la misión de hacer cumplir la sentencia. Mantes (7 de abril), Meulan (11 de abril) y otras muchas plazas ubicadas a orillas del Sena fueron sitiadas, saqueadas y masacradas. 
El 8 de abril de 1364 Juan II muere en Londres, accediendo al trono el delfín con el nombre de Carlos V de Francia. El 10 de abril llega a Cherburgo el captal del Buch, Juan de Grailly, con tropas navarras que rápidamente había reclutado Carlos II en Navarra y Gascuña para defender sus dominios normandos y, tras ello, recuperar el ducado de Borgoña que le había conculcado. Una vez alcanzaron Normandía, intentaron evitar la coronación de Carlos interceptándole camino de Reims.
Las tropas de los dos reyes se encontraron en Cocherel, en las inmediaciones del Eure, el 16 de mayo de 1364. El comandante de los navarros era Juan de Grailly, vencedor del rey Juan en Poitiers; no obstante, su adversario era otro brillante militar, Bertrand du Guesclin. Por cada bando combatieron entre 2.000 y 4.000 hombres, fundamentalmente peones (hombres de a pie). Teniendo los navarros ganada la ventaja de la altura donde se habían instalado las tropas, la maniobra Du Guesclin fingiendo una retirada tuvo éxito cuando un cuerpo inglés indisciplinado decidió perseguirle obligando al resto de anglo-navarros a descender del terreno en altura pudiendo con ello Du Guesclin luchar en su terreno. Gracias a una hábil maniobra de rodeo las tropas de Grailly cayeron derrotadas en unas pocas horas. 
La aplastante victoria, obtenida por las tropas reclutadas con los impuestos votados por los Estados Generales de 1363, puso término a la guerra, restableció la autoridad real entre la población, y demostró que el dinero procedente de las elevadas cargas fiscales impuestas al pueblo tenía un importante efecto en el campo de batalla. Sin más problemas, Carlos pudo ser coronado en la catedral de Reims el 19 de mayo de 1364. El nuevo monarca tomó entonces una decisión que marcó claramente su voluntad política: ordenó decapitar a todos los prisioneros capturados en Cocherel sin pedir rescate, evidenciando que cualquier súbdito que emprendiera una acción armada contra el rey sería considerado un traidor.
Establecido en Pamplona, Carlos II de Navarra recibió la noticia de la derrota el 24 de mayo. Los soldados navarros que huyeron del campo de batalla lograron reagruparse y se retiraron a Auvernia, donde tomaron numerosas poblaciones, para después marchar sobre Borgoña, conquistando La Charité-sur-Loire en un ataque por sorpresa. No obstante, Felipe el Atrevido, duque de Borgoña, consiguió, con las tropas que estaba reclutando para derrotar a los mercenarios de las Grandes Compañías, derrotar a los navarros y retomar La Charité-sur-Loire.
Aunque era evidente, con la derrota en Cocherel, que Carlos de Navarra había perdido su oportunidad de obtener el trono de Francia, aún conservaba numerosas e importantes plazas en Normandía —a excepción de Cocherel— empezando por la capital, Évreux. Carlos V presionó a Juana de Navarra para evitar que permitiera a su rival disponer de sus territorios y minar así la posición de Carlos II. En agosto de 1364 llega a Cherburgo las tropas que Luis de Navarra había logrado reunir en el reino y los navarros invirtieron la situación. Favorecidos con la derrota de Bertrand du Guesclin en la batalla de Auray (29 de septiembre) y aprovechando el tiempo que fue hecho prisionero, en el transcurso del otoño, recuperaron los dominios que habían perdido a manos de Bertrand du Guesclin.

## La diplomacia de la reina de Navarra Juana (1365-1366)
El estancamiento llevó a Carlos V a negociar un tratado de paz con Navarra para poder centrar su política exterior en la expulsión de los ingleses de Francia. Dado que Carlos V había entregado tales plazas a Du Guesclin, Carlos II renunciaba a Mantes, Meulan y Longueville y recibía a cambio el señorío Montpellier y recuperaba Evreux y Contentin. El rey de Francia trataba de alejar la cercana presencia del navarro a la Isla de Francia. En el tiempo que duraron las negociaciones los navarros trataron de obtener un tratado de alianza perpetua con los ingleses; no obstante, la volubilidad de Carlos II de Navarra de la que ya habían sido víctimas, hizo imposible el acuerdo.

### Tratado de Pamplona-Saint Denis (1365)
En mayo de 1365, con el Tratado de Pamplona-Saint-Denis, Carlos de Navarra renunció a sus pretensiones a la corona de Francia. También disponía este tratado que Carlos II rindiera homenaje al rey de Francia. Se había concedido un respiro hasta la Navidad de 1365. Carlos V amplió este plazo el 2 de octubre de 1365 hasta la Pascua del año siguiente. Carlos II tomó los asuntos de Navarra como excusa para posponer su viaje, y es probable que enviara a su esposa a Francia para, en particular, apacientar a Carlos V por intercesión de su hermana. En la crónica de Garci López de Roncesvalles se precisa, al hablar de este viaje, que su objetivo era negociar la paz con el rey de Francia, por lo que tenía un objetivo político que trascendía las preocupaciones del parto de la reina. Juana permaneció en París del 7 al 25 de enero de 1366 y el 13 de enero cenó en Saint-Pol en compañía de su hermano Carlos V de Francia donde permaneció dos días más. Sin embargo, no hay constancia documental sobre la ampliación del plazo concedido para el pago del tributo pendiente, y durante los cuatro años siguientes el asunto quedó silenciado. Además, Carlos V amplió el envío de los fiscales que se reunirían con los de su cuñado en Aviñón para discutir con el Papa la suerte del ducado de Borgoña reclamado por ambas partes, en Saint-Jean-Baptiste de 1366, y Carlos fue informado de ello el 17 de marzo de 1366, tras la estancia de su esposa en París.

### Tratado de Aviñón (1365)
En marzo de ese mismo año, en virtud del tratado de Aviñón, el rey navarro cederá al monarca de Francia sus posesiones en la zona meridional del valle del Sena, en Normandía —Mantes, Meulan y Longueville—, vitales por dominar el camino a la capital. A cambio Carlos V entregó a su primo el señorío y ciudad de Montpellier. La liberalidad del rey pronto se tornó en un regalo envenenado, pues los habitantes de Montpellier eran reticentes a estar sometidos al rey de Navarra.
El poder de Carlos II en Francia decaía al mismo tiempo que aumentaba la tensión con Aragón, aliado de los Valois. Ambas circunstancias motivaron que Juana de Valois fuera enviada por Carlos II, a realizar tan largo viaje a Francia a finales de 1365. Acompañada de su cuñada Inés, según narra el cronista Garci López de Roncesvalles, y con la tarea de mediar ante su hermano Carlos V «por abrir manera de paz». Para entonces su hermano Carlos ya había sido coronado como rey, mientras que Juana, en estado de gestación (el infante Pedro, tercero de los hijos), comenzó los preparativos a principios de noviembre y salió de Pamplona el día 22 de noviembre para llegar a Évreux un mes después, el 23 de diciembre. Realizó una breve estancia aquí (23-31 de diciembre de 1365) y se rodeó de las damas de Sacquenville y Peray, del consejo y de los burgueses del condado de Évreux para pasar la Navidad. Aquí se reencontró con el infante Carlos y tres meses más tarde daría a luz a Pedro.
El 7 de enero de 1366 partió hacia París con la tarea de reunirse con su hermano (13-15 de enero de 1366) tratando, sin éxito, aliviar a su marido de alguna de las duras condiciones que meses atrás, en el Tratado de Aviñón, Carlos V le había impuesto. En París permaneció hasta el 25 siguiente. En febrero regresó a Évreux, donde estuvo unos meses hasta el nacimiento del cuarto hijo, Pedro (5 de abril de 1366), y donde permaneció hasta el 2 de junio de 1366, que reemprendió el regreso a Navarra junto a Inés y los infantes. Pasando por Pont-Audemer, Lisieux, Caen, Bayeux y Saint-Lô, llegó a Gavray el 10 de junio donde permaneció hasta el día 13, y el 16 estaba en Avranches. Llegó al Mont-Saint-Michel el día 17 y abandonó el principado pasando por Bretaña para viajar por tierra hasta Navarra, pasando por Burdeos. Juana de Valois mantuvo una entrevista, junto a Juan de Grailly, Captal de Buch y lugarteniente de Carlos II en Francia, con el futuro Ricardo II de Inglaterra, entonces príncipe de Gales en Burdeos (2-3 de julio de 1366) buscando propiciar un acuerdo anglo-navarro como consecuencia de la victoria provisional de Enrique II de Trastámara en Castilla. Estas conversaciones las retomaría Carlos II en persona posteriormente tras recibir a Juana en el reino (11 de julio de 1366), en Saint-Jean-Pied-de-Port. Desde allí Juana continuó hasta Pamplona mientras Carlos se dirigía hacia Guyena.

### Señorío de Montpellier
En 1365, Carlos V concedió al rey de Navarra Carlos II la ciudad de Montpellier, a cambio de las villas de Mantes, Meulan y el condado de Longueville que le habían sido confiscadas y se habían declarado pertenecientes a la herencia perpetua al rey de Francia. Juan de Greilly, captal de Buch y lugarteniente de Navarra, se apresura a tomar, en nombre de su soberano, posesión de Montpellier en febrero de 1366 pero al mes siguiente nuevamente le fue arrebatada al rey de Navarra. Carlos V «pretendía reducir la concesión tan sólo a la "parte nueva" de la ciudad, es decir, a la que había sido adquirida por Felipe VI» quedando la "parte antigua" bajo su control directo aunque el rey navarro reclamaba directamente las dos partes. Estas dilaciones entre ambos reyes, al compás de la coyuntura llevará a que hasta 1372 Montpellier no sea considerada patrimonio real de Carlos II.

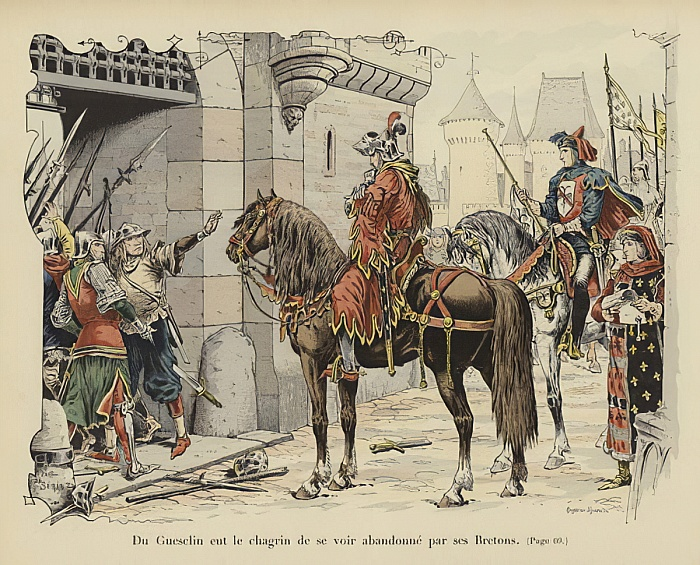
Bertrand du Guesclin abandonado por sus bretones.

## Las grandes compañías en la península ibérica (1365-1367)
Desde la firma de los tratados de Bretigny y de Calais, estos grupos armados deambulando por Francia, al servicio del mejor postor, sembraban el terror y la desolación a su paso («gastaban y destruían todo por donde pasaban»). Estaban formadas por gentes de armas procedentes de diferentes lugares (bretones, gascones, franceses, ingleses, navarros, alemanes, etc). Por Borgoña, por los valles del Ródano y por el Languedoc ya habían dejado notar su tenebrosa presencia. En 1362 incluso derrotaron al ejército del rey de Francia en Brignais. Se buscó de expulsarlos hacia Italia, se les excomulgó, pero siempre sin éxito. También en 1362 se trató de ponerlas al servicio del pretendiente castellano, Enrique de Trastámara, sin lograrlo. Por contra, en 1365, tras la paz de Murviedro, la situación en Aragón, ampliamente ocupada por las tropas de Pedro I de Castilla, supuso un giro y una oportunidad para buscar una "salida" a estos contingentes armados. El rey aragonés, Pedro IV emprendió acciones buscando atraerlas hacia su reino y ponerlas a su servicio.
Siendo esencialmente una cuestión de dinero, se promovieron en Aragón las Cortes de Barcelona (1365) con el objetivo de proporcionar una ayuda a Pedro IV. Siendo una cantidad insuficiente, se buscaron apoyos en el rey de Francia y ante el papa Urbano V. Entre ambos lograron completar esa cantidad económica necesaria para contratar a las Grandes Compañías y ponerlas al servicio de Enrique de Trastámara, pretendiente al trono de Castilla. Al frente de estas tropas profesionales se puso a Bertrand du Guesclin y a Hugo Calveley además de Juan de Borbón, conde de la Marca, y el mariscal Arnoldo de Audrehem junto a otros capitanes. El rey castellano Pedro I, viendo el cariz que tomaban las cosas con la presencia de estas tropas tan aguerridas, trató de impedir que los súbditos ingleses se incorporaran a ellas aunque sin éxito, al llegar tarde, ya que a finales de diciembre habían cruzado los Pirineos y se concentraban en Barcelona.

### Navarra en estado de alerta
Esta situación puso en alerta al reino de Navarra. Carlos II, tras la experiencia anterior, pretendía mantenerse al margen del conflicto que iba adquiriendo un carácter más europeo por la tregua que se vivía en la guerra de los Cien Años y por la ocasión que la guerra de los Dos Pedros suponía de prolongación de ese conflicto sin quebrar la tregua firmada. La situación geoestratégica, en esta ocasión de los dominios peninsulares, del reino de Navarra obligaba a su monarca a entrar en un juego de ofrecimiento a todas las partes, rehuyendo el compromiso real. Una vez más, «esa oscilación casi crónica que caracterizó toda su política exterior.»

### Negociaciones con Aragón
Carlos II envió ya en noviembre a Juan Ramírez de Arellano a Aragón para ponerse, junto con el arzobispo de Zaragoza, para que se entrevistaran con Enrique de Trastámara y con los reyes de Aragón. Pero no descuidó la atención a las defensas del reino: hacia el 9 de noviembre se empiezan a cursar órdenes de reparación inmediata, cuanto fuera preciso y posible, de todas las fortalezas, especialmente en las fronteras; de mover los ganados, que fueran retirados hacia el interior, especialmente los asentados en las Bardenas Reales; y movilizó a ricoshombres, caballeros, escuderos y mesnaderos para que estuvieran preparados para entrar en acción.
Pedro IV de Aragón, inició las negociaciones con Navarra de buen grado aunque sin renunciar a las grandes compañías ni al acuerdo secreto con Francia contra Navarra buscando lograr una neutralidad lo suficientemente vaga para despreocuparse de Navarra y realizar la invasión de Castilla. Por medio del escudero de Du Guesclin, Renaud de Bintin, notifica a Carlos II la llegada de las Grandes Compañías a Aragón para ponerse en marcha hacia Castilla. De esta forma apremia sobre la conveniencia de alcanzar un acuerdo. Con la presencia de Juan Ramírez de Arellano en Barcelona, le entrega el convenio firmado y jurado en Barcelona por los reyes de Aragón, el 11 de diciembre de 1365, veinte días antes de la llegada de las Compañías. 
El texto original de este tratado fue entregado el mismo día a Juan Ramírez de Arellano para que lo llevara a Navarra sin demora. En dicha propuesta se recoge que ninguna de las dos partes podrá, una vez iniciada la guerra, firmar tratados de paz con Castilla sin el consentimiento de la otra; se estipula la remuneración por la ayuda de los navarros, que consistirá en 30.000 florines que Pedro IV de Aragón le pagará en dos anualidades iguales. Pedro IV daría al primogénito de Navarra mil florines de acostamiento al mes así como dinero para pagar el mantenimiento de 600 jinetes (15 florines al mes para cada uno) mientras durase la guerra con Castilla. Se añade un cláusula final:

Empero per colorar lo rey de Nauarra de la pau en que es ab lo Rey de Castella que aquesta obligaciô del dit Rey de Nauarra sia secreta e quels encartaments estiguen en poder del archabisbe de Saragosa fins quel Rey de Nauarra sia palesament en la guerra o que ell o ses gents fossen lo contrari.
Pero para disimular la paz que el rey de Navarra acordada con el de Castilla esta obligación del mencionado Rey de Navarra será secreta y que los documentos estén en poder del arzobispo de Zaragoza hasta que el Rey de Navarra esté públicamente en guerra o que él o sus gentes hiciesen lo contrario.

Finalmente, para garantizar el cumplimiento de lo estipulado, se proponen intercambiar una serie de plazas fuertes fronterizas (Aragón cedería Uncastillo, Sos, Castiliscar, Sádaba y Candalayub, y Navarra cedería Gallipienzo, Burgui, Santacara, Arguedas y Murillo el Fruto). Aún Carlos II realizó matizaciones a lo estipulado a lo que Pedro IV le respondió el 8 de enero comprometiéndose, en una clara maniobra dilatoria, a enviarle una respuesta definitiva. Con esta maniobra el rey aragonés buscaba mantener inactivo durante algunas semanas al navarro, el tiempo necesario para estorbar en la invasión de Castilla.
Pedro IV de Aragón se reunía el 1 de enero de 1366 con los capitanes de las grandes compañías para ponerse en camino hacia Castilla a la mayor brevedad. Se estima que se había reunido un ejército de unos 12 000 unidades veteranas como hacía mucho tiempo no se había visto en la península ibérica. El conde de Trastámara y Denia, Enrique, mantenía sus recelos hacia el rey de Aragón cuya principal preocupación era recuperar el terreno perdido frente a Pedro I de Castilla en detrimento de hacer la guerra en el interior del reino castellano. Las gentes de armas aragonesas no querían mezclarse con los extranjeros, por lo que formaron un cuerpo especial. El mismo rey de Aragón recelaba del liderazgo de Du Guesclin que, por su cercanía al rey de Francia, pudiera actuar más en beneficio de su aliado francés que en el interés aragonés. Por ello mostraba significadas atenciones a la expedición inglesa, especialmente a Hugo Calveley, que al mismo tiempo pudiera ayudarle en un acercamiento con el rey Eduardo III de Inglaterra. Con todo, en conjunto, las mismas compañías eran una fuerte carga económica para un tesoro maltrecho, por lo que sería importante librarse cuanto antes de tal carga. Además estas tropas se mostraban altamente indolentes, difíciles de controlar, dejando tras de sí mucha desolación y ruina. Pedro IV no había descuidado su deber hacia el reino y había puesto en estado de alerta a las ciudades y fortalezas «como si se tratara de una invasión enemiga». Tras los sucesos del saqueo de Barbastro, en previsión de futuras situaciones similares, se habían trazado minuciosamente las rutas y etapas a seguir pero sin poder impedir con ello los desmanes.

### Saqueo de Barbastro (1366)
El 2 de febrero de 1366 las grandes compañías asedian, asaltan y saquean la ciudad de Barbastro. La torre de la iglesia fue incendiada y las 200 personas que había buscado refugio en ella perecieron. El archivo municipal que a raíz de los hechos arroja la primera noticia de su existencia, se perdió por completo. Este hecho no fue un caso aislado ya que Pedro IV, a finales desde diciembre de 1365, había avisado a las autoridades de Lérida, de Barbastro y de Zaragoza sobre el comportamiento de las compañías en los obispados de Barcelona y Vic donde ya había ocasionado importantes destrozos. Barbastro debió quedar prácticamente despoblada. Barbastro tenía, además, una de las juderías más importantes de Aragón que, obviamente desapareció. Puesto que en Francia el siglo anterior se habían expulsado a los judíos, la situación hacía más delicada el contacto de este grupo social y económico tan importante con las gentes ultrapirenaicas.

### Estragos en Navarra (1366)
Alertados por lo sucedido en Aragón, en Navarra especialmente se adoptaron medidas de protección a los judíos. El 21 de febrero el rey se dirigía al baile de los judíos de Pamplona para asegurar a los judíos de los alrededores un refugio en la ciudad:

Por l'odio et mala voluntat et obras malas que las grandes gentes que passan en Espaynna trayen por especial a los Judios, queriendo goardar de periglo et daynno a los dichos nuestros Judios de Pomplona, vos mandamos que en caso do tal nescessidat venies et los dichos Judios quisiessen a la villa de Pomplona entrar por salvar et defender lures perssonas et biens, los y 
dexedes entrar, et requirades de nuestra part a los alcaldes, jurados de la dicha villa que los recuylgan et dexen entrar en el dicho logar cada que nescessidat sera. Et por las présentes mandamos a los dichos alcaldes, jurados et universidat de la dicha villa de Pomplona que cada que tal nescessidat sera et el dicho baille o Judios requeriran de entrar a la dicha villa, los dexen entrar con sus biens et los recuylgan ailli amorablement, en manera que periglo ni dayno en las perssonas et biens non se les pueda seguecer.
Carlos II de Navarra, en Olite, 21 de febrero de 1366

Ya el 5 de diciembre de 1365, estando en Pamplona, Carlos II tomaba bajo su especial protección a los judíos de su reino:

Fazemos saber que nos por ciertas cauzas et razones quia esto nos mueven, de nuestra gracia spécial, avemos reçebido et por ténor de las présentes reçebimos en nuestra spécial salvagoarda et protection a todos los Judiosct Juclias de nuestro regno con todos lures o bienes et cosas.

Et vedamos et defendemos que ninguno ningunnos (sic) so penade los cuerpos et de quanto han non fagan mal, dayno, injuria, violencia ni villania ninguna a los dichos Judios et Judias ni a ninguno d'eillos.

Et vos mandamos et a cada uno de vos que los goardedes et defendades de toda fuerça, injuria et villania, et de toda cosa non dévida, sopiendo por cierto que quoalquiere o quoalesquicre qui en contrario fiziessen a los dichos Judios ni a ninguno d'eillos en perssonas nin bienes pesar nos hia de coraçon.
Et en caso do en villa o en poblado séria fecho el malefiçio, mandamos que los d'aqueil sean tenidos de tomar et render a nuestros oficiales el malfechor o parar se a la pena que eill devria sofrecer.

Et si fuere depoblado, el logar do mas cerca acaescra el malefiçio seran tenidos seguecer el malfechor et render aqueill, como dicho es, o parar se a la pena.

Et a los dichos malfechores bien desde agora para entonz los reputedes por taies como aquellos qui embargan el provecho de su seynor et de su rey et crebantan et roban el su thesoro.

Et mandamos que cada uno de vos que requerido seredes fagades pregonar publieament esta nuestra salvagoarda por las villas et mercados do requerfdos seredes afin que ningunos ignorancia allegar non puedan.
Carlos II de Navarra, en Pamplona, 5 de diciembre de 1365

La situación era delicada por el trasiego continuo de gentes que seguían llegando desde el continente llevando a tomar como medida de precaución el cierre de las fronteras del reino, dando órdenes explícitas el 28 de enero de 1366 a los castellanos de San Juan de Pie de Puerto y de Valcarlos al efecto, «non conssintades venyr enta estas partes ningunas gentes estranias, en romeria ni otrament, si no que sean hombres conoscidos et sin sospecha», o en la frontera con Aragón, envía a Martín Martínez de Úriz que vaya personalmente a Sangüesa y a Cáseda, para que «fagades bien goardar la dicha villa, fiziendo poner de día gentes en los portales armados qui goarden que ninguna manera de gentes estranias non entren a la vila de suso, sino que sean mercaderes et gentes sin sospecha»
Conforme se iban acercando las compañías, se multiplicaban las medidas estableciendo puntos de refugio para los vecinos de lugares sin fortificar, se abastecían las tropas mediante el requisado de vacas, e, incluso, «se prohibía que nadie se ausentara del reino y se repetían las órdenes de movilización.» El 18 de febrero es nombrado Martín Enríquez de Lacarra capitán de la Ribera y todavía el rey aragonés Pedro IV (27 de febrero) «todavía insistía en hacer alianza con Carlos II contra el rey de Castilla, y dio poderes para ello a su primo el conde de Denia.» La velocidad de los acontecimientos hacía estéril la acción de la diplomacia.

A principios de marzo se inicia la ofensiva aragonesa contra Pedro I y las tropas de Hugo de Calveley ocupan Magallón, Borja y Tarazona. Unos días más tarde, se guarda la carta redactada en Tudela, el 8 de marzo de 1366, donde se deja constancia del paso de Du Guesclin por Tudela «y después de saber que el rey no estaba en Tudela fue a alojarse a Cascante, aunque antes habían tomado otros por la fuerza: Cascante, Ablitas, Murchante, Monteagudo y todos los otros lugares del monasterio de la Oliva, salvo Corella, los cuales quedaban desgastados y destruidos a perpetuo.» Poco más de una semana después, en Calahorra, Enrique de Trastámara se proclama rey de Castilla. Pese a todo, y gracias al apoyo de Inglaterra, el conflicto castellano estaba aún lejos de su final y, con ello, el reino de Navarra, una vez más, «en el centro mismo del conflicto.»

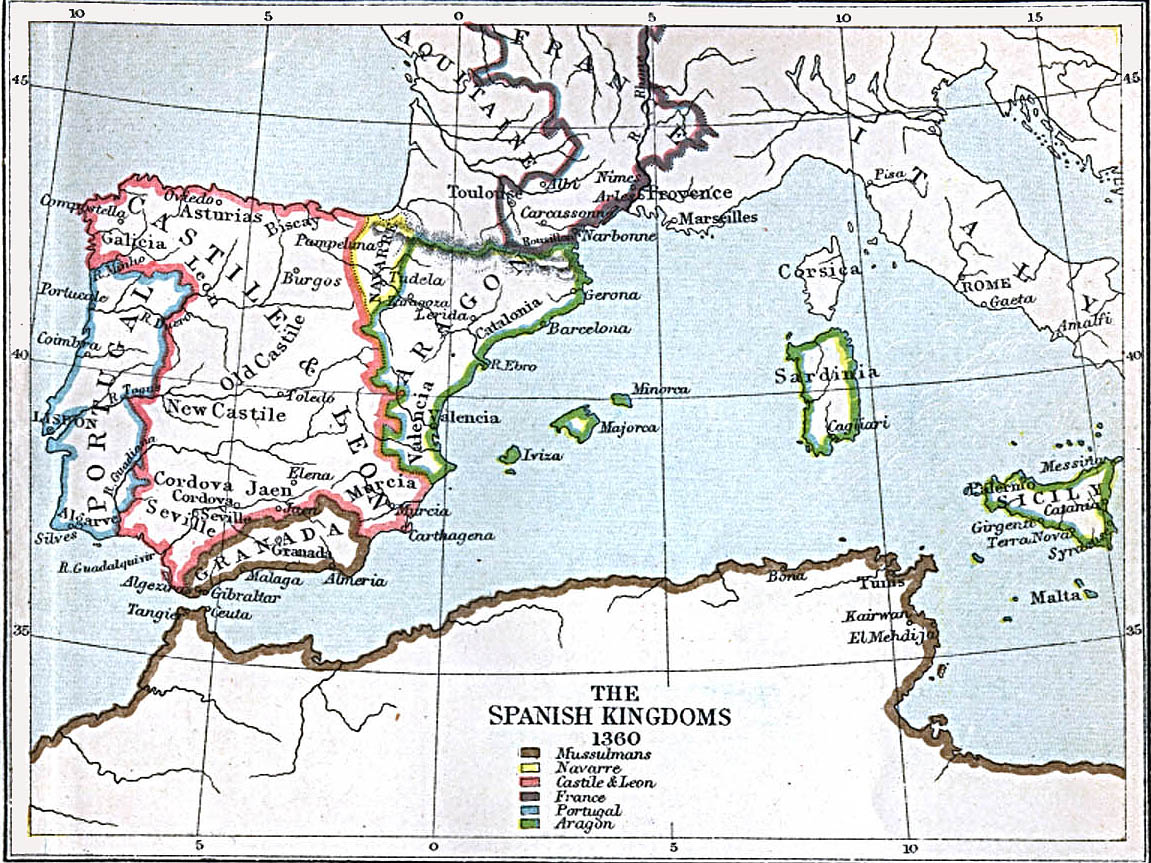
La península ibérica hacia 1360.

## La Guerra de los Dos Pedros. Segunda fase (1366-1367)
En Francia, Carlos V durante el periodo de paz iniciado merced al cese de hostilidades que estipulaba el tratado de Brétigny —donde cualquier acción armada por parte de las tropas de Eduardo III anularía las cesiones territoriales que incluía el acuerdo— y gracias a la victoria en Cocherel —que acabó con las aspiraciones de Carlos II de Navarra— había aprovechado para liquidar el problema de las compañías y reactivar la economía. Para derrotar a los mercenarios rebeldes, y apoyándose en la creación de un nuevo impuesto, creó un ejército permanente que, encabezado por sus hermanos, iría reconquistando uno a uno todos los territorios que habían tomado los pretendientes al trono. La delicada situación de las compañías hizo más sencillo persuadirles para que participaran en una cruzada en España, costeada por el papa que, de esta forma, estaba encantado de librarse de los mercenarios que ocupaban el valle del Ródano y extorsionaban a la ciudad de Aviñón.
No obstante, como ya se ha explicado anteriormente, el verdadero propósito de la expedición era muy distinto: Pedro IV de Aragón y Carlos V de Francia emplearían a los mercenarios para deshacerse de Pedro I, rey de Castilla, aliado con Eduardo III, que suponía una amenaza considerable para Aragón y pondría en peligro la reconquista de Guyena por parte de Francia. Bertrand du Guesclin sería el encargado de poner a Enrique de Trastámara (Enrique II), leal aliado de los Valois, en el trono de Castilla. Carlos II de Navarra decidió permitir a las tropas de du Guesclin transitar libremente por su territorio, e incluso les dio dinero para que marcharan más rápido. Los mercenarios que quedaron en Francia estaban muy debilitados y resultaron una presa sencilla para las tropas reales. En Hommet (Cotentin) el capitán du Bessin rechazó cualquier acuerdo de paz con la guarnición navarra y ordenó matar a todos cuando se rindieran.
Pedro I de Castilla negoció el tratado de Libourne (1366) con el Príncipe Negro, en virtud del cual este se comprometía a prestar su apoyo al monarca castellano si costeaba la campaña; asimismo, intentó atraer a su bando a Navarra, que dominaba el territorio que debían atravesar las tropas de Eduardo de Woodstock para pasar a España. Para este último tener malas relaciones con los castellanos haría pesar una enorme amenaza sobre su reino por ello negoció una sólida alianza con Enrique II de Castilla en cuanto este asumió el poder. Pedro le restituyó Sauveterre y Saint-Jean-Pied-de-Port, le cedió las provincias vascas de Guipúzcoa y Álava, y le prometió una suma de 20 000 florines. No obstante Navarra concluyó también un acuerdo con Enrique de Trastámara que le prometió una suma de 60 000 y la ciudad de Logroño a cambio de la promesa de bloquear los pasos pirenaicos a las tropas del príncipe de Gales. No obstante, el Príncipe de Gales, consciente del cambio del navarro, ordena a Calveley atacar Navarra por el sur. Carlos II de Navarra reaccionó rápidamente e hizo saber al príncipe que el acuerdo con Enrique no era más que un ardid y que no cerraría los pasos. Los soldados de Eduardo cruzaron Roncesvalles en febrero de 1367. Para no violar abiertamente el acuerdo que había concluido con Enrique de Trastámara ordenó a Olivier de Mauny que le tendiera una emboscada y le retuviera hasta que se resolviera todo el asunto. El 3 de abril de 1367 el príncipe de Gales infligió una severa derrota a las tropas franco-castellanas en la Batalla de Nájera, lo que permitió a Pedro acceder de nuevo al trono. No obstante, el monarca castellano, que había prometido recompensar a las tropas reclutadas por Eduardo, era incapaz de cumplir el trato, por lo que este último encabezó a sus soldados hacia la arruinada Aquitania y las disolvió. Tras la batalla fueron varios notables hechos prisioneros, incluido el mismo Du Guesclín. Enrique de Trastámara había logrado huir gracias a Pedro de Luna, futuro Benedicto XIII, llegando hasta Orthez y Toulouse donde daría comienzo a su recuperación y vuelta.

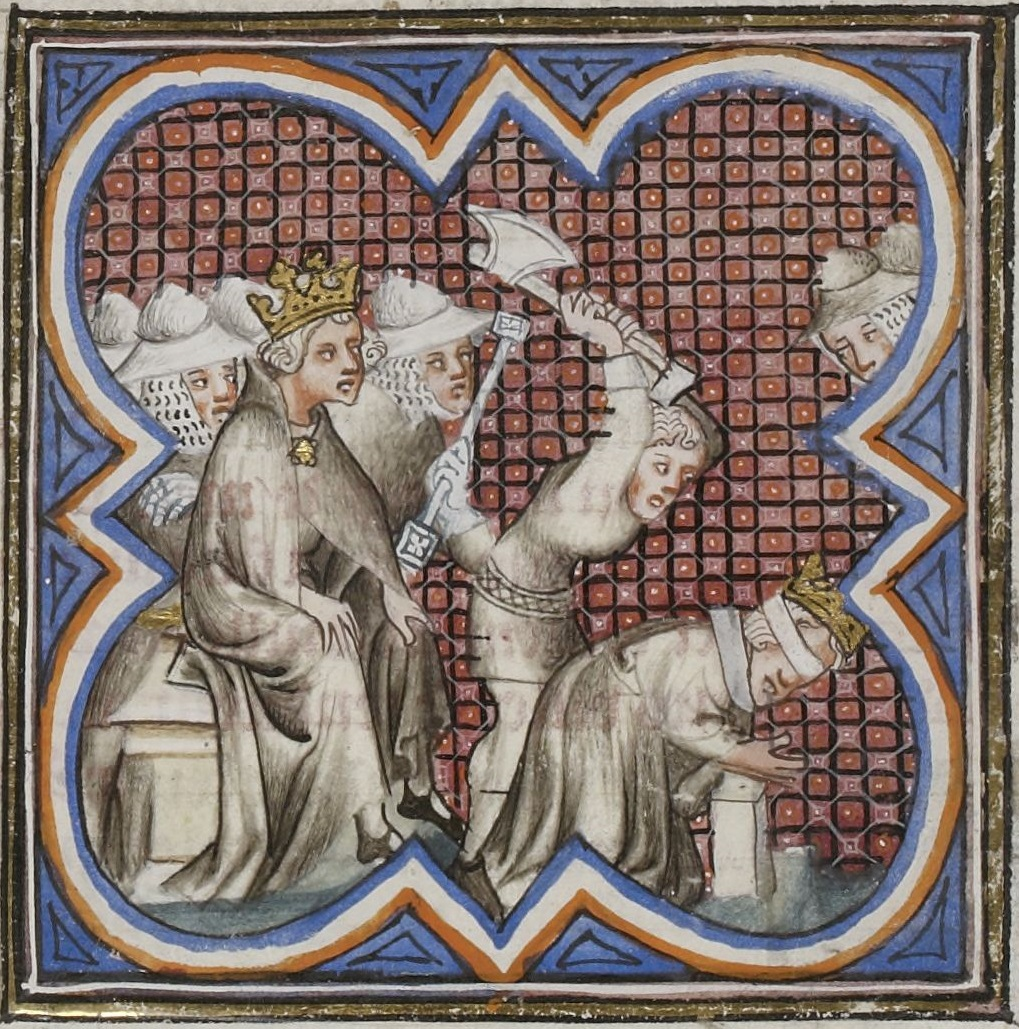
Decapitación de Pedro «el Cruel» (manuscrito del).

Enrique aprovechó la situación para reclutar soldados más allá de los Pirineos. Además, Carlos V cumplió el tratado de Aigues-Mortes y puso de nuevo a su disposición a los mercenarios de las compañías y al comandante du Guesclin. Las tropas de Enrique de Trastámara conquistaron rápidamente los reinos de Castilla y de León y, en el mes de abril de 1368, pusieron sitio a Toledo. El asedio duró nueve meses, durante los cuales Enrique y Carlos V rubricaron el tratado de Toledo, en virtud del cual ambos se comprometían a mantener una paz estable una vez que el primero hubiera accedido al trono castellano. Pedro trató de rescatar la ciudad con una tropa compuesta de moros y judíos. Los dos hermanastros combatieron en Campo de Montiel (Castilla-La Mancha), donde Enrique Batalla de Montiel derrotó de manera aplastante a Pedro (13 de marzo de 1369). Tras la batalla Pedro y unos pocos hombres leales huyeron al Castillo de la Estrella.
Desesperado, Pedro intentó ganarse para su causa a Beltrán du Guesclin, que, aparentando estar interesado por la propuesta, en realidad advirtió a Enrique. El militar llevó al monarca castellano a una tienda en la que se encontró cara a cara con su hermanastro. Puestos en presencia uno del otro ambos hombres trabaron un combate cuerpo a cuerpo. Aquí, sin mayor fundamento que lo apoye, la leyenda dice que intervino el militar bretón cuando parecía que Pedro iba a imponerse haciendo posible la victoria de Enrique y la muerte de Pedro I. Habría pronunciado la famosa frase “Ni quito ni pongo rey, pero ayudo a mi señor”.
Con este deceso, Enrique se convirtió en el nuevo rey de Castilla con el nombre de Enrique II de Castilla; en consecuencia, la corona del reino pasó de manos de la Casa de Borgoña a la de Trastámara.

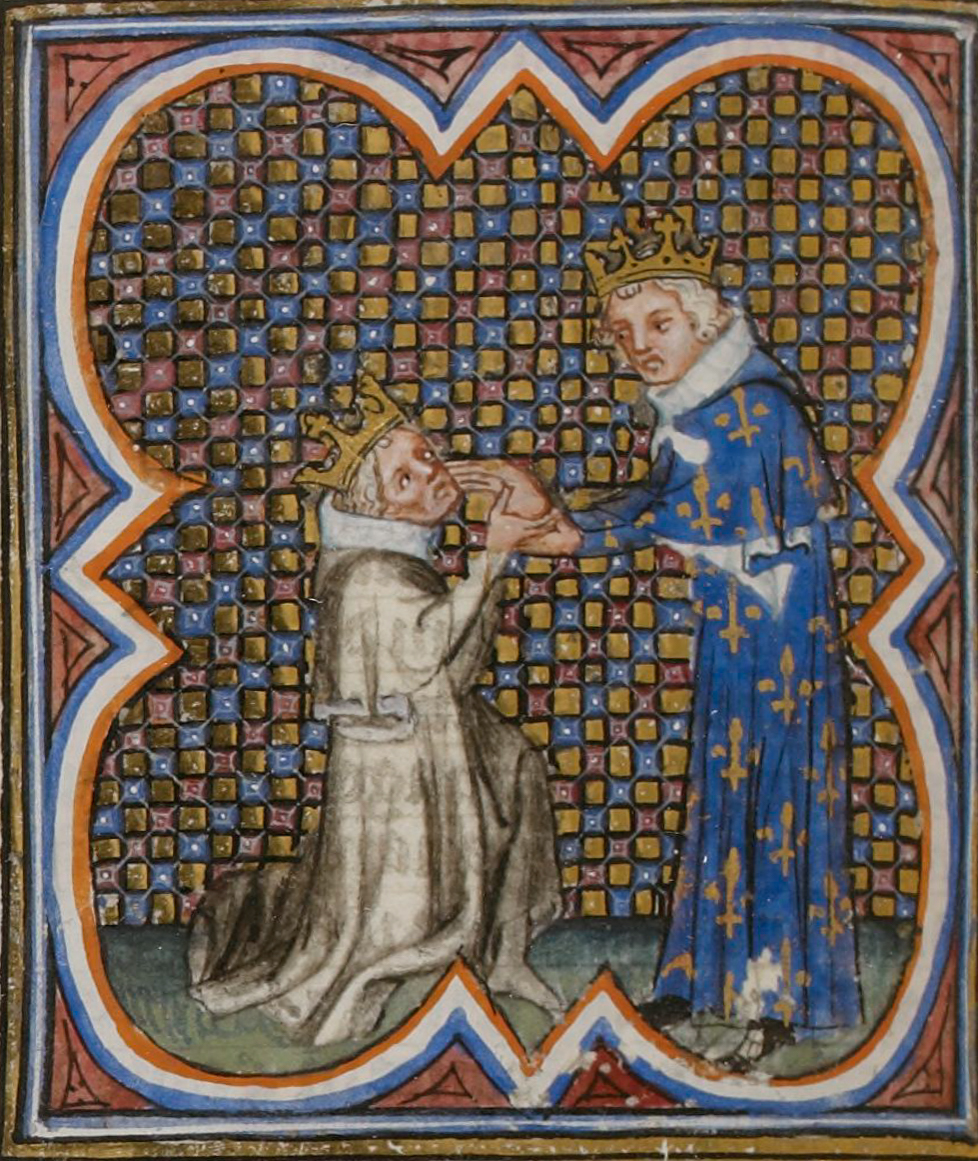
Carlos II de Navarra rinde homenaje a Carlos V, siguiendo lo estipulado en el tratado de Vernon.

El Príncipe de Gales, que vino arruinado de Castilla, tuvo que instituir nuevos impuestos en Aquitania, lo que sería muy mal recibido por los territorios que habían pasado recientemente a ser controlados por los ingleses y que habían experimentado el cruel saqueo de las compañías. Jean de Armagnac rechazó el tributo y apeló a la Corte de Justicia de París, que aceptó responder a su recurso (3 de diciembre de 1368), lo que constituía un acto de soberanía por parte de Carlos V sobre Guyena. De este modo se inició la reconquista de los territorios cedidos a los ingleses en el Tratado de Brétigny, que en gran medida respondió al rechazo de las ciudades aquitanas a los nuevos impuestos y a su adhesión a las promesas de Francia de cambiar la situación. Los ingleses no tenían medios económicos como para oponerse a una guerra de asedios y poco a poco tuvieron que retroceder en todos los frentes por el ímpetu de los ejércitos franceses, hábilmente cohesionados y dirigidos, y experimentados por la guerra contra las compañías.
Conscientes de que las tropas de Enrique II y Carlos V rodeaban el reino de Navarra y de que los soldados del príncipe de Gales habían tenido que retirarse y estaban muy debilitados Carlos de Navarra tomó la iniciativa y volvió a Francia para rubricar el tratado de Vernon, en virtud del cual aceptó las condiciones de 1365 y, el 25 de marzo de 1371, rodilla en tierra, rindió homenaje a su primo y soberano por todos los territorios que poseía en Francia, algo a lo que siempre se había negado, y le prometió «fe, lealtad y obediencia» Con este acto parecía que Carlos había renunciado a la corona de Francia, pero durante su estancia visitó Normandía, donde trató de negociar una tregua con las guarniciones gasconas que ocupaban sus plazas fuertes y saqueaban el país, comportándose como compañías. Los continuos abusos de estos mercenarios, contra los que Carlos de Navarra no podía hacer gran cosa, habían hecho que Carlos V apareciera ante el pueblo como el protector y soberano de Normandía.

## La reina Juana, regente en Navarra (1366-1373)
Tras su regreso a Navarra, la reina Juana se había mantenido, una vez más, en un segundo plano en lo referente a los asuntos de gobierno, mientras Carlos II hacía «frente a sus ambiguos compromisos diplomáticos y al paso de las Grandes Compañías por el reino». No obstante, Juana colaboraba puntualmente de misiones de más alto nivel, como la ocurrida cuando Carlos II, yendo de cacería, fue hecho “prisionero” por Olivier de Mauny que lo mantuvo varios días retenido en Borja (1-16 de marzo de 1367). 

### Carlos II prisionero en Borja (1367)
Carlos II, jugando a dos bandas, había establecido un acuerdo con el Príncipe de Gales y Pedro I de Castilla (tratado de Libourne) mediante el cual él mismo estaría al frente de las tropas navarras que se unían a las anglo-petristas dispuestas a enfrentarse con Enrique II. El monarca navarro no tenía claro que fuera Pedro I a permanecer en el trono castellano. Mientras las tropas anglo-petristas estaban en Pamplona conforme al acuerdo firmado, estuvo el rey navarro con Olivier de Mauny en Peralta (5 de marzo) y en Tudela (6-10 de marzo) preparando una salida de su compromiso personal. Las crónicas inglesas, desconociendo acuerdo alguno establecido con Bertrand du Guesclin y Olivier de Mauny, narraban la captura de Carlos II cuando «iba con 500 lanzas a tomarle un castillo.» La reina desde Olite hizo seguimiento de la apurada estratagema de su marido que «se apresuró en dar cuenta al Príncipe de Gales de la "traición" de que había sido víctima el rey, y Martín Enríquez de Lacarra fue encargado, en su lugar, de conducir al ejército aliado a través de Navarra y Guipúzcoa». En las cartas de homenaje que Du Guesclin y De Mauny firmaron en Borja el 4 de febrero de 1369 se alude a este acuerdo secreto:

Et comme, en temps passé, entre mon dit seigneur le roy de Navarre et moy ait eus aucu[n]s tractemens, pour lesquelx ledit roy de Navarre me list donation de certaines rentes et villes et autres promesses et obligations d'argent et d'autres choses, et sur ce m'ait baillé ou fait baillier aucunes lettres seellées de son seel, je promet et me oblige par ces présentes de rendre audit roy de Navarre ou asses genz lesdites lettres et toutes autres lettres de obligations qui soient faites jusques au jour d'uy par lui, de quelque manière et condition que il soient, le plus tost que je pourré; et veul que icelles d'ores en avant soient nulles et de nulle valleur, et que jamez par vertu desdites lettres moy ne autre pour moy ne poussions faire action ne demande aucune audit roy de Navarre ne a ses hoirs et successeurs. En moy accomplissant les choses desus dites et dès maintenant renonse expressément a toutes lesdites letres et obligations et a toutes autres actions et demandes que jusques au jour de la date de ces présentes je puis avoir ou a moy puent appartenir pour les causes desus dites et pour autres quelconques.
Olivier de Mauny. Borja, 4 de febrero de 1369.

### Viaje de Carlos a Normandía (1369-1372)
A pesar de todas estas maniobras, la tranquilidad en la frontera estaba lejos de garantizarse. Así, cuando el 17 de junio de 1369 Carlos había partido hacia La Bastide-Clairence rumbo hacia Normandía (22 de junio), Juana, que contaba ya con la confianza de Carlos, había asumido la regencia. De hecho, como se refleja en la documentación fechada en Estella el 25 de junio, se había quedado al frente del reino como lugarteniente de facto y con la asistencia y consejo de Bernardo de Folcaut, obispo de Pamplona, y de Juan Cruzat, deán de Tudela para desempeñar estas labores de gobierno. Por una orden dada al almirante del Burgo de San Saturnino, fechada el 23 de junio, se lee la intitulación de «Carlos, hijo primogénito de rey de Navarra y su lugarteniente en el dicho reino». Aunque realmente el rey Carlos II delega la lugartenencia en su hijo mayor, con apenas ocho años, será Juana, ejerciendo su tutela, quien detiente el poder y gobierno del reino. Y todo ello sin descuidar su primer deber conyugal. Durante esta etapa, además, nacerán otras tres hijas más: Blanca (1368), Juana (1370) y Bona (1372).

### La amenaza de las Grandes compañías sobre el reino de Navarra
Internamente, el reino de Navarra había sufrido el paso militar de las Grandes compañías hasta el punto que algunas poblaciones (Azcona y Arizaleta) se vieron fuertemente afectadas y fueron despobladas en 1370 causando con ello preocupación en la regente. En San Adrián, junto al Ebro, su castillo era una plaza muy importantes en la custodia de la frontera con Castilla; sus habitantes habían perdido todo y los puentes de la ciudad se habían destruidos. Juana, tratando que el lugar fuera repoblado, devolvió a los habitantes lo que aún debían al tesoro real.
La regente también tuvo que afrontar la amenaza del paso de Bertrand du Guesclin por Navarra evitando desvelar la ambivalencia diplomática del monarca (18 de octubre de 1369). Su preocupación se fijaba en evitar que el reino volviera a ser escenario de abusos. Carlos II, antes de partir, había comprado la tranquilidad del militar francés, que pretendía viajar desde Aragón hasta Castilla, mediante el pago de 18.200 libras (26.000 florines), ordenando Juana su abono el 18 de septiembre de 1369

«por cierto tractamiento et composicion fecho con eill, por el seynnor rey et sus gentes, que el dicho mossen Bertran, ni ninguno de su gentes d'armas, ni ninguno de la dichas compaynnas, que agora en el mes de jenero que postremerament passo, passaron por Aragon en Castieilla, non entrarian en Navarra ni farian d’aynno ninguno en el dicho regno ni a las gentes del dicho seynnor rey».

Hacia febrero de 1370 hubo rumores de que du Guesclin tenía la intención de volver a entrar en Navarra. Los navarros se conmovieron y defendieron sus fronteras ante el acercamiento de “los bretones y otras gentes de armas”. La reina se interesó en saber por dónde andaba esta tropa y qué estaban haciendo; en abril de 1370 envió a San Vicente de la Sonsierra un mensajero «por saber de las nuevas de los dichos Bretones qui eran en Rioia et en Burnieva», mientras que envió a otro a otra parte «por saber las nuevas et estado de part d’aylla por que los Bretones eran acerquados enta Navarra». En realidad, lo que Du Guesclin buscaba era la forma de volver a Francia, y en su ruta desde Ágreda a Jaca, cruzaba por Borja, Tarazona, Magallón y Tudela. Ante ello, puesto que el riesgo era grande, la reina encomendó a Guillaume de Meaucourt la misión de entrevistarse con el capitán francés. Ambas partes acordaron en Soria, el 20 de junio de 1370, que las tropas francesas no atravesarían el reino. El acuerdo fue aprobado por la reina y Meaucourt recibió su respuesta el 24 de junio en Tarazona, donde también esperaban el vicegobernador y Juan Cruzat. Los tres acudieron al día siguiente a Borja para avisar a Du Guesclin de la confirmación del acuerdo salvando así el reino.

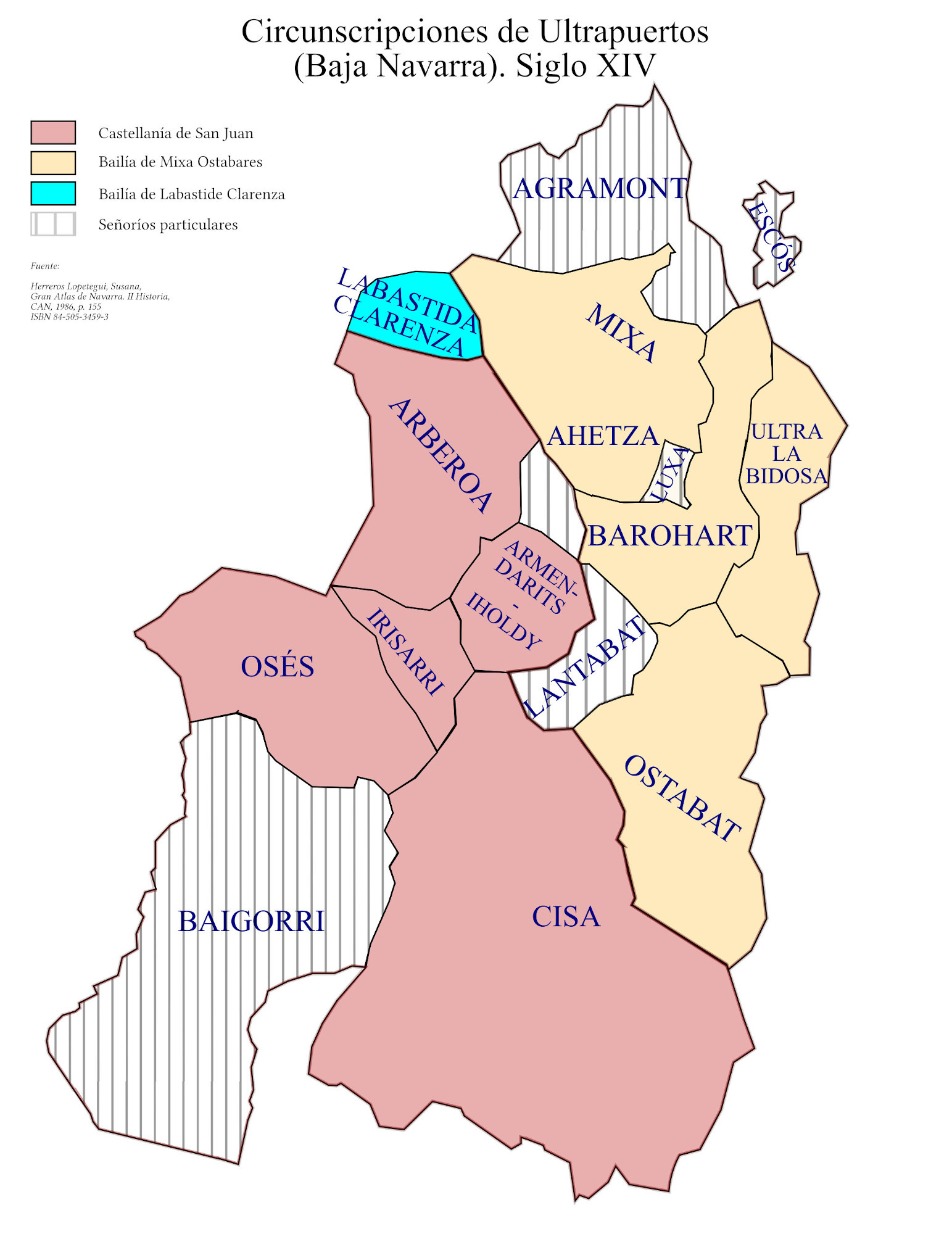
Circunscripciones de Tierras de Ultrapuertos (Baja Navarra). Siglo XIV

### Inestabilidad en Ultrapuertos
Juana también tuvo que afrontar un levantamiento en las tierras navarras ultrapirenaicas de Mixa y Ostabat (octubre de 1369-agosto de 1370) cuyos habitantes se negaron durante el último trimestre de 1369, a pagar la ayuda de 4 florines por fuego concedida al rey ese año. La reina nombró dos comisionados para resolver este conflicto, pero en febrero de 1370 la oposición no había cesado y sus actores estaban haciendo «muchas baratas e cautelas». Un mes después la situación empeoró, hasta el punto de que se hizo necesaria la protección del país por parte de hombres armados. Se hizo aún más necesario cuando un incidente complicó la situación. Gente del Señor de Albret, a quien se había dado la tierra de Mixa, había entrado en la tierra de Sola, bajo la jurisdicción del Príncipe de Gales, y se había dedicado a exacciones y saqueos. Una cosa era desobedecer las órdenes dadas por la reina y otra provocar a Inglaterra, cuyo apoyo Carlos II buscaba en Cherburgo. Juana consideró que esta actitud era del tipo de «poner a nos e al regno en guerra contra el Princep e con sus gentes». El riesgo de una conflagración en la región era demasiado grande, sobre todo porque era preocupante la actitud de dos señores de Ultrapuertos, en continua oposición: los de Luxa y Agramont. El primero se había declarado abiertamente en contra del pago de ayudas. La decidida actuación de la reina con efectiva gravedad les hicieron entrar en razón.

### Acuerdos con Aragón
Fue cometido de Juana velar por el cumplimiento de los acuerdos firmados por Carlos II con aragoneses y castellanos antes de su partida. El 30 de abril de 1369, gracias a la mediación de Juan Cruzat, había firmado en Tortosa un tratado de paz con Pedro IV de Aragón por el cual cada parte devolvió sus respectivas conquistas. Aragón devolvía Ferrera, al pie del Moncayo, y Navarra los castillos de Salvatierra y el Real. Juana ordenaba al merino de Sangüesa y al alcaide del lugar que devolvieran las dos plazas ocupadas a los aragoneses. Pero ese verano Pedro IV había tenido la idea de ocupar Castilla, tras la victoria de Enrique II de Castilla sobre Pedro I en la batalla de Montiel, en junio de 1369, y tras el asesinato de Pedro. De esta forma hizo contactos con navarros y con el Príncipe Negro para asediar a los castellanos aunque ambos contactos resultaron infructuosos.
Juana, con Juan Cruzat mediando de nuevo bajo mandato de la reina, volvió a Tortosa para firmar un acuerdo con el rey Aragón (4 de febrero de 1370) estableciendo una alianza contra Enrique II. El acuerdo fue ratificado desde Cherburgo por Carlos II (9 de abril).

### Acuerdos con Castilla
La reina tampoco desviaba su atención de los movimiento castellanos cuando Enrique II intentó recuperar Vitoria, en vano, en agosto de 1369. Para solventar esta conflictiva situación con Castilla estableció una vigilancia especial de la frontera y acordó una tregua hasta el 1 de mayo de 1371. En esta tregua de Montblanch (26 de octubre de 1370) «se convino que, aún cuando el rey de Francia hiciera guerra al rey de Navarra, Castilla no iría contra Navarra en tanto durase la tregua, aunque fuese requerida para ello por el francés en virtud de los pactos existentes entre los dos reinos.» Los negociadores fueron «el antiguo señor navarro Juan Remírez de Arellano, ahora señor de los Cameros, como procurador del rey de Castilla, y Juan Cruzat, deán de Tudela, por el reino de Navarra. Antes de que expirase la tregua fue prorrogada hasta mediados de agosto.»
La reina regente siente la ofensiva militar de Castilla cuando Enrique II envía a Beltrán de Guevara, «uno de esos fronteros que había estado al servicio del rey de Navarra», junto «con Ruy Díaz de Rojas, merino mayor de Guipúzcoa, para intentar recuperar las plazas de la frontera» ocupadas en 1368 por Carlos II. Aunque el monarca navarro había tratado que el rey francés y el papa «mediaran en sus diferencias con Castilla» finalmente delegó en Juana la resolución del conflicto. Para ello la reina regente «nombró procuradores para rendir al rey de Castilla el castillo de Zaldiarán y las villas de Santa Cruz de Campezo y Contrasta, así como para que sometieran al arbitraje del papa y del rey de Francia las diferencias existentes con Castilla, y para que pudieran poner las plazas de Vitoria, Salvatierra y Logroño en manos del rey de Francia y de Bertrán de Cosnac, cardenal de Comminges y legado pontificio en España.» (Sangüesa, 6 de octubre de 1371).
Pero Enrique II de Castilla, sabedor de la posición de fuerza que disfrutaba, «aprovechó para poner en discusión las viejas reclamaciones de Fitero y Tudején, así como las villas de Laguardia y San Vicente, con sus fortalezas, que nada tenían que ver con los actuales conflictos.» (Burgos, 3 de noviembre de 1371). Por ello, más tarde, y «de acuerdo con lo convenido, las villas de Logroño, Vitoria y Salvatierra fueron puestas en secuestro del papa y del rey de Francia, encomendando su guarda a Jacques de Penahodit, caballero del rey de Francia, y Juan Remírez de Arellano».

### Carlos II regresa a Navarra (1372)
Con el regreso a Navarra de Carlos II (septiembre de 1372), se buscó revertir la situación aunque las circunstancias habían cambiado mucho durante su ausencia. Los historiadores José Goñi Gaztambide y José María Lacarra, respectivamente, explican cómo se precipitaron los acontecimientos y los cambios: «Las Cortes reunidas en Pamplona hacia el 4 de marzo de 1373 habían acordado conceder al rey una ayuda extraordinaria de 50.000 libras para armar 3.000 hombres.» Sobre el pueblo llano recaían veinte mil libras. Pero de esta ayuda no quedaba nadie excluido «ni los nobles ni los eclesiásticos. Se dijo que García Sanchiz de Ibilceta, tesorero del reino, familiar y hombre de confianza del obispo, prohibió a los arciprestes que cobrasen la parte correspondiente a la clerecía del obispado de Pamplona, y los de Tarazona se negaron a entregar su parte, porque los del obispado de Pamplona no pagaban. García Sanchiz de Ibilceta fue destituido del cargo de tesorero del reino; se mandó abrir expediente contra el obispo y el deán, don Juan Cruzat, y ambos buscaron la salvación en la fuga. El obispo, Bernart Folcaut, llegó a Aviñón, donde fue acogido en la corte papal, y ya no volvió a su diócesis; el deán fue alcanzado y muerto cerca de Logroño. Los bienes de ambos fueron confiscados.»

## La pérdida de colaboradores cercanos (1366-1377)
En este intervalo de tiempo, con un monarca rondando los 40 años, y tras dos intensas décadas de actividad política, militar y diplomática, Carlos II, que ya se iba centrando más en las necesidades del reino y navarrizando su acción de gobierno,  va a experimentar más contrariedades con la pérdida de colaboradores cercanos, familiares y relevantes.

### Juan Ramírez de Arellano, de mariscal de Navarra a señor de Cameros
Uno de los grandes colaboradores desde los inicios de su reinado era Juan Ramírez de Arellano. Personalidad al servicio de la Casa de Evreux desde su llegada a Navarra, con Juana y Felipe, Carlos II tuvo en él a uno de sus colaboradores más cercanos y activos. Se le vio participando en todos los momentos críticos y se ganó el nombramiento como mariscal de Navarra. En 1350 ya era merino de Tudela; en 1354 señor de Allo; en 1357 acude a Normandía entre las tropas del alférez de Navarra, Martín Enríquez de Lacarra. Al año siguiente, junto a él, fueron delegados por Carlos II para la firma del tratado de Bretigny (mayo de 1360).
Durante la década siguiente, Ramírez de Arellano estará presente en las mediaciones y tratados firmados entre Navarra y sus vecinos peninsulares: bien con Aragón (en los acuerdos tratados en Sos), bien en los tratados con los castellanos, siguiendo el doble juego mantenido por Carlos II tanto con Pedro I como con Enrique de Trastámara. Con la victoria de Enrique, Ramírez de Arellano se va acercando más al nuevo monarca castellano y recibirá en 1366 el señorío de Cameros. Aún no se había desligado de su lealtad con el monarca navarro y seguía siendo el mariscal del reino,al servicio de Carlos II al menos «hasta que en 1371 la reina Juana —con un poder del rey del 28 de mayo de 1369— le autorizó a desligarse de su homenaje.»

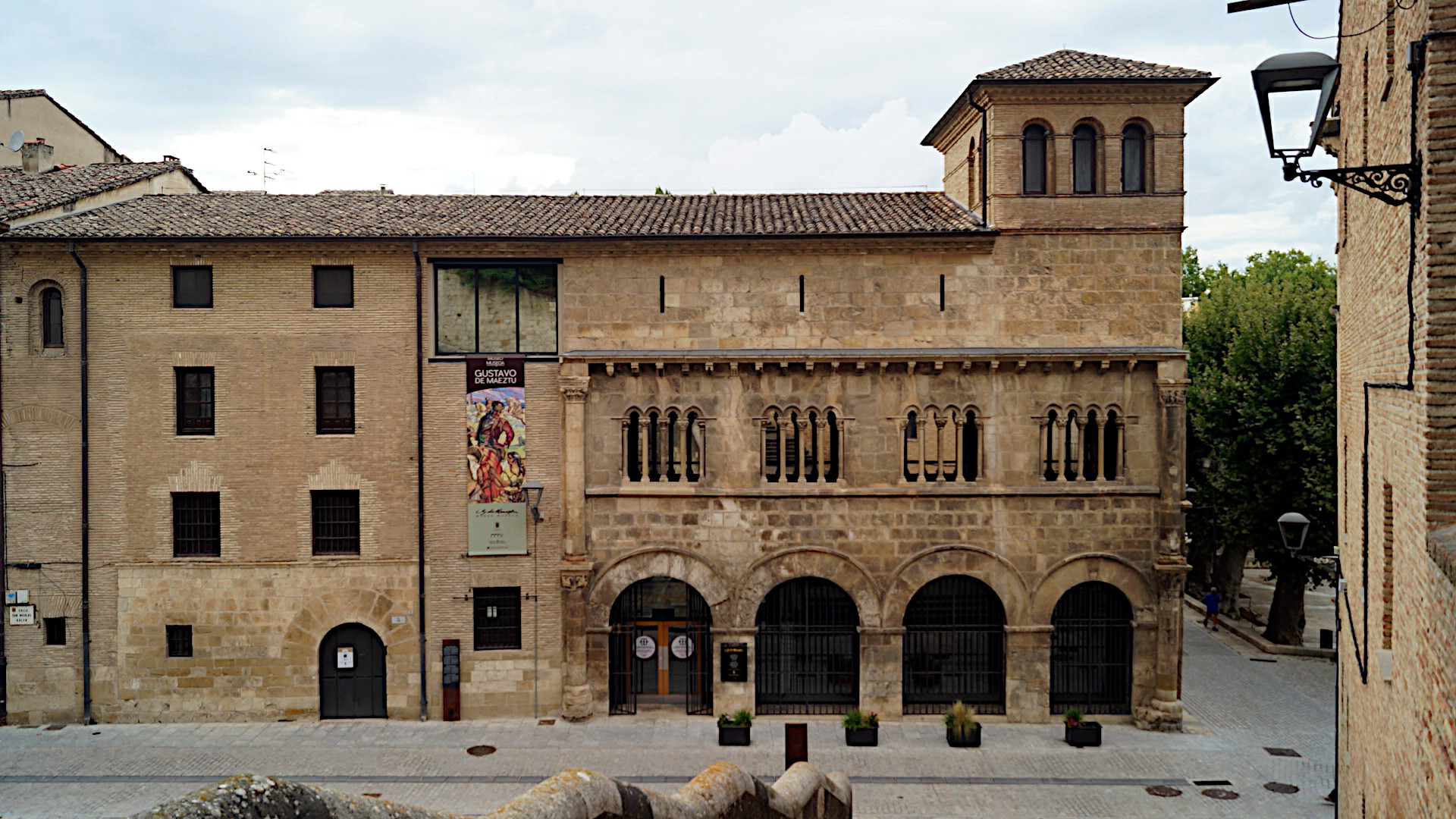
Palacio de los Reyes de Navarra y Archivo Municipal de Estella.

### La reina, el hermano, el cardenal, el obispo y el gobernador

#### El gobernador
Juan de Fricamps, o Friquet de Fricamps, había sido un picardo del círculo más personal de Carlos II que lo nombró gobernador de Caen desaparecido en estas fechas (c. 1366-1369 o 1375-1376).

#### El obispo
Roberto de Cosos, o Robert Le Coq, al que Carlos II le daba el tratamiento de consejero, y así continuaba siendo el 1 de febrero de 1363, el 11 de septiembre de 1364, fallecía en septiembre de 1373 en Estella.
Su función rebasaba el papel de asesor o mediador diplomático convirtiéndose en un importante financiador económico mediante préstamos con fondos de las arcas del obispo que servían para cubrir los gastos del rey. Hay constancia documental de que el 21 y 29 de agosto, Carlos, desde Pamplona y Tiebas, «mandaba al tesorero del reino pagar al obispo 600 florines que le había prestado sobre la imposición de dos sueldos por marco de plata que tenía que recibir.»
En la primavera de 1364, junto al señor de Luxa (Ultrapuertos), Arnalt Lup, visita al príncipe de Gales, en el sur de Francia. El pago de los gastos de esta embajada son reconocidos por el obispo el 22 y 23 de septiembre de 1364 mediante su firma y los recibe del tesorero del reino, García Martínez de Elcarte, por una cantidad de 300 florines, y poco después, el 30 de octubre de 1364, y desde Olite, «Carlos II manda al tesorero que pague a Robert 61 escudados, seis sueldos y 9 dineros carlines que gastó además de los 300 florines en el viaje, por su orden, a donde estaba el príncipe de Gales.» Y de nuevo, esta vez el 2 de noviembre sella un recibí de cantidades anteriores «"para sus gastos, los del señor de Lucxa" y las gentes que los acompañaban al príncipe de Gales.»
A finales del verano siguiente, el 13 de septiembre de 1365, el clérigo Pierres Bourgoiz reconoce el recibo de 600 florines de manos del tesoro del reino «para los gastos de viaje del obispo de Calahorra y del alférez del reino Martín Enrique, al ducado de Guyena para tratar con el príncipe de Gales algunos negocios secretos.»

#### El cardenal
No tardaría mucho en seguirle el cardenal Guido de Bolonia (Lérida, 25 de noviembre de 1373) en pleno desempeño de sus fuciones de mediación papal buscando la paz entre Carlos II de Navarra y Enrique II de Castilla. Su arbitraje el 4 de agosto de 1373 conllevó la boda del infante heredero de Navarra, Carlos, con Leonor, hija de Enrique II. También aquel acuerdo supuso la devolución de Logroño, Vitoria y Salvatierra de Álava a Castilla y la integración de Fitero y Tudején en Navarra.
Guido de Bolonia ya había mediado anteriormente al lograr el tratado de Mantes (1354) y en defensa de los derechos hereditarios de Carlos II sobre el ducado de Borgoña (1361). Sin embargo, sobre las circunstancias de su fallecimiento, se extendió el rumor de un envenenamiento propiciado por el rey navarro, descontento con el último veredicto.  El papa Gregorio XI aceptó los descargos del rey navarro.

#### La reina
Con apenas 30 años, encinta y plenamente volcada con su esposo, la reina Juana encontró la muerte (3 de noviembre de 1373) desempeñando una nueva misión. Princesa de sangre Valois, se había ganado la confianza del rey que, inicialmente, desconfiaba de ella por sus lazos familiares. Cuando aún no hacían seis meses del retorno de Carlos II al reino, el monarca decidió enviar a su esposa a Normandía en calidad de lugarteniente. Con ello, además, demostraba que, tras su lugartenencia del reino en su ausencia, su confianza en ella no se había quebrantado a pesar de los cambios y acontecimientos acaecidos sobre sus consejeros tras el regreso real.
Carlos II le encomendó varias tareas de gobierno a realizar en los dominios del norte de Francia y a trabajar en defensa de los intereses reales navarros ante su hermano el rey de Francia además de cuidar y atender los asuntos diplomáticos navarros referentes a las cesiones territoriales en Castilla, que Enrique II le disputaba a Carlos II, y renegociar las condiciones establecidas con Carlos V en el tratado de Vernon donde establecían el cambio de las plazas normandas ocupadas en 1364 por la baronía de Montpellier. Antes de la partida dejó testamento (Olite, 27 de enero de 1373) y se hizo acompañar, una vez más, por su cuñada Inés de Navarra. Sin embargo, con estas tareas inconclusas, al poco tiempo de su llegada a Evreux (14 de septiembre de 1373) Juana, que estaba encinta, falleció súbitamente el 3 de noviembre de 1373. La causa se atribuyó a un síncope que le dio mientras tomaba un baño y estando mal atendida, según se desprende de la autopsia realizada tras su extraña muerte para disipar rumores sobre otras causas.

#### El hermano
Aunque hacía unos años que había tomado su rumbo personal, Carlos II seguía pendiente de ayudar a su hermano Luis de Navarra que también había desempeñado, como la reina, las labores de gobierno tanto en el reino como en Normandía. Luis se había casado en 1366 con Juana de Durazzo y estaba volcado en la empresa que había propiciado tal enlace. Carlos II le envió en 1375 la Compañía navarra de mercenarios, que habían luchado a su lado durante la guerra en Francia, para que le ayudasen en la toma de Durazzo. Luis murió el 26 de junio de 1376 sin descendencia legítima.

### La ejecución de Rodrigo de Úriz
Fue en esos momentos cuando se produjo la condena a muerte de Rodrigo de Úriz que, hasta entonces, había sido otro de sus más devotos partidarios. Atado a su persona desde el año 1350, Rodrigo había estado entre los que participaron en el asesinato de La Cerda y, más tarde, en la fuga de Arlieux. Tras el regreso de París bajo la obediencia del regente, realizó la campaña para el rey de Navarra y capturó el castillo de Vailli.
Integrado entre la tropa inicial de navarros enviada a Normandía por Carlos II de Navarra se cuenta entre las personas que participaron en el asesinato de Carlos de la Cerda, condestable de Francia, el 8 de enero de 1354, así como en la posterior liberación del monarca navarro prisionero en Arlieux, el 9 de noviembre de 1357. Hacia 1358 ya consta armado como caballero. En febrero de 1358 el rey le concedió una renta anual de 40 cahíces de trigo. El 27 de septiembre de 1359 figura como ricohombre de Navarra. El 13 de enero de 1361 Carlos II le dona el hostal o casa de Bierlas, cerca de Tarazona que el 12 de mayo de 1362 le vuelve a confirmar. En octubre de 1361, Carlos II le dona los lugares de Rondo y San Costantin. Desde el 11 de enero de 1363 aparece en los documentos como chambelán real. Llegó a ser merino de Sangüesa (1362-1364), de Estella (1364-1367) y de la Ribera (1370-1377).
Por su matrimonio con la señora del lugar, Juana, que debió celebrarse hacia 1360, pronto se le menciona como señor de Luxa. Cuando en 1375 se quedé viudo aceptará una propuesta de matrimonio con una sobrina de Enrique II de Castilla, además de algunos señoríos castellanos, a cambio del control sobre los castillos de Caparroso y Tudela. Cuando Carlos II conoció tales acuerdos procedió contra Rodrigo de Úriz, lo apresó, juzgó y condenó. El 27 de marzo se ejecutó la sentencia y fue decapitado a puerta cerrada en el Palacio Real de Navarra. Sus restos fueron enterrados en el convento de San Agustín.  El 4 de septiembre se decreta la confiscación de sus bienes, especialmente Mendinueta y Arruazu, que había adquirido poco antes a Ramiro de Arellano, señor de Asiáin. Estas propiedades pasaron, en un primer momento, a Juan Ramírez de Arellano el Mozo, hijo del mariscal de Navarra, Juan Ramírez de Arellano el Noble. Otros los recibió Martín Martínez de Úriz, hermano de Rodrigo, que repudió a su hermano y, posteriormente, merino de Sangüesa. Más tarde pasarían a manos de Leonel de Navarra.

## Viaje a Francia de 1378
Tras la derrota en Cocherel (1364), parecía que a Carlos II no le quedaría más remedio que renunciar a sus pretensiones al trono de Francia. No obstante, ese no era el único problema del rey navarro, pues, tras su victoria sobre Pedro I en Castilla, Enrique II pretendía dar un escarmiento a los que habían prestado apoyo a su adversario, entre los que se encontraba Carlos. El monarca navarro tuvo que pedir apoyo a los ingleses. El rey Ricardo II vio rápidamente las posibilidades de esta alianza, ya que Navarra, que poseía el condado de Évreux y Cotentin. Podía, a cambio de tropas, poner a su disposición el puerto de Cherburgo. Ambos monarcas concluyeron un acuerdo en 1378, en virtud del cual Carlos II de Navarra cedería Cherburgo a Ricardo durante tres años a cambio de una tropa de mil hombres - quinientos arqueros y quinientos soldados.
El acuerdo empeoró considerablemente las relaciones entre Navarra-Evreux y los Valois, cuyo principal escollo era la soberanía sobre Normandía. Carlos V estaba dispuesto a no tener en cuenta la vileza de Carlos mientras este aceptara ser vasallo del rey de Francia por sus posesiones normandas, lo que quedó establecido como base esencial de los acuerdos de 1371. No obstante, Carlos II de Navarra, que consideraba que le habían usurpado la corona de Francia, no podía tolerar que esta situación se prolongara. Al abrir las puertas de Normandía a Ricardo II ponía en cuestión la soberanía del territorio, lo que Carlos V no podía permitir.
En marzo de 1378, el conde de Foix, que disponía de una activa red de espías, advirtió a Carlos V que su primo Carlos II de Navarra estaba negociando un acuerdo secreto con los ingleses. Carlos ordenó la detención del chambelán navarro —Jacques de Rue— cuando este visitó París. Carlos II, excluido de los asuntos de Francia desde 1364, ya no tenía, como en 1356, el apoyo de la nobleza normanda, pues ahora era al rey al que los habitantes del territorio consideraban su soberano. La situación brindaba una excelente oportunidad a Carlos V para terminar de anular al navarro y recuperar la zona normanda. Para que todos aceptaran la transición era necesario desacreditar a Carlos II, por lo que Carlos V dio inicio a un proceso público en el que Jacques de Rue reveló, además del pacto de Cherburgo, un proyecto de matrimonio entre Ricardo II y una princesa navarra, e incluso dio crédito a un rumor que decía que Navarra tenía intención de envenenar al rey.
Las posesiones de Carlos de Navarra recibieron un contundente ataque, pues la traición y el regicidio eran considerados delitos imperdonables. En Normandía los hombres de du Guesclin tomaron Conches, Carentan, Mortain y Avranches. Bernay, capitaneada por el secretario de Carlos, Pierre de Tertre, resistió un tiempo, pero ante el ímpetu de las tropas realistas acabó claudicando el 20 de abril. El día de la caída de Bernay era ocupada también Montpellier, cedida a Navarra en 1371. Cherburgo resistió y permaneció en manos de los ingleses. En la península ibérica los castellanos estaban preparados para marchar sobre Pamplona, capital del reino navarro.
Todos los sueños de poder de Navarra terminaban con el ataque, pero el monarca navarro tenía que intentar limpiar la humillación que suponía el proceso que iba a iniciarse contra sus hombres y la revelación pública de sus crímenes. Carlos V, no obstante, intentó acercar posturas con los navarros reuniéndose con el infante Carlos en Senlis, quien, como señor leal, trató de exculpar a Jacques de Rue. El rey le anunció que aunque los castillos de su padre habían sido tomados no quedaría privado de las rentas de sus territorios.
El proceso contra Jacques de Rue y Pierre de Tertre se abrió ante el Parlamento ese mismo verano. A las declaraciones del chambelán se unieron numerosas pruebas que los soldados de Carlos V encontraron en Bernay: documentos codificados destinados a los ingleses, instrucciones destinadas a la defensa de las plazas normandas y una orden de no rendirse ante las tropas del rey. Los navarros proclamaron que actuaban por lealtad a su rey y rechazaron las acusaciones de traición y lesa majestad. Los jueces no aceptaron estos argumentos y condenaron a muerte a los dos hombres, que serían decapitados, sus cabezas expuestas en el patíbulo de Montfaucon, y sus miembros en ocho puntos de la capital.

## Compañías navarras en Albania y Grecia (1375-1378)
Por una parte, Luis de Navarra, incondicional al servicio de su hermano Carlos II, había realizado cuantas tareas le había encomendado, como el gobierno del reino de Navarra durante su ausencia (1361-1364) y del condado de Evreux (1364-1366). Había recibido de su hermano parte de la herencia dejada por sus padres, el condado de Beaumont-le-Roger, además de la castellanía de Anet que había tenido su fallecido hermano Felipe; Carlos añadía el castillo y la castellanía de Breval. Luis acepta la propuesta de Carlos a principios de 1364. Por otra parte, el tratado de paz de 1365 firmado en Saint-Denis entre Francia y Navarra tuvo una consecuencia inesperada: la expedición de una compañía navarra a Albania, su asentamiento en la Grecia continental —conquista de Tebas— y por último en la Morea, o principado de Acaya.
Mediante el tratado se acordó el matrimonio del Luis de Navarra o de Beaumont, hermano de Carlos II, con Juana de Sicilia, duquesa de Durazzo, princesa de la casa de Anjou-Sicilia y heredera del reino o principado de Albania. El matrimonio había contado con el apoyo de Carlos V, que consideraba que tal acuerdo era una vía para perder de vista a Luis al tener que abandonar Normandía para instalarse junto a su esposa en sus dominios. No dudó en facilitarle un préstamo de 50.000 florines, dejando como señal Luis su condado de Beaumont-le-Roger junto con las castellanías de Breval y Anet (1366).
En 1369 Luis ya se había desplazado a Nápoles, residencia habitual de su esposa, cuya herencia tenía que ser defendida y aún reconquistada. Durante veinte años había estado en poder de su tía Juana, mal protegida y por muchos deseada. En 1362 el albanés Carlos Topia la asaltó, aunque sin éxito, a causa de una terrible peste que acometió a su ejército. En 1368, Carlos Topia se apoderaba de Durazzo, y ahora su recuperación era tarea del nuevo duque de Durazzo, Luis, que para ello solicitaba el apoyo de Carlos II, el rey de Navarra.
En un primer momento hubo un acuerdo con un capitán de mercenarios, Ingeram de Coincy, que en 1372 se comprometió a alistar en Gascuña un escogido cuerpo de quinientas lanzas y quinientos la conquista del reino de Albania. Después, a fines de 1375, para el pago de cien hombres de armas Carlos II solicitó un préstamo de 24.000 libras, «por causa de la ayuda de nuestro caro hermano mossen Luis, duc de Duraz nos ha requerido... que le ayudemos de ciertas gentes d’armas por conquistar el reyno d’Albania que le pertenesce por causa de su muger». Al año siguiente, en 1376, prosiguió reuniendo fondos, mientras entre febrero y junio de 1376 la compañía se trasladó en barcas y pontones desde Tudela hasta Tortosa para embarcar. Alcanzaban ya las cuatrocientas personas, incluidos víveres y armas. El grupo financiado personalmente estuvo compuesto fundamentalmente por navarros de Ultrapuertos organizados en cuatro compañías que tenían al frente a los escuderos Juan de Urtubia y Garro, junto a Mahiot de Cocquerel, Pedro de Laxague, ambos camarlengos del rey de Navarra.
Apenas desembarcan las compañías navarras y recuperan Durazzo, Luis fallece el 14 de agosto de 1376 en Bari. Con esta nueva situación, y sin fondos para regresar además de desligarse de la viuda, que se casa de nuevo esta vez con Roberto de Artois, las compañías negocian con Pedro IV de Aragón para ponerse a su disposición. Algunas regresan, como Pedro de Laxague, pero el grupo principal se dirigen al principado de Acaya, en el Peloponeso, requeridos por Jaime de Baux, príncipe de Acaya, y se ponen al servicio de los hospitalarios de la Orden de San Juan de Jerusalén, cuyo gran maestre era Juan Fernández de Heredia, en el verano de 1378 durante ocho meses.

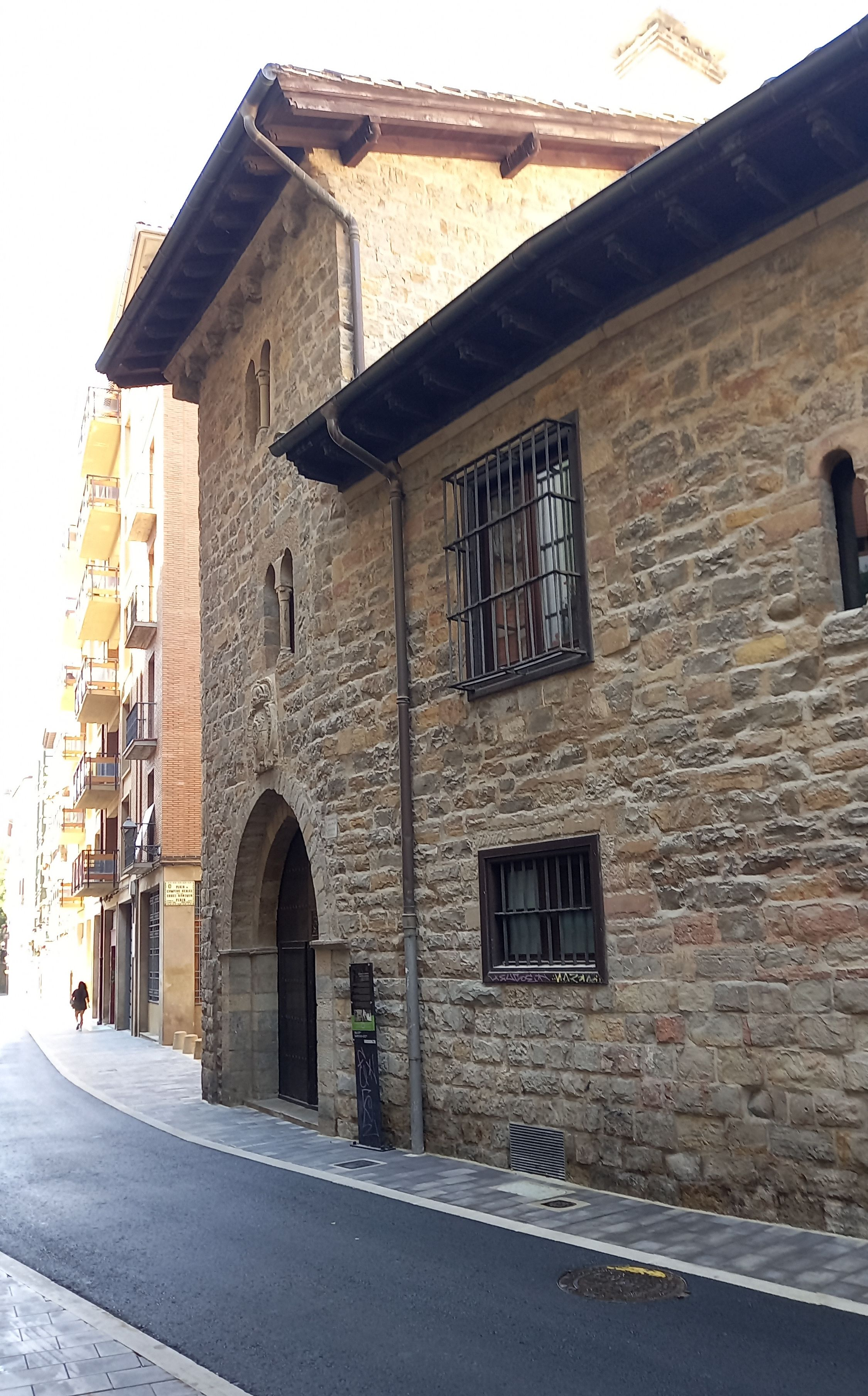
Sede actual de la Cámara de Comptos de Navarra, desde 1365, tribunal permanente de la administración navarra. Un organismo singular, dentro del panorama peninsular, y habitual, respecto a la Francia medieval.

## Etapa final del reinado (1378-1387)
Estas muertes marcaban la conclusión del duelo entre los dos Carlos con una clara derrota del navarro, que, tras haber traicionado a todos, tenía tantos enemigos que había quedado absolutamente aislado. Enrique II de Castilla, leal aliado del rey de Francia, lanzó un ataque contra Navarra, que tuvo que ceder una veintena de plazas para obtener la paz por el Tratado de Briones (1379). La pérdida de sus territorios en Normandía y Languedoc le obligó a tener que buscar recursos entre el pueblo navarro, harto de costear las extravagantes aventuras de su monarca, que en nada les concernían. Estalló una rebelión que sería contenida con moderación, lo que le valió el aura de respeto que rodeó los últimos años de su reinado. Caía el más decidido rival de la dinastía Valois, quien, aislado, arruinado e impotente, vivió hasta su muerte (1387) de préstamos y limitándose a administrar su reino. También pudo mejorar las relaciones con Juan I de Castilla, que apremiado tras la derrota en la batalla de Aljubarrota, reintegró a Navarra por el Tratado de Estella (1386) buena parte de las plazas ocupadas en 1379.
Carlos de Navarra murió el 1 de enero de 1387. Según narraciones, más bien leyendas, de unos cronistas de la época, murió accidentalmente, en extrañas circunstancias: ese día el rey se encontraba indispuesto y se desmayó, por lo que su médico ordenó que le envolvieran en pañuelos empapados en coñac para reanimarlo. En el proceso un criado incendió los trapos, causando la muerte del monarca. En realidad, Carlos de Navarra estaba enfermo desde octubre de 1386 y, al parecer, murió de muerte natural.
A lo largo de su vida Carlos II redactó tres testamentos (1361, 1376, 1385) cuyas estipulaciones son conocidas. En su primer testamento (1361) dispuso que si moría en Francia su cadáver fuese eviscerado —costumbre entre la monarquía francesa— y su cuerpo fuese enterrado en la Basílica de Saint-Denis, como correspondía a los Capetos, su corazón en Pamplona, y sus vísceras en Roncesvalles. De morir en Navarra, su cuerpo debía ser enterrado en Pamplona. Posteriormente redactó un segundo testamento en 1385, cuando había perdido casi todas sus posesiones francesas, en el que disponía que sus restos debían ser inhumados en tres sitios distintos de Navarra: su cuerpo en la catedral de Pamplona, su corazón en Santa María de Ujué y sus entrañas en la Real Colegiata de Santa María de Roncesvalles. A pesar de que la práctica de la evisceración, muy popular en las últimas décadas, había sido prohibida en el siglo XIV por el papa, los soberanos de la casa de los Capetos, y después, sus sucesores en el trono, los Valois, mantuvieron esta práctica casi como un símbolo de su estatus, esquivando de este modo la prohibición papal. Ambos testamentos se conservan en el Archivo General de Navarra.
Le sucedió su primogénito Carlos III el Noble, muy próximo a Carlos V. El heredero de Carlos II nunca pretendió la corona de Francia y mostró una inquebrantable lealtad a los reyes del país.

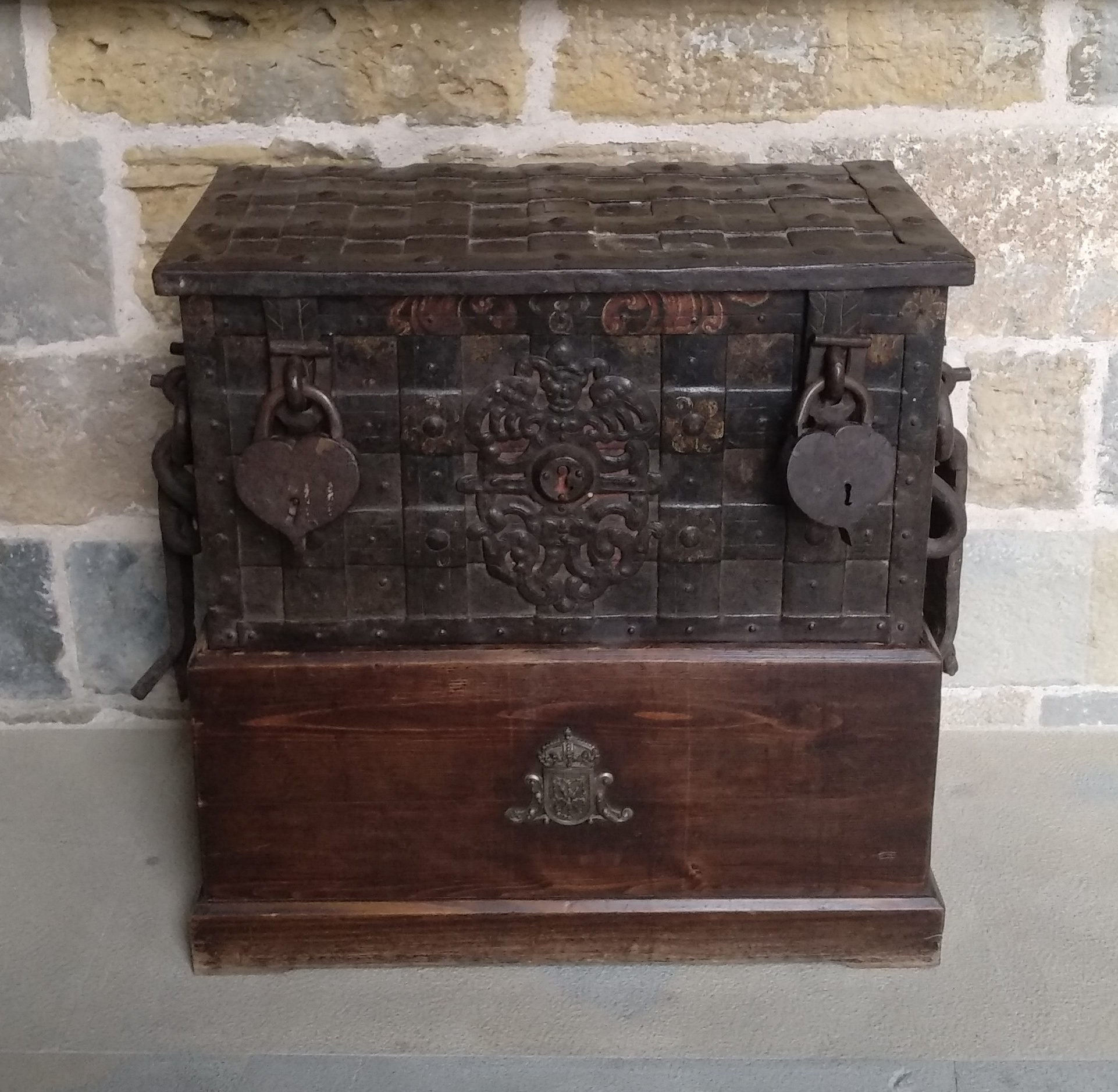
Arcones metálicos antiguos, con varias llaves, usados para la conservación de la documentación archivística. (Archivo Real y General de Navarra)

## Balance del reinado
El reinado de los padres de Carlos II, Juana II y Felipe III, quedó definido como «un paréntesis entre etapas de considerable turbulencia y, al mismo tiempo, como el principio y el fin de muchos acontecimientos.» Felipe III propició reformas jurídicas que sirvieron de adelanto a las transformaciones llegadas posteriormente, impulsando al mismo tiempo las reuniones de las Cortes navarras. De hecho, el reinado de Carlos II abriría un período de «expectativas casi ilimitadas y audaces propuestas e intervenciones que, si bien a la postre resultaron casi siempre y finalmente fracasadas, permitieron sin embargo manifestar la modernindad social y estructural del reino, y su enorme capacidad de adaptación y respuesta, aun en los momentos más difíciles.»
La llegada del nuevo linaje de Evreux-Navarra «era un signo de los tiempos» de cambios que afectaron a toda Europa y, con ello, también a Navarra, en una dinámica de configuración «de un mapa de naciones-estado más preocupadas de sí mismas que de los antiguos mensajes de fraternidad universal bajo el espíritu religioso, empeñadas en modernizar las estructuras internas, políticas y administrativas para poder afirmar su propia identidad.» Felipe III y Juana II bien pudieron ser reyes de Francia y, aunque su actitud conciliadora y negociadora supuso una etapa de sosiego, las consecuencias del cambio dinástico operado en Francia distaron mucho de solucionar el asunto como se puso de manifiesto con «el prolongado conflicto de la Guerra de los Cien Años» que sirvió para sembrar «un nuevo mapa europeo cuyos fundamentos ideológicos darían frutos de vital importancia histórica durante varias centurias.»
La imagen del reino queda descrita así por la historiadora e investigadora de esta época, Béatrice Leroy:

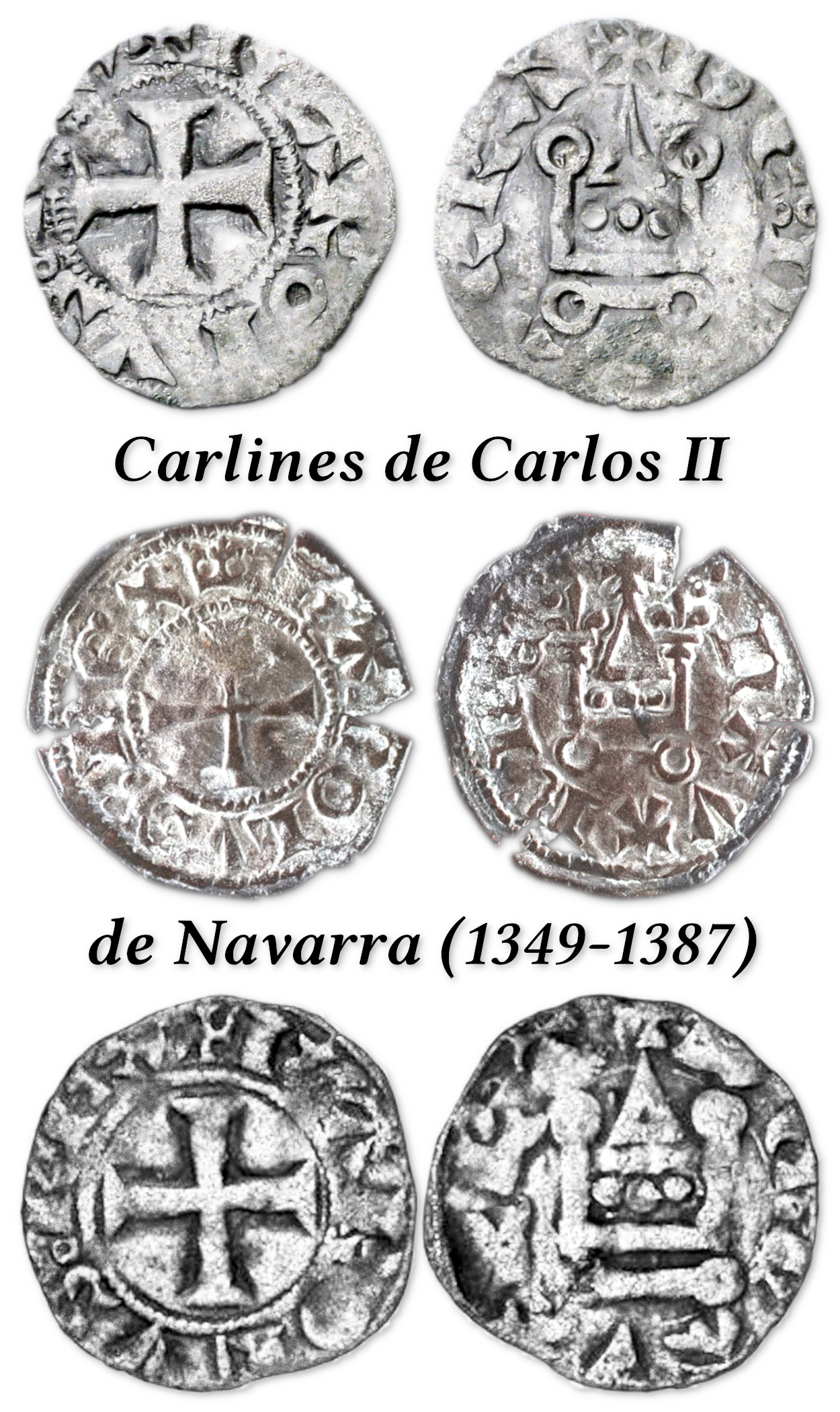
Carlín prieto de Carlos II (ejemplos)

La ville de Pampelune est «tête de notre royaume» se plaît à dire Charles II quelque temps plus tard; c'est dans la cathédrale que le roi reçoit la couronne et l'onction c'est dans la ville et dans le palais que se créent ou se rassemblent la Chambre des Comptes (née en 1365), les alcaldes et notaires de la cour, les procureurs et l'avocat du roi, ses chambellans, ses officiers domestiques. Lorsque le roi réside (et Charles II réside effectivement après 1361), un peuple d'artisans, de négociants, de fournisseurs, autant que d'hommes de plume et de loi et de manieurs d'argent, anime les salles du palais, la cité tout entière, et toutes les villes du royaume où Tudela dispute sa place à Pampelune, où Estella, Olite, Sangüesa, se targuent de posséder leurs résidences royales.
La ciudad de Pamplona es “cabeza de nuestro reino” le gustaba decir tiempo después a Carlos II; es en la catedral donde el rey recibe la corona y la unción; es en la ciudad y en el palacio donde se crean o reúnen la Cámara de Comptos (creada en 1365), los alcaldes y notarios de la corte, los procuradores y abogado del rey, sus chambelanes, sus funcionarios domésticos. Cuando reside el rey (y Carlos II realmente reside después de 1361), un pueblo de artesanos, comerciantes, proveedores, así como hombres de pluma y de ley y manejadores de dinero, animan las salas del palacio, la ciudad entera y todas las villas del reino donde Tudela disputa su posición a Pamplona, donde Estella, Olite, Sangüesa, se enorgullecen de tener sus residencias reales.
Béatrice Leroy, 1985

### Administración
En 1987, la historiadora María Isabel Ostolaza Elizondo, tras un estudio de la administración del reino durante este período hacía un pequeño balance.
- En la política europea, «no pudo ser más lamentable» afirmaba. «Ningún rey de Navarra arriesgó tanto y tuvo tantas bazas en sus manos durante los años 1350-1361, para obtener unos resultados tan negativos.» Dentro de este panorama, en lo relativo a la "cuestión francesa" «si algo quedó a salvo, según un esquema de valores hoy desprestigiado, fue el honor de las tropas navarras, que mantuvieron su lealtad, y defendieron con éxito en muchos casos, las fortalezas y plazas a ellos encomendadas en Normandía.»[382]
- En la política peninsular, se asumieron muchos riesgos y se generaron graves problemas ya que «las guerras peninsulares se desarrollaron con frecuencia en las fronteras de Navarra. El pequeño reino, se vio en serio peligro de convertirse en tierra de despojo, repartida por sus vecinos, en el juego de alianzas y componendas que jalonaron los años de la guerra civil entre Pedro el Cruel y su hermanastro Enrique de Trastamara.»[382]
- En la gestión administrativo, la investigadora no duda de que «el reinado de Carlos II puede considerarse brillante y novedoso. Se reorganizaron las instituciones, se pusieron al día las reformas iniciadas por los primeros Evreux, se crearon mecanismos generadores de nuevos ingresos fiscales. En definitiva, se modernizaron los organismos, sobre todo los de gestión económica.»[382]
- El engranaje de poderes (ejecutivo, legislativo y judicial) impulsado por el control fiscal ejercido «por la Cámara de Comptos, ante cuyos oidores debían rendirse las cuentas del reino» permitió desarrollar las actividades de gobierno como una maquinaria administrativa bien ensamblada «que comenzaba a funcionar de manera eficaz desde la entronización de los Evreux, llegó a su perfección con Carlos II, hasta el punto de que podría considerarse su reinado, como el de la organización moderna del Estado.»[382]

Fue durante este reinado que la Cámara de Comptos de Navarra se convierte en un órgano permanente dentro de la administración. Anteriormente, desde la llegada de la Casa de Champaña, ya se registran claros precedentes de la presencia de oidores de cuentas (comptos, en romance navarro) realizando tales funciones. Sin embargo, será en 1365 cuando el monarca dicte una ordenanza estableciéndo la cámara de Comptos como tribunal permanente. Inherentes a estos desempeños, se empieza a mantener los correspondientes archivos documentales que fueron enriqueciendo los fondos archivísticos que perduran hoy día conservados en el Archivo Real y General de Navarra.

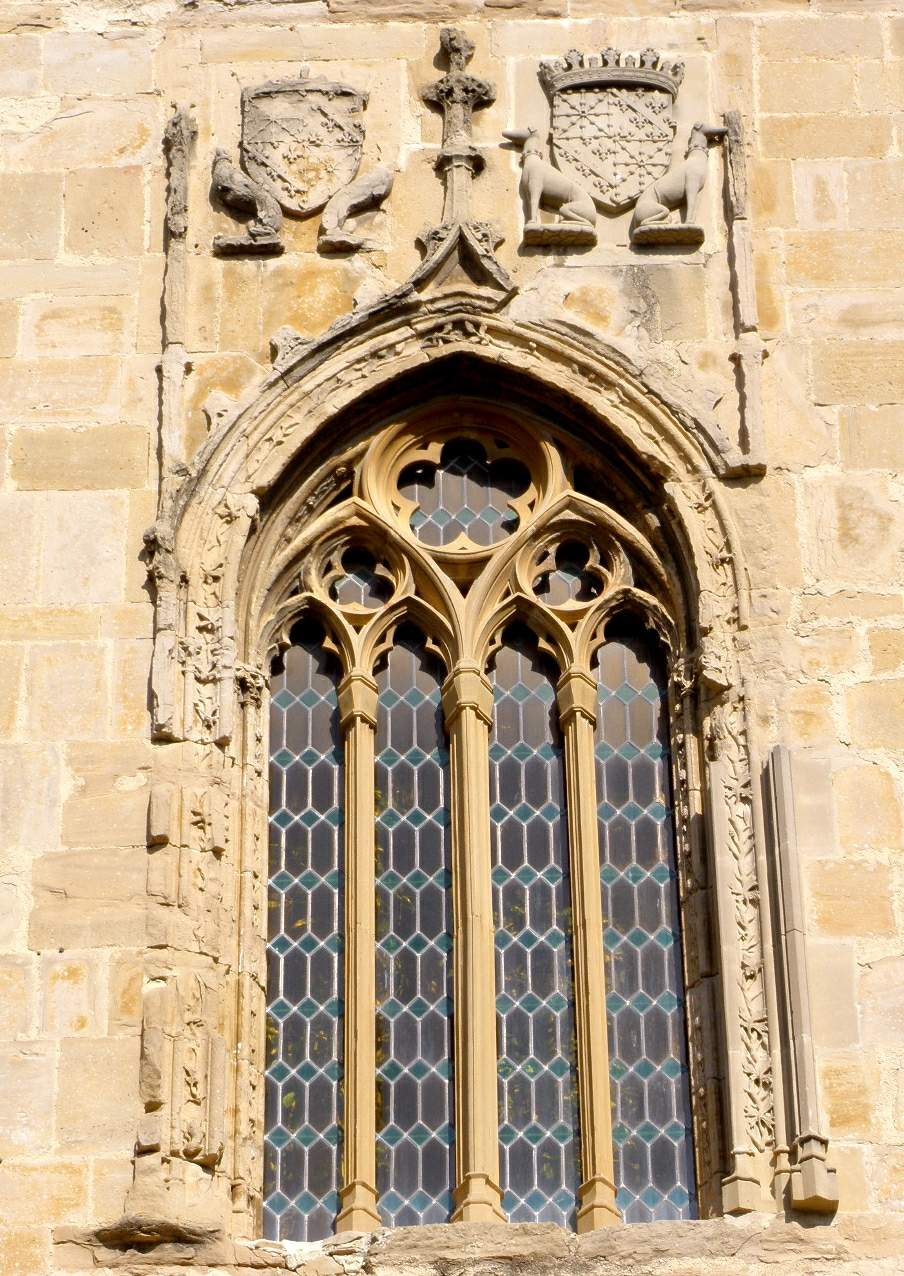
Ventanal gótico del Palacio de los Teobaldos (Olite) actualmente Parador de Turismo de España. Sobre sus paredes perdura en piedra el eco del paso de la dinastía Evreux que uso el lugar como residencia real durante un siglo, realizando numerosas ampliaciones y mejoras.

### Economía
El reinado de Carlos II establece el comienzo de «una nueva época fiscal para el reino de Navarra.» Sus constantes y apremiantes necesidades de recursos económico determinarán una política económica supeditada a atender tales necesidades mediante «distintas estrategias de imposición». 
Al analizar esta etapa histórica se observa, en lo referente a «los diversos impuestos indirectos cobrados» una evolución «desde unos comienzos continuistas, en los que se producía un desarrollo más intenso de los tradicionales impuestos indirectos de ámbito local (leztas y chapiteles), hasta un final del reinado que marca una ruptura fiscal evidente.» 
Por ejemplo, el caso de los chapiteles reales creados ya por Felipe III en la Navarrería de Pamplona (1324), San Juan de Pie de Puerto (1342), Aoiz (1342) y Roncesvalles (1343). Los chapiteles eran unas instalaciones, mercados de grano en realidad, «donde se vendían los excedentes producidos por la monarquía, y a donde obligatoriamente se debía conducir todo el cereal que se quisiera vender en la ciudad» correspondiente. Se instalaron en las villas más importantes del reino permitiendo a los reyes «intervenir en el mercado del grano, frenando alzas o caídas excesivas del precio del grano.» En los chapiteles «el rey retiraba un parte porcentual de cada venta (alrededor del 1,5 por cien del cargamento).» Con ello, aunque obtenían unas tasas, respondía a «la necesidad por parte de los poderes públicos de actuar en periodos de crisis o carestía.»
Desde su llegada en 1361, en la etapa más navarra de su reinado, «la imposición o imposiciones, el gran impuesto indirecto de aplicación general en todo el reino y no sujeto a excenciones, había triunfado para gravar las compraventas en Navarra y aportar unos ingresos elevadísimos a la Corona.»
En resumen, su reinado aportó «algunas novedades importantes desde el punto de vista organizativo y de gobierno, como la reducción del gasto en feudos de bolsa, el establecimiento de un sistema homologado de pesos y medidas, la regulación del pago de sisas municipales, y la extensión del estatuto de franquicia a lugares fronterizos hasta entonces no privilegiados.  Los clérigos, con sus prelados al frente, podrían o deberían colaborar al “bien común” con el pago de una subvención, previamente pactada, al igual que las aljamas de judíos y moros.»

### Moneda

#### Monedaje
Con Carlos II se reactiva la acuñación y circulación monetaria en el reino. En el verano de 1350 reunidas las Cortes de Navarra en Estella, le concedieron al rey, con motivo de su coronación, la ayuda conocida como monedaje que, además de autorizar la acuñación de moneda propia, suponía la recaudación de una media de 8 sueldos por fuego, realizada por dos hombres buenos en cada villa, cuya aportación «recaería casi exclusivamente sobre francos u hombres de las buenas villas y los labradores o pecheros.»
| Zona                                     | Recaudación (libras) |
| ---------------------------------------- | -------------------- |
| Merindad de la Ribera                    | 602                  |
| Merindad de Sangüesa                     | 1780                 |
| Merindad de las Montañas                 | 800                  |
| Navarrería y Burgo San Cernin            | 129                  |
| Olite (localidad)                        | 160                  |
| Castellanía de San Juan de Pie de Puerto | 250                  |

Aunque lo acostumbrado era un monedaje al inicio de cada reinado, Carlos II obtuvo en 1357 un segundo monedaje.

#### Acuñación de moneda
En esas cortes del Estella se facultaba al monarca la acuñación de nueva moneda emitiéndose desde 1351 hasta 1355 en las cecas de Pamplona y Saint-Palais (San Pelay en la documentación). Se bate en ambos lugares las monedas denominadas carlines a imitación de la moneda emitida en Tours, con un peso de 1 gramo y un contenido de plata del 10,9%, y monedas gruesas tipo Tours con un valor de ensayo del 66,9% de plata. Desde el primer momento «se ordena el empleo exclusivo del nuevo carlín» habiendo registros desde 1351 de sanciones y castigos por usar «moneda vieja contra la prohibición del rey.»
Sin embargo, poco a poco, «el viejo dinero sanchete se sustituye por el tornés negro y 13 de aquéllos equivalían a un tornés de plata. Hacia 1355 la moneda menuda está representada por el dinero carlín con cruz en un lado y el típico motivo tornés en el otro. Eran de 25 sueldos en marco con ley ínfima y se llamaban carlines prietos o negros. 
Desde 2005 el Museo de Navarra posee un piefort de "carlín blanco" del reinado de Carlos II de Navarra. Esta pieza se pudo fabricar hacia 1355 durante una etapa de acuñaciones navarras de los carlines blancos de dudosa calidad que llevó al monarca a dictar una ordenanza en abril de 1355, atendiendo a las solicitudes «de las buenas gentes» del reino, donde se ordena que por «reparacion del fecho de nuestras dictas monedas» se acuñen «chiquos dineros torneses de tal ley et taylla et assibuenos et fuertes como fueron y son los buenos torneses del Cunyo de Tors qui en el tiempo passado han ouido corso en nuestro Regno.» La consecuencia directa de esta ordenanza fue el inicio de emisión (desde el 1 de junio) de los carlines blancos, con mejor ley. Ya en 1356 12 carlines blancos equivalían a 22 carlines negros (o prietos). Hacia la misma época, un escudo viejo de Juan II de Francia (1350-1364) se cotizaba en 25 sueldos de carlines.»
A partir de 1377 se emitieron coronas de oro y plata, y en los últimos años del reino se siguió una política monetaria activa con el objetivo de obtener beneficios (provecho de la moneda) para satisfacer las necesidades económicas de la corona. En este último periodo se acuñaron gran cantidad de monedas gruesas con bustos para cubrir las necesidades del reino durante el prolongado reinado de Carlos III de Navarra, que no volvió a emitir monedas a partir de 1390.

### Mecenazgo artístico y cultural
Respecto a su mecenazgo en manifestaciones culturales y artísticas durante su reinado, el profesor Javier Martínez de Aguirre observaba en 1987 que había «un punto de inflexión en lo que respecta a los intereses del monarca, determinado por el embarque en 1361 con destino a tierras navarras» fecha que, consideraba, servía «para delimitar un primer período "francés" y un segundo "navarro"», con varias salvedades que a continuación exponía. La fecha está asociada al testamento que realizó antes de embarcar que contrasta con un segundo testamento realizado más tarde, en la década de 1380. Deja también claro este investigador que no pretende «afirmar que con posterioridad a esa fecha descuidara la promoción artística del condado de Evreux y sus otras posesiones ultrapirenaicas, ni que antes no hubiera mostrado interés por el territorio cuya corona portaba, sino que existe, como en otras facetas de su trayectoria, una progresiva «navarrización» que afecta a todo su quehacer y se manifiesta de modo evidente en lo que a realizaciones artísticas se refiere.»

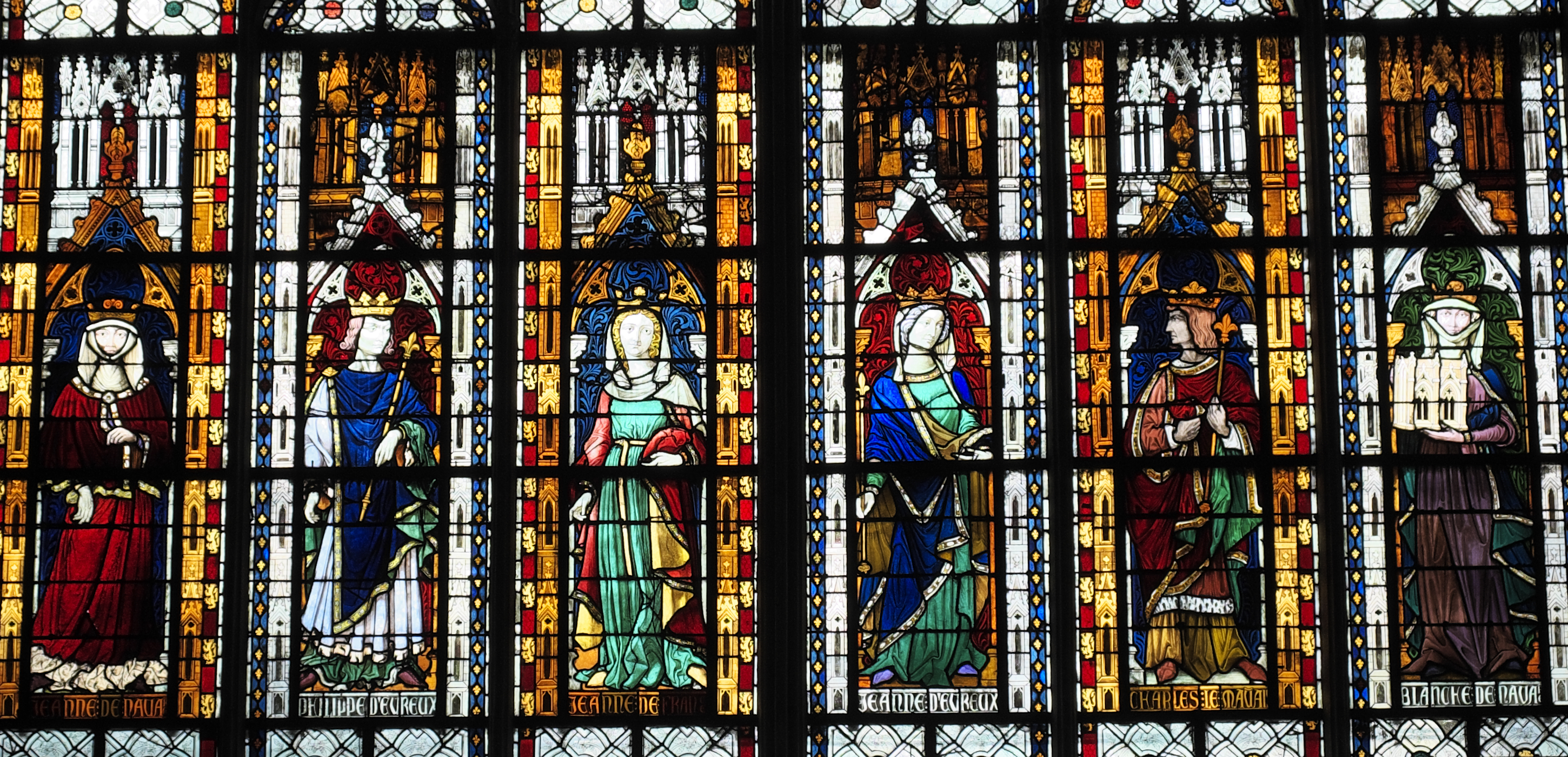
Vidriera de los reyes de Navarra en la Colegiata de Notre-Dame de Mantes-la-Jolie (Yvelines): Juana II de Navarra, su esposo Felipe III, Juana de Valois (esposa de Carlos II), Juana de Évreux, Carlos II y Blanca de Navarra. Esta vidriera, muestra del mecenazgo de este linaje, ilumina la llamada Capilla de Navarra, «en el estilo radiante de la arquitectura gótica en estado puro», construida entre 1352-1364. Mantes estuvo entre 1328-1364 bajo dominio de los reyes de Navarra y condes de Évreux.

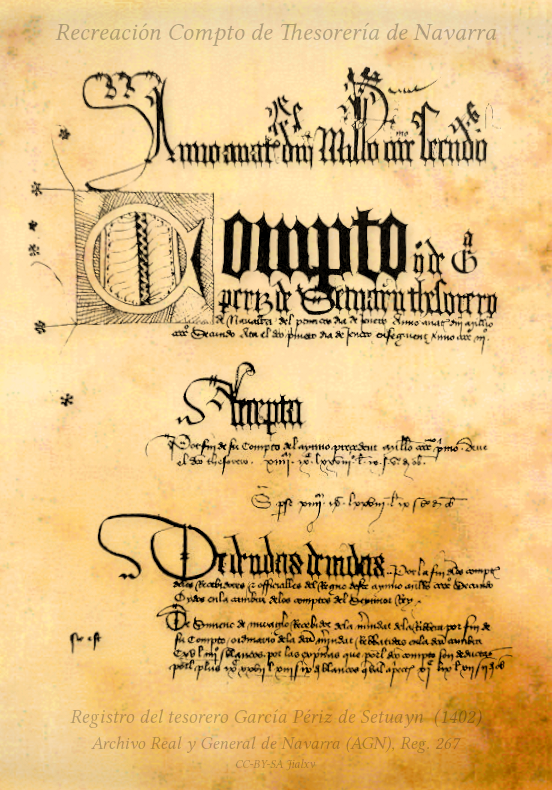
Uno de los numerosos ejemplos de comptos (cuentas) conservados el Archivo Real y General de Navarra es este decorado registro de tesorería de 1402 (AGN, Comptos Reg. 267) firmado por García Périz de Setuáin, tesorero de Navarra. La Cámara de Comptos de Navarra (tribunal de cuentas imitando el modelo francés), que venía funcionando desde varios años antes (quizá un siglo) pasó a ser un órgano desde el 18 de febrero de 1365.

### Viejas y nuevas prácticas de gobierno
Con el ascenso al trono de Navarra de los primeros Evreux, Juana II y Felipe III, se puso de manifiesto dos diferentes concepciones del poder:
- la manejada por los reyes como consecuencia de su formación francesa
- la tradicional en Navarra «desde hacía más de un siglo en torno al teórico pacto entre el rey y el reino» cuyo ceremonial estaba registrado en el Fuero General de Navarra donde se establecía el desarrollo del juramento regio.

Los nuevos monarcas, de origen capeto, arrastraban consigo «una visión teleológica de su poder», sin que fuera «posible eliminar ciertos elementos simbólicos en el mismo momento del acceso al trono», de coronarse como reyes. Ambos monarcas, Juana II y Felipe III, «incluyeron elementos propios del ceremonial capeto en los actos y celebraciones de su acceso al trono; elementos que no obstante no fueron recogidos en el acta que del juramento levantaron los notarios por orden de las buenas villas, simplemente porque el acto que en Navarra se había considerado como de validez jurídica y que otorgaba el acceso al trono era el juramento regio.»
Durante la unión a la Francia capeta, la corona de Navarra conformaba de facto un “principado” bastante singular gobernado por un príncipe francés… del Norte. Este el contexto regio cambia en 1328 con la llegada de los nuevos monarcas. Desde 1234 la Corona navarra, por vía femenina, había recaído en príncipes franceses, con la llegada de la Casa de Champaña. Tras ellos vendrían la Casa de los Capetos, también por vía femenina: la reina Juana I (hija de Enrique I de Navarra y Blanca de Artois) casará con el rey Felipe IV de Francia. Desde 1305 (muerte de Juana), y sobre todo desde 1316 (muerte de Luis I, X de Francia), la irregularidad sucesoria marca la situación política de Navarra que se cierra en 1328 donde ambas coronas seguirán rumbos propios. Con los reyes de la Casa de Champaña se inauguró este nuevo sistema de ausencias y designación de sustitutos (senescales, gobernadores). Las cifras son conocidas. De la Casa de Champaña el tiempo de ausencia durante su reinado fue:
- Teobaldo I un 60%;
- Teobaldo II un 80%
- Enrique I un 60%.[401]

Con la Casa de los Capetos, en más de 50 años solo uno se trasladó a Navarra durante 4 meses, en 1307. Durante esta etapa la gestión del reino era equiparable con cualquier otro espacio del dominio regio francés. Se produjo una anulación práctica y progresiva de la realeza propia, por más que la historiografía navarra haya insistido en la separación de reinos y jurisdicciones y la sola unificación de la persona regia. Estas circunstancias explican, en buena parte, la rebeldía de las fuerzas sociales del reino, particularmente en los años finales del siglo XIII y primeros años del XIV: el proceso que desemboca en el llamado “golpe de estado” de 1328. Lógicamente, también explican el recelo y la complejidad social y política que afrontan Juana II y Felipe III en aquel momento donde recogen una realeza herida, dañada pero no tanto por el derecho la sucesión, como por el deterioro que la institución regia misma había sufrido en el último siglo, particularmente para las dos generaciones previas a 1328.
Cuando llega la Casa de Evreux se enfrenta principalmente a tres contratiempos:
- una seria fractura social con total falta de sintonía entre la realeza y la clase nobiliaria por el intenso deterioro padecido durante la etapa anterior.
- un desconocimiento de la realidad del reino recién heredado aunque los resortes de gestión reforzados por los champañeses e intensamente engrasados por los Capeto los provean de medios adecuados para conocerla.
- una urgente necesidad de estabilidad porque son señores de otros principados relevantes en Francia, esencialmente el condado de Evreux, estratégicamente situado entre París y la costa atlántica.

Por otra parte, cuentan con otras tres ventajas sustanciosas:
- La primera, y más contundente, una legitimidad incontestable: Juana es la señora “natural”, la que “debe reinar”, como señalan los textos ligados a las etapas de acceso al trono y emanados de las asambleas que han debatido la sucesión.
- La segunda es la presencia misma de los reyes: aunque ambos inician las negociaciones a través de delegados pronto se presentan en el reino (mayo de 1329) iniciando un proceso de reinstalación regia que hasta 1361 tendrá aún grandes vaivenes pero ofrece una imagen más cercana a sus súbditos. Carlos II al inicio de su reinado se acerca brevemente para esa toma de contacto donde aún experimenta la fractura social. Véase La justicia de Miluce (1351).
- Finalmente, cuentan con instrumentos de gobierno eficaces, pulidos durante todo en el período capeto, marcando una diferencia relevante respecto a los champañeses un siglo antes.

Estas cuestiones sirve de base para explicar:
- el nuevo lenguaje político que adoptan expresado esencialmente en las intitulaciones y las justificaciones de la acción regia.
- la atención a cuestiones suntuarias: escenarios de la majestad, ceremonial, proyecciones de la imagen regia en sellos y monedas, embellecimiento y enaltecimiento de los escritos esenciales de la corona.
- el cuidado prestado al el entorno personal destinado al prestigio propio y de la corona: hostales, séquito, actividad de la corte regia.

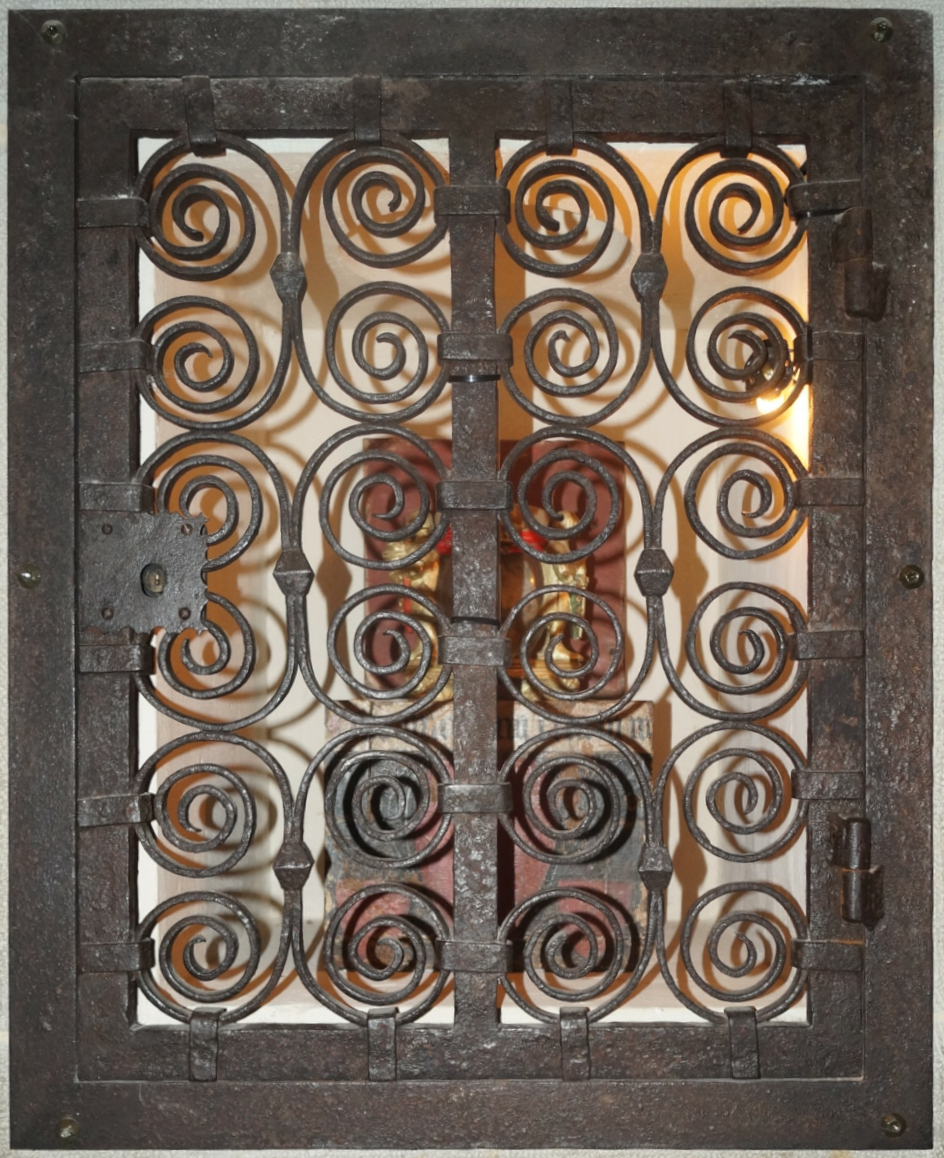
Alacena donde se preserva la urna con el corazón de Carlos II de Navarra (Ujué). En ella se lee:
«Aquí está el corazón del rey Don Carlos que murió en Pamplona la primera noche de enero del año de la Encarnación de Nuestro Señor 1487 y reinó 37 años y tenía 53 años, 4 meses y 22 días. Dios por su merced le haga perdón. Amén.»

## Sobre un apodo real póstumo:el Malo
El uso de números regnales es reciente y en aras a distinguir los casos de homonimia entre reyes y otro tipo de autoridades como papas, nobles, etc. Obviamente hay usos diferenciados entre países. Antes de la implantación de este uso más neutral y objetivo, se hacían tales distinciones utilizando apodos reales o motes. Desde época del imperio egipcio y helénica hay constancia de tal uso. El mismo término apodo tiene su raíz en la acepción latina putare en el sentido de juzgar.
Siguiendo la historiografía son numerosos los investigadores que durante el último siglo han abordado la cuestión acerca de este apodo real tan peyorativo. La historiografía reciente, tanto francesa como española, ha abordado a menudo el tema de este mote buscando un fundamento objetivo y razonable que explicara su razón de ser. Así lo afirma Bruno Ramírez de Palacios  cuando dice que es «solamente a fines del siglo XX que Carlos II comenzó a ser objeto de un juicio más matizado.»
Suzanne Honoré-Duvergé fue una de las primeras investigadoras en abordar esta cuestión realizando un breve estudio sobre el tema. Literalmente afirmaba:

Aucune chronique française —ou navarraise— contemporaine des événemnts, affirme-t-elle, n'attribue de surnom à Charles de Navarre; non pas même les plus hostiles, celles qui le présentent comme un empoisonneur capable d'attenter à la vie de ses propres fils.
Ninguna crónica francesa —o navarra— contemporánea de los acontecimientos, afirma, atribuye un apodo a Carlos de Navarra; ni siquiera los más hostiles, los que lo presentan como un envenenador capaz de atentar contra la vida de sus propios hijos.
Suzanne Honoré-Duvergé, 1951

El valor de esta afirmación cobra fuerza al tener presente la notable abundancia de cronistas, a favor y en contra, existente para relatar los hechos de este período. Los interrogantes sobre este asunto, en su caso, se remontan ya al año 1935 cuando los plantea, también inicialmente, en un breve artículo sobre uno de los primeros hechos más controvertidos de su reinado, la Justicia de Miluce (1951) como habitual y comúnmente se denomina:

Cuando Carlos II, rey de Navarra por la muerte de su madre la reina Doña Juana, vino a su reino, dice la tradición que recibió allí el nombre de Malo, por la cruel represión de una conjuración cuyos jefes hizo ahorcar en el puente de Miluce, cerca de Pamplona. Hasta dicen que el puente tomaría su denominación—miluce, en euskera: lengua larga-—de la lengua sacada fuera por las desdichadas víctimas. El episodio, habiendo pasado a leyenda, ha inspirado, en particular a D. Juan Iturralde y Suit, una narración que tiene más de fantasía que de verosimilitud.
Suzanne Honoré-Duvergé, 1935

En este mismo artículo asienta ya el origen del epíteto que más abajo se explica. En 1967, André Plaisse, en su biografía sobre esta figura, siguiendo esa estela de Honoré-Duvergé, comienza su obra afirmando precisamente el asunto: 

Charles II, roi de Navarre et comte d'Evreux, toujours surnommé le Mauvais si l'on en croit les manuels d'histoire les plus récents
Carlos II, rey de Navarra y conde de Evreux, siempre apodado el Malo si hemos de creer en los libros de historia más recientes
André Plaisse, 1967

El historiador francés, que ya ha titulado el capítulo de forma evocadora "Legende noire et realité historique", busca abordar un "juicio" inicial sobre el asunto que, antes de abordar, asombrado ante la indiferencia de los vecinos de Evreux sobre su historia, se pregunta:

Lorsqu'on mène une existence paisible et digne, comment s'intéresser à un prince si notoirement chargé de vices et de crimes que tout le monde s'accorde à lui donner l'épithète de Mauvais? Et comment oserions-nous penser que Clio s'est montrée particulièrement sévère à son égard lorsque nous la voyons décerner si facilement des louanges à ses contemporains du XIVe siècle ? Jean II le Bon, Charles V le Sage, Charles VI le Bien-Aimé : il suffit de citer les noms des rois de France à cette époque pour être convaincu de la sérénité du jugement de l'histoire et pour se persuader que notre compatriote est vraiment indigne d'être aimé et étudié...
Cuando uno lleva una existencia pacífica y digna, ¿cómo puede interesarse por un príncipe tan notoriamente cargado de vicios y crímenes que todos aceptan darle el epíteto de Malo? ¿Y cómo nos atrevemos a pensar que Clío fue particularmente severa con ello cuando la vemos elogiar con tanta facilidad a sus contemporáneos del siglo XIV? Juan II el Bueno, Carlos V el Sabio, Carlos VI el Bienamado: basta citar los nombres de los reyes de Francia en este momento para convencerse de la serenidad del juicio de la historia y de que nuestro compatriota es verdaderamente indigno de ser amado y estudiado...
André Plaisse, 1967

Ese mismo año, en Navarra, el archivero, historiador y médico, José Ramón Castro Álava, publicaba su extenso trabajo sobre Carlos III el Noble, rey de Navarra en el cual realizaba un amplio capítulo introductorio, de unas cien páginas, sobre Carlos II, rey de Navarra, hace alusión a la cuestión:

A Carlos II se le conoce con el sobrenombre de el Malo. Dios me libre de intentar su rehabilitación, pero sí será necesario consignar que no es justo personalizar en el navarro todos los vicios, violencias, deslealtades y perjurios que caracterizaron la época en que le tocó vivir. Los reyes de Castilla y Aragón, Pedro I y Pedro IV, y los monarcas franceses contemporáneos no fueron ni mejores ni peores que Carlos II; todos estaban contagiados del ambiente de una época que estaba a punto de terminar.
José Ramón Castro Álava, 1967

 Pocos años, en 1973, después otro historiador navarro, José María Lacarra, en su vasto y completo recorrido por la Historia política del Reino de Navarra, hacía su aporte como colofón al centenar largo de páginas dedicadas al monarca navarro:

Su persona ha sido diversamente juzgada por los historiadores. El apodo de el Malo, con que se le conoce, es relativamente moderno, del siglo X V I, introducido, al parecer, por Diego Ramírez de Avalos de la Piscina, un médico historiador, que se presenta como pariente de Juan Remírez de Arellano, y tenía una larga lista de agravios que vengar. 

La terrible oposición del rey de Navarra al rey de Francia parece explicada en la antítesis de Carlos el Malo y Juan el Bueno. Y, efectivamente, Carlos II fue el hombre Malo para los reyes Juan II y Carlos V.

Lejos de una exposición más metódica y exhaustiva, mencionar tan fugazmente con ella misma hace, a Beatriz Leroy cuando, como todos los anteriores, se remite a Honoré-Duvergé y zanja el asunto cuando afirma:

Charles II de Navarre ne semble connu par les Français que sous son sobriquet, «Le Mauvais». Son fils Charles III, qui lui succède à sa mort le 1º Janvier 1387, est appelé «Le Noble» par opposition à son père. On ne peut entrer dans la querelle du bien-fondé de ces surnoms, qui ne leur sont donnés qu'au XVIº siècle.
Carlos II de Navarra sólo parece ser conocido por los franceses por su apodo, el Malo. Su hijo Carlos III, que le sucedió a su muerte el 1 de enero de 1387, es llamado el Noble en oposición a su padre. No podemos entrar en la disputa bien fundada sobre la validez de estos apodos, que no les fueron puestos hasta el siglo XVI.
Béatrice Leroy, 1985

Por último, más recientemente, la investigadora María Narbona Cárceles, afirmaba al comienzo de uno de sus trabajos sobre este monarca que esta apodo estaba ya obsoleto:

Le surnom traditionnel pour désigner Charles II de Navarre –«Le Mauvais»–, a été utilisé volontairement pour le thème de cette étude. Néanmoins, il existe aujourd’hui une tendance historiographique à ne plus utiliser ce surnom, désormais dépassé.
El apodo tradicional de Carlos II de Navarra –«El Malo»– se ha utilizado deliberadamente para el tema de este estudio. Sin embargo, hoy en día existe una tendencia historiográfica a no utilizar más este apodo, ya obsoleto.
María Narbona Cárceles, 2008

### Origen y difusión
Será siglo y medio después un cronista de España, Diego Ramírez de Ávalos de la Piscina, quien le llame «el Malo» por haber reprimido ferozmente una sedición en su primera visita a Pamplona (Miluce, 1351) donde participó un antepasado del cronista. Contundente, afirma Honoré-Duvergé:

Il est piquant de constater que, grâce aux griefs personnels d'un hobereau ruiné, médecin de son métier, chroniqueur à ses heures et généalogiste sans scrupule, tous le petits enfants de France —sans parler des érudits— ont aisément retenu le nom d'un roi de Navarre qui faisait merveilleusement pendant, dans leur esprit, au «bon» roi de France Jean II...
Es espinoso constatar que, gracias a los agravios personales de un escudero arruinado, de un médico de profesión, de un cronista en su tiempo libre y de un genealogista sin escrúpulos, todos los niños pequeños de Francia —por no hablar de los eruditos— hayan recordado fácilmente el nombre de un rey de Navarra, que lo hizo maravillosamente en contraposición, en sus mentes, al “bueno” del rey de Francia Juan II...

Añade que, por las circunstancias políticas entre España y Francia de esos siglos, no dudan en asentar el apodo sin poner en duda su fundamento. Para Narbona Cárceles, no obstante, habría que remontarse unos años más, a la obra de Eustache Deschamps «que puso su pluma al servicio de las intenciones políticas de la corona» francesa contribuyendo con su creación literaria «a la política oficial del reino y a la difusión entre el público de la idea que quería dar el gobierno de este gran enemigo del reino que había sido Carlos de Navarra. Como prueba de la eficacia de esta propanganda, en el siglo XVI fue apodado "el Malo", y esta leyenda negra continuaría hasta nuestros días.»

### Imagen estereotipada actual
En 1898 Edmond Meyer escribía su obra sobre Carlos II afirmando en su prefacio que «este libro tiene como objetivo la rehabilitación de Carlos el Malo.» Ya él mismo era conocedor de la ardua tarea que suponía esta rehabilitación apuntando a que sólo se podía lograr si se bajaba la figura de Carlos V del pedestal sobre el que lo habían elevado las generaciones precedentes, un monarca con «las más raras cualidades.»
Meyer apuntaba ya a finales del siglo XIX hacia Denis-François Secousse y André Favyn, secundados después por Henri Martin y Jules Michelet, como los mayores propagadores de esta imagen al despreocuparse de adoptar un talante más crítico, propio del oficio de historiador, exponiendo ejemplos de errores notables,dejando para el último lugar a su coetáneo Siméon Luce que, a pesar de estudiar profundamente el siglo XIV francés, no realizó un estudio mayor, de conjunto, sobre Carlos II de Navarra del que «sólo estudió sus relaciones con Francia, como príncipe francés, dejando a otros el cuidado de escribir la historia de sus relaciones con Castilla y Aragón, como rey de Navarra.»
Tras Meyer, a lo largo del siglo XX y XXI, han sido varios los historiadores, tanto franceses (Honoré Duverge, Leroy, Plaisse, Charon, Ramírez de Palacios) como españoles (Lacarra de Miguel, Castro Álava, Villar García, Narbona Cárceles) quienes han suscitado tal rehabilitación como más arriba se ha expuesto.
Finalmente, la historiadora Narbona Cárceles achaca a los escritores oficiales (es decir, al servicio de los monarcas franceses Carlos V y Carlos VI) como Eustache Deschamps, la gestación de «este terrible retrato psicológico del rey de Navarra —traidor, mentiroso, astuto e inteligente, siempre dispuesto a vengarse de los reyes de Francia, de forma cruel—» y considera que merece realmente un estudio de mayor profundidad; ya que, a pesar de los siglos transcurridos, «todavía actualmente se encuentran obras académicas que siguen ofreciendo esta imagen del rey de Navarra.»

## Genealogía

### Pretendiente al trono de Francia
Carlos de Navarra era nieto de Luis X, cuya muerte (1316), acaecida solo dos años después de la de su padre Felipe IV (1314), puso término al llamado «milagro capetiano»: en el periodo comprendido entre 987 y 1316 los reyes capetos siempre habían tenido un heredero al que transmitir la corona a su muerte.
De su primera esposa Margarita de Borgoña, condenada por adulterio, Luis X no había tenido más que una niña, Juana de Navarra. A su muerte, su segunda esposa esperaba un niño, Juan I el Póstumo, que únicamente viviría cinco días. Fallecido Juan, la heredera directa del Reino de Francia pasaba a ser Juana de Navarra, una niña de cinco años. En ese momento se tomó una decisión cuya importancia reside en que volvió a aplicarse cuando se planteó de nuevo la cuestión dinástica en 1328; el adulterio de la madre de Juana suponía el riesgo de que cualquier noble se rebelara con el pretexto de que la reina era bastarda, por lo que se consideró que el hermano del rey, Felipe de Poitiers, un caballero aguerrido e instruido en materia real por su padre, era el más adecuado para asumir la regencia. La situación terminaría con la muerte de Juan el Póstumo, momento en el que Felipe accederá al trono, completando la exclusión de Juana.

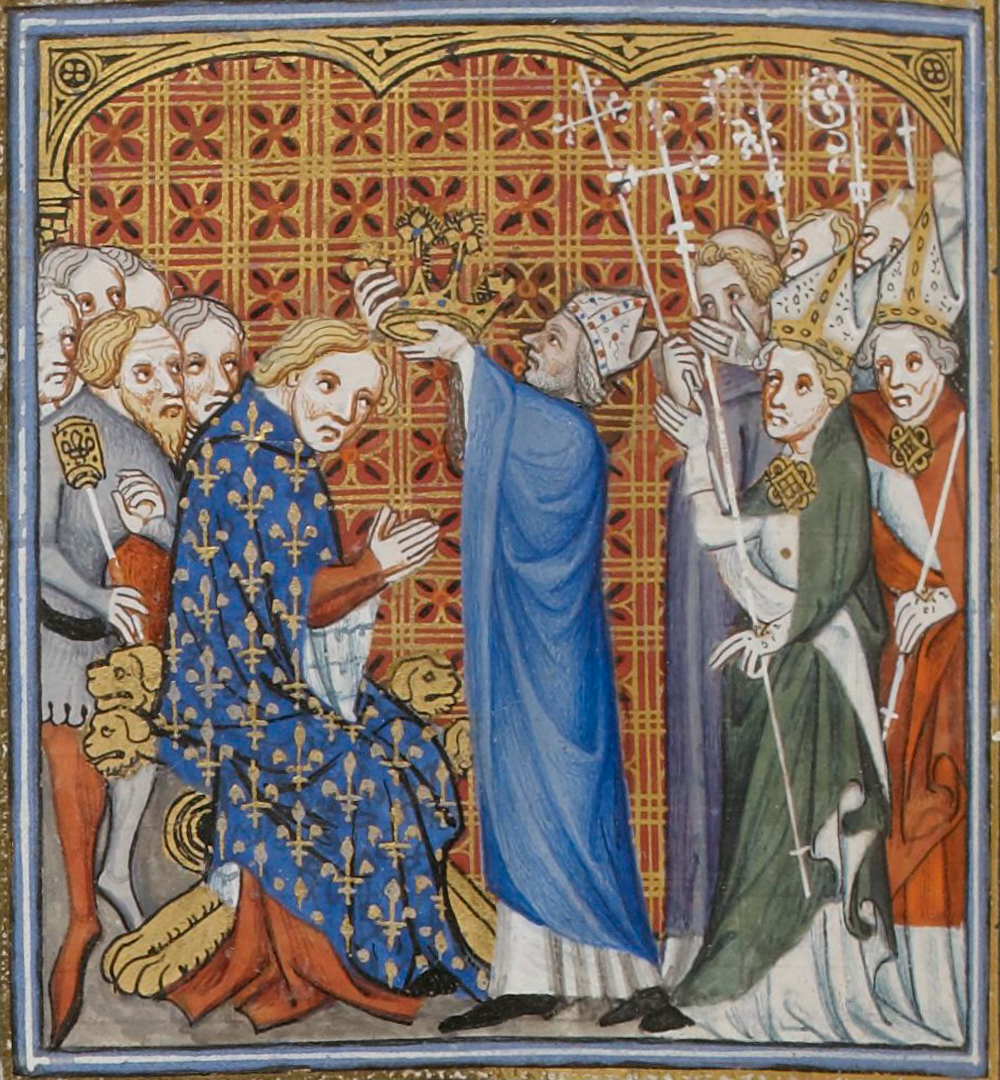
Coronación de Felipe V.

La ley sálica no fue invocada en la elección del nuevo rey de Francia. Al revisar, antes de su muerte, el estatus del infantazgo de Poitou que establecía que «en ausencia de heredero varón, la corona volvería a Francia», Felipe IV se había cuidado de introducir la «cláusula de masculinidad» para reforzar las posesiones de los Capetos uniendo a la corona feudos de sus vasallos que no tenían herederos varones. No obstante, no será hasta 1356, cuarenta años después de la controversia dinástica de 1316, que un benedictino de la abadía de Saint-Denis que estaba en posesión de la crónica oficial del reino, invocó esta ley para reforzar la posición del rey de Francia en el duelo propagandístico que libró con Eduardo III de Inglaterra. La ley sálica databa de los tiempos de los francos y estipulaba que las mujeres debían ser excluidas de la «tierra sálica». Sin embargo, fue en 1358 cuando Richard Lescot encuentra en la abadía de Saint-Denis el manuscrito conteniendo el texto de la ley.
No obstante, Juana no estaba completamente aislada. Su tío, el poderoso duque de Borgoña, lideró la coalición de descontentos, dispuestos a conspirar con los rebeldes de Flandes. Para calmar a los sediciosos se concedió a Juana una renta de 15 000 libras con la condición de que renunciara a Navarra y a Champaña cuando cumpliera doce años.
Tras el corto reinado de Felipe V, muerto sin heredero varón, será su hermano menor Carlos IV quien, aprovechándose del precedente que había sentado Felipe, obtendrá la corona. No obstante, este reinado también terminará pronto con la prematura muerte de Carlos, lo que provocó la reaparición de la cuestión dinástica: Juana de Navarra no tenía heredero varón —Carlos de Navarra no nacería hasta cuatro años después (1332)— pero del matrimonio de Isabel de Francia con Eduardo II de Inglaterra nació Eduardo III. Isabel intentó hacer valer los derechos de Eduardo, pero será Felipe de Valois —cuyo padre era Carlos de Valois, hermano de Felipe IV— el que acceda al trono. Esta decisión era tanto una decisión geopolítica como una expresión de la naciente conciencia nacional, y daba cuenta del rechazo a ver a un extranjero casado con la reina y administrando el reino. Los pares de Francia eran reticentes a dar la corona a un rey de otro país.
En 1328 la elección de Felipe VI era la más lógica si se quería evitar que Eduardo III obtuviera la corona de Francia. No obstante, en retrospectiva, el heredero más directo por vía materna era Carlos de Navarra, pero no nacería hasta 1332. Descontento con la decisión, Carlos tratará de hacer valer sus derechos durante toda su vida, convirtiéndose en un implacable rival para los Valois.

### Derechos sobre Angulema, Champaña, Bría y el ducado de Borgoña
Cuando alcanzó la mayoría de edad, Juana tuvo que renunciar a Navarra, Champaña y Bría. Aunque Felipe IV había unido al dominio real estas posesiones de su esposa Juana I de Navarra, como descendiente directa de los últimos condes champañeses, le correspondía también a su nieta Juana II como su heredera más directa —como en el caso de Navarra, donde tampoco había legislación similar a la lex voconia o la ley sálica— por lo que no podía excluirse a Juana de la sucesión real. Juana estaba casada con su primo Felipe de Évreux y pudo contar con el apoyo incondicional de los barones navarros, que rechazaron que el reino se convirtiera en una mera provincia administrada a distancia por el rey de Francia. Felipe VI tuvo que transigir: en abril de 1328 Navarra fue concedida a Juana, pero no Champaña y Bría, ya que la posesión de dichos dominios convertiría a los monarcas navarros en un partido demasiado poderoso. En compensación los Evreux-Navarra aceptaron un trato compensatorio: obtuvieron el condado de Mortain, una parte de Cotentin y Vexin, Pontoise, Beaumont-sur-Oise y Asnières-sur-Oise. La promesa de ceder el condado de Angulema no se cumplió y más tarde Carlos II pudo hacer valer sus derechos para reivindicar Champaña y Bría.
Por otro lado Eudes IV de Borgoña no tenía heredero, y, en caso de muerte, este ducado debería pasar a Carlos de Navarra en virtud de las leyes de primogenitura, pues este era nieto de Margarita de Borgoña, cuyo padre era el duque Roberto II.
En resumen, Carlos de Navarra era heredero de la corona de Navarra y de las posesiones normandas de los Evreux, pero también derechos dinásticos de peso para poder postularse la corona de Francia que le negaron a sus padres, el ducado de Borgoña en el caso de que Felipe de Rouvre muriera sin descendencia, y los ricos condados de Champaña y Bría si no se le restableciera el Condado de Angulema.

### Descendencia
De su matrimonio con Juana de Francia, hija de Juan II y Bona de Luxemburgo, con la que se casó en 1352 nacieron:
- Carlos III el Noble (1361-1425), heredero del trono de Navarra.
- Felipe de Navarra (1363-¿?)
- María de Navarra (Puente la Reina, c. 1364/5-d. 1420), casada en Tudela en 1396 con Alfonso de Aragón el Joven, II duque de Gandía, II conde de Denia y III conde de Ribagorza, sin descendencia.
- Pedro de Navarra (1366-1412), conde de Mortain, casado en 1411 con Catalina de Alençon; sin descendencia legítima.
- Isabel (c. 1367/1368- antes de 1376), entregada al Monasterio de Santa Clara de Estella.
- Blanca de Navarra (1369-1385). Estuvo prometida al joven rey Ricardo II de Inglaterra, pero no se pudo culminar el matrimonio por la guerra de 1378.
- Juana de Navarra (c.1370-1437), casada en primeras nupcias con su primo Juan IV de Bretaña, y desposada después (1403) con Enrique IV de Inglaterra.
- Bona de Navarra (1373-1383).

Fuera del matrimonio tendría con Catalina de Lizaso: 
- Leonel de Navarra (c. 1376-1413), caballero, I vizconde de Muruzábal, casado con Elfa de Luna, tuvo cinco hijos fuera de matrimonio.
- Juana de Navarra (?-1413), casada en 1378 con Johan de Béarn, escudero, capitán del castillo de Lourdes en Bigorre; era en 1381 vasallo de su padrastro por su feudo de Murillo el Fruto.

## Ancestros
| \| \| \| \| \| \| \| \| \| \| \| \| \| \| \| \| \| \| \| \| 16. San Luis IX de Francia (=30) \| \| \| \| \| \| \| \| \| \| \| \| \| \| \| \| \| \| \| \| \| \| \| \| \| \| \| \| \| \| \| \| \| \| \| \| \| \| \| \| \| \| \| \| \| \| \| \| \| \| \| \| \| \| 8. Felipe III de Francia (=24) \| \| \| \| \| \| \| \| \| \| \| \| \| \| \| \| \| \| \| \| \| \| \| \| \| \| \| \| \| \| \| \| \| \| \| \| \| \| \| \| \| \| \| \| \| \| \| \| \| \| \| \| \| \| 17. Margarita de Provenza (=31) \| \| \| \| \| \| \| \| \| \| \| \| \| \| \| \| \| \| \| \| \| \| \| \| \| \| \| \| \| \| \| \| \| \| \| \| \| \| \| \| \| \| \| \| \| \| \| \| \| \| \| \| \| \| 4. Luis de Évreux \| \| \| \| \| \| \| \| \| \| \| \| \| \| \| \| \| \| \| \| \| \| \| \| \| \| \| \| \| \| \| \| \| \| \| \| \| \| \| \| \| \| \| \| \| \| \| \| \| \| \| \| \| \| 18. Enrique III de Brabante \| \| \| \| \| \| \| \| \| \| \| \| \| \| \| \| \| \| \| \| \| \| \| \| \| \| \| \| \| \| \| \| \| \| \| \| \| \| \| \| \| \| \| \| \| \| \| \| \| \| \| \| \| \| 9. María de Brabante \| \| \| \| \| \| \| \| \| \| \| \| \| \| \| \| \| \| \| \| \| \| \| \| \| \| \| \| \| \| \| \| \| \| \| \| \| \| \| \| \| \| \| \| \| \| \| \| \| \| \| \| \| \| 19. Adelaida de Borgoña \| \| \| \| \| \| \| \| \| \| \| \| \| \| \| \| \| \| \| \| \| \| \| \| \| \| \| \| \| \| \| \| \| \| \| \| \| \| \| \| \| \| \| \| \| \| \| \| \| \| \| \| \| \| 2. Felipe III de Navarra \| \| \| \| \| \| \| \| \| \| \| \| \| \| \| \| \| \| \| \| \| \| \| \| \| \| \| \| \| \| \| \| \| \| \| \| \| \| \| \| \| \| \| \| \| \| \| \| \| \| \| \| \| \| 20. Roberto II de Artois \| \| \| \| \| \| \| \| \| \| \| \| \| \| \| \| \| \| \| \| \| \| \| \| \| \| \| \| \| \| \| \| \| \| \| \| \| \| \| \| \| \| \| \| \| \| \| \| \| \| \| \| \| \| 10. Felipe de Artois \| \| \| \| \| \| \| \| \| \| \| \| \| \| \| \| \| \| \| \| \| \| \| \| \| \| \| \| \| \| \| \| \| \| \| \| \| \| \| \| \| \| \| \| \| \| \| \| \| \| \| \| \| \| 21. Amicia (Amada) de Courtnay \| \| \| \| \| \| \| \| \| \| \| \| \| \| \| \| \| \| \| \| \| \| \| \| \| \| \| \| \| \| \| \| \| \| \| \| \| \| \| \| \| \| \| \| \| \| \| \| \| \| \| \| \| \| 5. Margarita de Artois \| \| \| \| \| \| \| \| \| \| \| \| \| \| \| \| \| \| \| \| \| \| \| \| \| \| \| \| \| \| \| \| \| \| \| \| \| \| \| \| \| \| \| \| \| \| \| \| \| \| \| \| \| \| 22. Juan II de Bretaña \| \| \| \| \| \| \| \| \| \| \| \| \| \| \| \| \| \| \| \| \| \| \| \| \| \| \| \| \| \| \| \| \| \| \| \| \| \| \| \| \| \| \| \| \| \| \| \| \| \| \| \| \| \| 11. Blanca de Bretaña \| \| \| \| \| \| \| \| \| \| \| \| \| \| \| \| \| \| \| \| \| \| \| \| \| \| \| \| \| \| \| \| \| \| \| \| \| \| \| \| \| \| \| \| \| \| \| \| \| \| \| \| \| \| 23. Beatriz de Inglaterra \| \| \| \| \| \| \| \| \| \| \| \| \| \| \| \| \| \| \| \| \| \| \| \| \| \| \| \| \| \| \| \| \| \| \| \| \| \| \| \| \| \| \| \| \| \| \| \| \| \| \| \| \| \| 1. Carlos II de Navarra \| \| \| \| \| \| \| \| \| \| \| \| \| \| \| \| \| \| \| \| \| \| \| \| \| \| \| \| \| \| \| \| \| \| \| \| \| \| \| \| \| \| \| \| \| \| \| \| \| \| \| \| \| \| 24. Felipe III de Francia (=8) \| \| \| \| \| \| \| \| \| \| \| \| \| \| \| \| \| \| \| \| \| \| \| \| \| \| \| \| \| \| \| \| \| \| \| \| \| \| \| \| \| \| \| \| \| \| \| \| \| \| \| \| \| \| 12. Felipe IV de Francia \| \| \| \| \| \| \| \| \| \| \| \| \| \| \| \| \| \| \| \| \| \| \| \| \| \| \| \| \| \| \| \| \| \| \| \| \| \| \| \| \| \| \| \| \| \| \| \| \| \| \| \| \| \| 25. Isabel de Aragón \| \| \| \| \| \| \| \| \| \| \| \| \| \| \| \| \| \| \| \| \| \| \| \| \| \| \| \| \| \| \| \| \| \| \| \| \| \| \| \| \| \| \| \| \| \| \| \| \| \| \| \| \| \| 6. Luis X de Francia \| \| \| \| \| \| \| \| \| \| \| \| \| \| \| \| \| \| \| \| \| \| \| \| \| \| \| \| \| \| \| \| \| \| \| \| \| \| \| \| \| \| \| \| \| \| \| \| \| \| \| \| \| \| 26. Enrique I de Navarra \| \| \| \| \| \| \| \| \| \| \| \| \| \| \| \| \| \| \| \| \| \| \| \| \| \| \| \| \| \| \| \| \| \| \| \| \| \| \| \| \| \| \| \| \| \| \| \| \| \| \| \| \| \| 13. Juana I de Navarra \| \| \| \| \| \| \| \| \| \| \| \| \| \| \| \| \| \| \| \| \| \| \| \| \| \| \| \| \| \| \| \| \| \| \| \| \| \| \| \| \| \| \| \| \| \| \| \| \| \| \| \| \| \| 27. Blanca de Artois \| \| \| \| \| \| \| \| \| \| \| \| \| \| \| \| \| \| \| \| \| \| \| \| \| \| \| \| \| \| \| \| \| \| \| \| \| \| \| \| \| \| \| \| \| \| \| \| \| \| \| \| \| \| 3. Juana II de Navarra \| \| \| \| \| \| \| \| \| \| \| \| \| \| \| \| \| \| \| \| \| \| \| \| \| \| \| \| \| \| \| \| \| \| \| \| \| \| \| \| \| \| \| \| \| \| \| \| \| \| \| \| \| \| 28. Hugo IV de Borgoña \| \| \| \| \| \| \| \| \| \| \| \| \| \| \| \| \| \| \| \| \| \| \| \| \| \| \| \| \| \| \| \| \| \| \| \| \| \| \| \| \| \| \| \| \| \| \| \| \| \| \| \| \| \| 14. Roberto II de Borgoña \| \| \| \| \| \| \| \| \| \| \| \| \| \| \| \| \| \| \| \| \| \| \| \| \| \| \| \| \| \| \| \| \| \| \| \| \| \| \| \| \| \| \| \| \| \| \| \| \| \| \| \| \| \| 29. Violante de Dreux \| \| \| \| \| \| \| \| \| \| \| \| \| \| \| \| \| \| \| \| \| \| \| \| \| \| \| \| \| \| \| \| \| \| \| \| \| \| \| \| \| \| \| \| \| \| \| \| \| \| \| \| \| \| 7. Margarita de Borgoña \| \| \| \| \| \| \| \| \| \| \| \| \| \| \| \| \| \| \| \| \| \| \| \| \| \| \| \| \| \| \| \| \| \| \| \| \| \| \| \| \| \| \| \| \| \| \| \| \| \| \| \| \| \| 30. San Luis IX de Francia (=16) \| \| \| \| \| \| \| \| \| \| \| \| \| \| \| \| \| \| \| \| \| \| \| \| \| \| \| \| \| \| \| \| \| \| \| \| \| \| \| \| \| \| \| \| \| \| \| \| \| \| \| \| \| \| 15. Inés de Francia \| \| \| \| \| \| \| \| \| \| \| \| \| \| \| \| \| \| \| \| \| \| \| \| \| \| \| \| \| \| \| \| \| \| \| \| \| \| \| \| \| \| \| \| \| \| \| \| \| \| \| \| \| \| 31. Margarita de Provenza (=17) \| \| \| \| \| \| \| \| \| \| \| \| \| \| \| \| \| \| \| \| \| \| \| \| \| \| \| \| \| \| \| \| \| \| \| \| \| \| \| \| \| \| \| \| \| \| \| \| \| \| \| \| |                                  |  |  |  |  |  |  |  |  |  |  |  |  |  |  |  |
| |                                  |  |  |  |  |  |  |  |  |  |  |  |  |  |  |  |
| | 16. San Luis IX de Francia (=30) |  |  |  |  |  |  |  |  |  |  |  |  |  |  |  |
| |                                  |  |  |  |  |  |  |  |  |  |  |  |  |  |  |  |
| |                                  |  |  |  |  |  |  |  |  |  |  |  |  |  |  |  |
| | 8. Felipe III de Francia (=24)   |  |  |  |  |  |  |  |  |  |  |  |  |  |  |  |
| |                                  |  |  |  |  |  |  |  |  |  |  |  |  |  |  |  |
| |                                  |  |  |  |  |  |  |  |  |  |  |  |  |  |  |  |
| | 17. Margarita de Provenza (=31)  |  |  |  |  |  |  |  |  |  |  |  |  |  |  |  |
| |                                  |  |  |  |  |  |  |  |  |  |  |  |  |  |  |  |
| |                                  |  |  |  |  |  |  |  |  |  |  |  |  |  |  |  |
| | 4. Luis de Évreux                |  |  |  |  |  |  |  |  |  |  |  |  |  |  |  |
| |                                  |  |  |  |  |  |  |  |  |  |  |  |  |  |  |  |
| |                                  |  |  |  |  |  |  |  |  |  |  |  |  |  |  |  |
| | 18. Enrique III de Brabante      |  |  |  |  |  |  |  |  |  |  |  |  |  |  |  |
| |                                  |  |  |  |  |  |  |  |  |  |  |  |  |  |  |  |
| |                                  |  |  |  |  |  |  |  |  |  |  |  |  |  |  |  |
| | 9. María de Brabante             |  |  |  |  |  |  |  |  |  |  |  |  |  |  |  |
| |                                  |  |  |  |  |  |  |  |  |  |  |  |  |  |  |  |
| |                                  |  |  |  |  |  |  |  |  |  |  |  |  |  |  |  |
| | 19. Adelaida de Borgoña          |  |  |  |  |  |  |  |  |  |  |  |  |  |  |  |
| |                                  |  |  |  |  |  |  |  |  |  |  |  |  |  |  |  |
| |                                  |  |  |  |  |  |  |  |  |  |  |  |  |  |  |  |
| | 2. Felipe III de Navarra         |  |  |  |  |  |  |  |  |  |  |  |  |  |  |  |
| |                                  |  |  |  |  |  |  |  |  |  |  |  |  |  |  |  |
| |                                  |  |  |  |  |  |  |  |  |  |  |  |  |  |  |  |
| | 20. Roberto II de Artois         |  |  |  |  |  |  |  |  |  |  |  |  |  |  |  |
| |                                  |  |  |  |  |  |  |  |  |  |  |  |  |  |  |  |
| |                                  |  |  |  |  |  |  |  |  |  |  |  |  |  |  |  |
| | 10. Felipe de Artois             |  |  |  |  |  |  |  |  |  |  |  |  |  |  |  |
| |                                  |  |  |  |  |  |  |  |  |  |  |  |  |  |  |  |
| |                                  |  |  |  |  |  |  |  |  |  |  |  |  |  |  |  |
| | 21. Amicia (Amada) de Courtnay   |  |  |  |  |  |  |  |  |  |  |  |  |  |  |  |
| |                                  |  |  |  |  |  |  |  |  |  |  |  |  |  |  |  |
| |                                  |  |  |  |  |  |  |  |  |  |  |  |  |  |  |  |
| | 5. Margarita de Artois           |  |  |  |  |  |  |  |  |  |  |  |  |  |  |  |
| |                                  |  |  |  |  |  |  |  |  |  |  |  |  |  |  |  |
| |                                  |  |  |  |  |  |  |  |  |  |  |  |  |  |  |  |
| | 22. Juan II de Bretaña           |  |  |  |  |  |  |  |  |  |  |  |  |  |  |  |
| |                                  |  |  |  |  |  |  |  |  |  |  |  |  |  |  |  |
| |                                  |  |  |  |  |  |  |  |  |  |  |  |  |  |  |  |
| | 11. Blanca de Bretaña            |  |  |  |  |  |  |  |  |  |  |  |  |  |  |  |
| |                                  |  |  |  |  |  |  |  |  |  |  |  |  |  |  |  |
| |                                  |  |  |  |  |  |  |  |  |  |  |  |  |  |  |  |
| | 23. Beatriz de Inglaterra        |  |  |  |  |  |  |  |  |  |  |  |  |  |  |  |
| |                                  |  |  |  |  |  |  |  |  |  |  |  |  |  |  |  |
| |                                  |  |  |  |  |  |  |  |  |  |  |  |  |  |  |  |
| | 1. Carlos II de Navarra          |  |  |  |  |  |  |  |  |  |  |  |  |  |  |  |
| |                                  |  |  |  |  |  |  |  |  |  |  |  |  |  |  |  |
| |                                  |  |  |  |  |  |  |  |  |  |  |  |  |  |  |  |
| | 24. Felipe III de Francia (=8)   |  |  |  |  |  |  |  |  |  |  |  |  |  |  |  |
| |                                  |  |  |  |  |  |  |  |  |  |  |  |  |  |  |  |
| |                                  |  |  |  |  |  |  |  |  |  |  |  |  |  |  |  |
| | 12. Felipe IV de Francia         |  |  |  |  |  |  |  |  |  |  |  |  |  |  |  |
| |                                  |  |  |  |  |  |  |  |  |  |  |  |  |  |  |  |
| |                                  |  |  |  |  |  |  |  |  |  |  |  |  |  |  |  |
| | 25. Isabel de Aragón             |  |  |  |  |  |  |  |  |  |  |  |  |  |  |  |
| |                                  |  |  |  |  |  |  |  |  |  |  |  |  |  |  |  |
| |                                  |  |  |  |  |  |  |  |  |  |  |  |  |  |  |  |
| | 6. Luis X de Francia             |  |  |  |  |  |  |  |  |  |  |  |  |  |  |  |
| |                                  |  |  |  |  |  |  |  |  |  |  |  |  |  |  |  |
| |                                  |  |  |  |  |  |  |  |  |  |  |  |  |  |  |  |
| | 26. Enrique I de Navarra         |  |  |  |  |  |  |  |  |  |  |  |  |  |  |  |
| |                                  |  |  |  |  |  |  |  |  |  |  |  |  |  |  |  |
| |                                  |  |  |  |  |  |  |  |  |  |  |  |  |  |  |  |
| | 13. Juana I de Navarra           |  |  |  |  |  |  |  |  |  |  |  |  |  |  |  |
| |                                  |  |  |  |  |  |  |  |  |  |  |  |  |  |  |  |
| |                                  |  |  |  |  |  |  |  |  |  |  |  |  |  |  |  |
| | 27. Blanca de Artois             |  |  |  |  |  |  |  |  |  |  |  |  |  |  |  |
| |                                  |  |  |  |  |  |  |  |  |  |  |  |  |  |  |  |
| |                                  |  |  |  |  |  |  |  |  |  |  |  |  |  |  |  |
| | 3. Juana II de Navarra           |  |  |  |  |  |  |  |  |  |  |  |  |  |  |  |
| |                                  |  |  |  |  |  |  |  |  |  |  |  |  |  |  |  |
| |                                  |  |  |  |  |  |  |  |  |  |  |  |  |  |  |  |
| | 28. Hugo IV de Borgoña           |  |  |  |  |  |  |  |  |  |  |  |  |  |  |  |
| |                                  |  |  |  |  |  |  |  |  |  |  |  |  |  |  |  |
| |                                  |  |  |  |  |  |  |  |  |  |  |  |  |  |  |  |
| | 14. Roberto II de Borgoña        |  |  |  |  |  |  |  |  |  |  |  |  |  |  |  |
| |                                  |  |  |  |  |  |  |  |  |  |  |  |  |  |  |  |
| |                                  |  |  |  |  |  |  |  |  |  |  |  |  |  |  |  |
| | 29. Violante de Dreux            |  |  |  |  |  |  |  |  |  |  |  |  |  |  |  |
| |                                  |  |  |  |  |  |  |  |  |  |  |  |  |  |  |  |
| |                                  |  |  |  |  |  |  |  |  |  |  |  |  |  |  |  |
| | 7. Margarita de Borgoña          |  |  |  |  |  |  |  |  |  |  |  |  |  |  |  |
| |                                  |  |  |  |  |  |  |  |  |  |  |  |  |  |  |  |
| |                                  |  |  |  |  |  |  |  |  |  |  |  |  |  |  |  |
| | 30. San Luis IX de Francia (=16) |  |  |  |  |  |  |  |  |  |  |  |  |  |  |  |
| |                                  |  |  |  |  |  |  |  |  |  |  |  |  |  |  |  |
| |                                  |  |  |  |  |  |  |  |  |  |  |  |  |  |  |  |
| | 15. Inés de Francia              |  |  |  |  |  |  |  |  |  |  |  |  |  |  |  |
| |                                  |  |  |  |  |  |  |  |  |  |  |  |  |  |  |  |
| |                                  |  |  |  |  |  |  |  |  |  |  |  |  |  |  |  |
| | 31. Margarita de Provenza (=17)  |  |  |  |  |  |  |  |  |  |  |  |  |  |  |  |
| |                                  |  |  |  |  |  |  |  |  |  |  |  |  |  |  |  |
| |                                  |  |  |  |  |  |  |  |  |  |  |  |  |  |  |  |